# Historia del circo

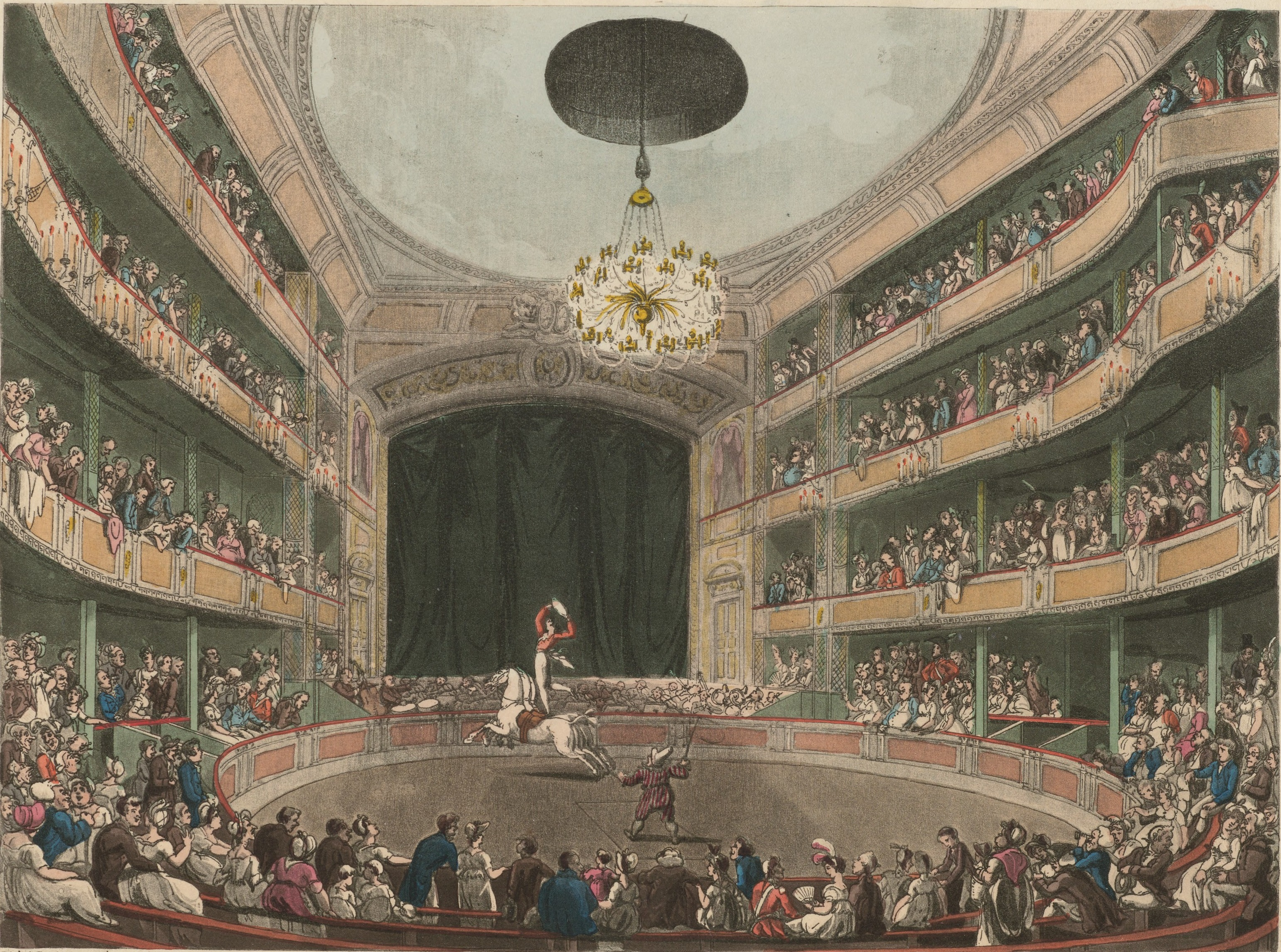
Anfiteatro Astley (c. 1808-1810), grabado de Thomas Rowlandson. Se suele considerar a Philip Astley el creador del circo moderno, tras fundar el Astley Riding House en 1768

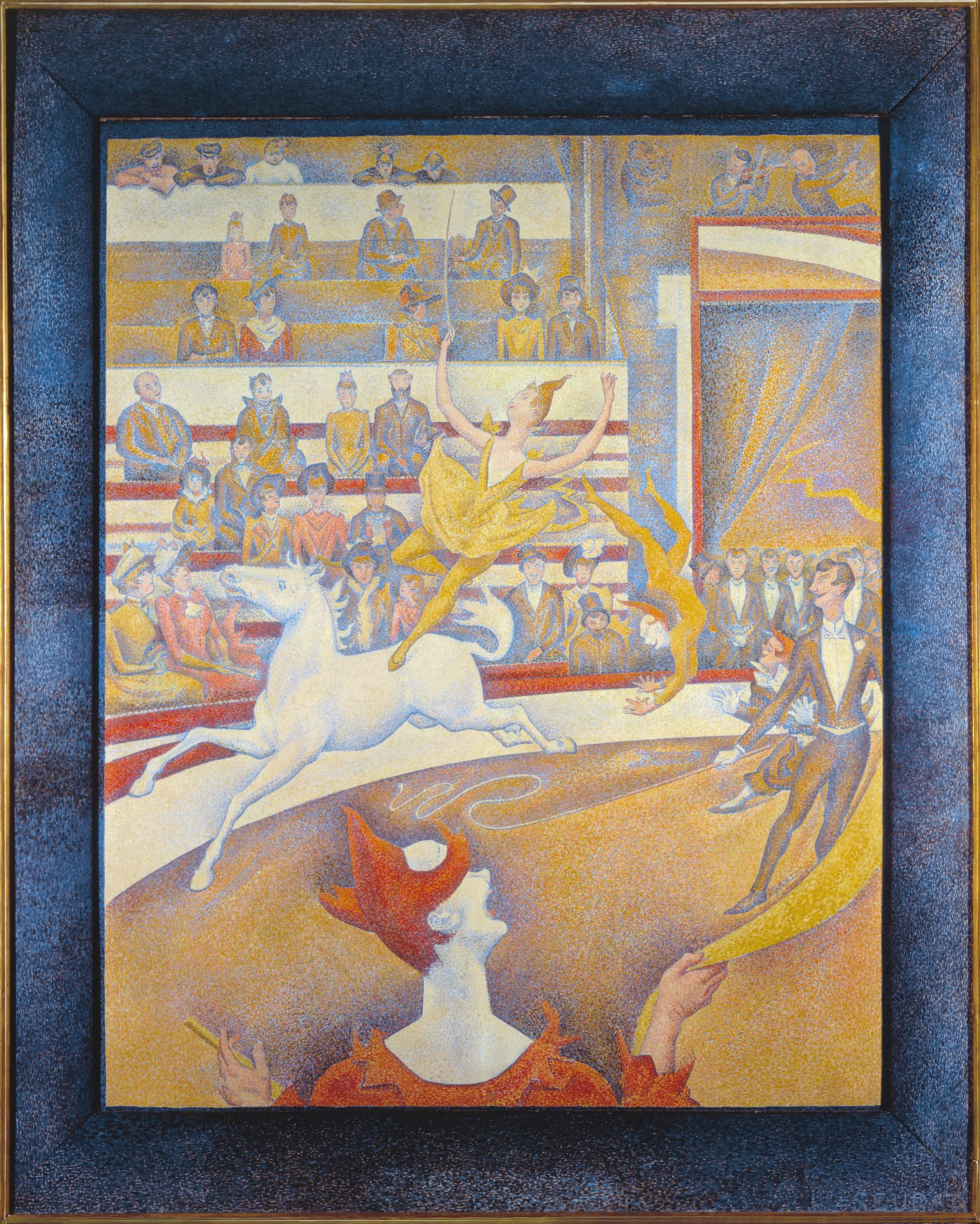
El circo (1891), de Georges Pierre Seurat, Museo de Orsay, París

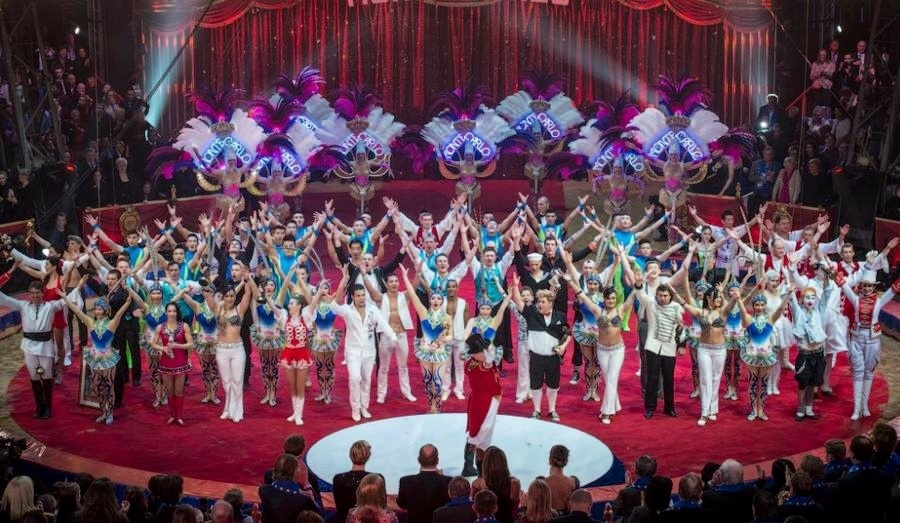
Final de la función de la 38.ª edición del Festival Internacional de Circo de Montecarlo (2013)

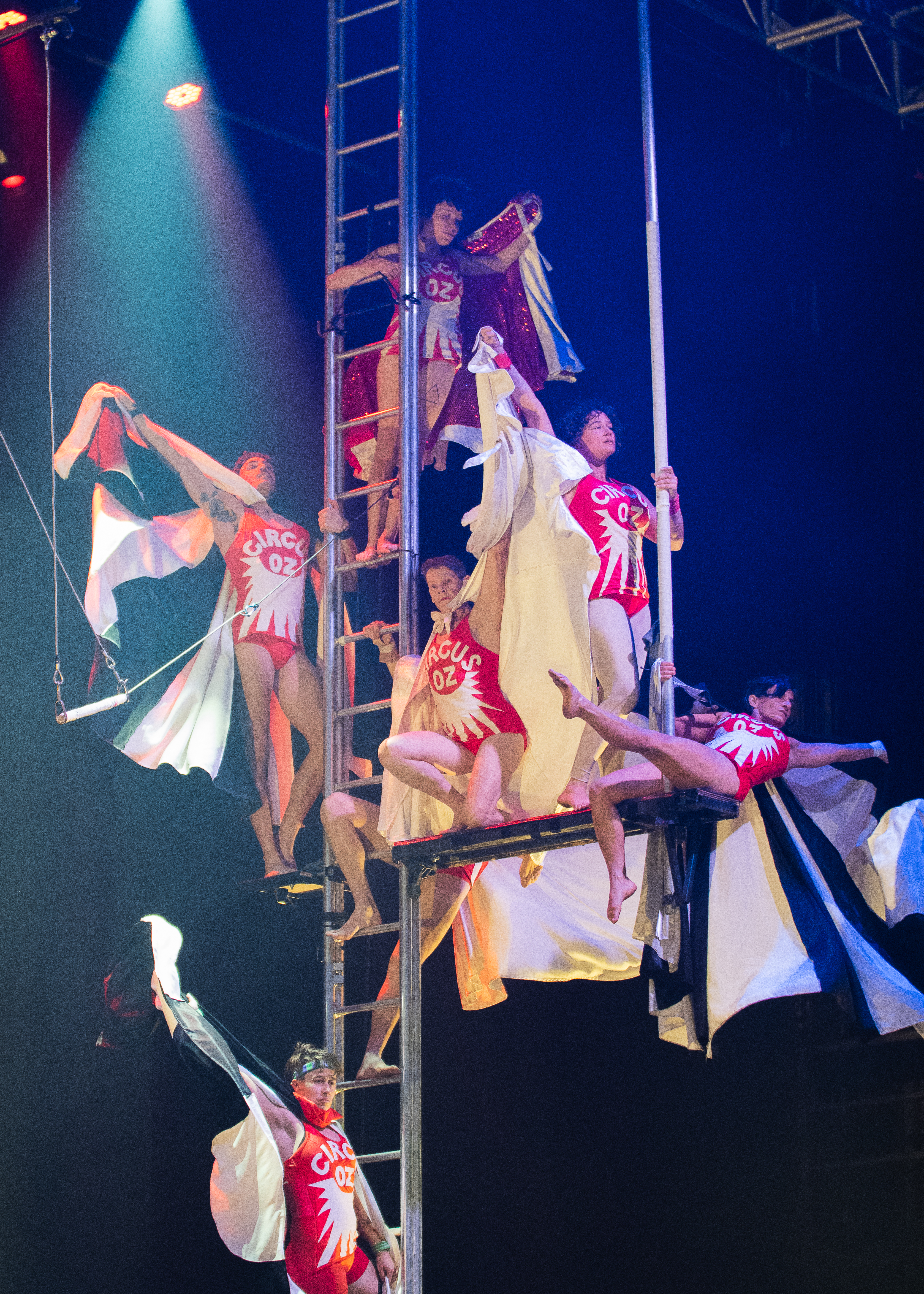
Actuación del Circo Oz (2023)

La historia del circo tiene su inicio en 1768, año en que Philip Astley fundó el Astley Riding House en Londres, considerado el primer circo moderno. Derivado de numerosos antecedentes históricos del ámbito del espectáculo, el entretenimiento, las variedades y las ferias ambulantes, el concepto actual de circo proviene, sin embargo, de las innovaciones que Astley introdujo en su espectáculo. Militar de carrera, Astley destacó por sus habilidades como jinete, motivo por el cual, tras licenciarse del ejército en 1768, inició un espectáculo ecuestre, al que añadió una banda de música y, con el tiempo, diversas figuras del mundo de la farándula y los espectáculos ambulantes, como acróbatas, saltimbanquis, mimos y payasos. Al juntar los diversos oficios circenses en un solo recinto —rescatando a muchos de estos artistas del ambiente callejero, casi marginal, en el que trabajaban hasta entonces—, Astley sentó las bases del espectáculo circense tal como se considera hoy día.
Se puede definir al circo (del latín circus, «círculo», y este del griego kírkos) como un espectáculo basado en diversas habilidades humanas por lo general fuera de lo común, encaminadas a divertir, entretener, asombrar, cautivar y hacer volar la imaginación. También se llama circo al recinto donde se realiza el espectáculo, por tradición una carpa itinerante con graderías para el público y una arena central para los espectáculos. El circo incluye diversos oficios, como acróbatas, jinetes, malabaristas, mimos, payasos, equilibristas, titiriteros, trapecistas, forzudos, gimnastas, contorsionistas, zancudos y figuras como el hombre bala o lanzadores de cuchillos; también, en ocasiones, solía incluir magos (o bien ilusionistas, adivinos y mentalistas), ventrílocuos, faquires o personajes como tragafuegos y tragasables; por último, antiguamente solía incluir diversos tipos de rarezas (o «fenómenos») como personas deformes, gigantes o enanos, siameses, albinos, mujeres barbudas u otro tipo de personajes con características poco habituales, generalmente englobados bajo la denominación de freak show, hoy día ya prácticamente inexistentes. En ocasiones, también incluye diversos tipos de actuaciones con animales amaestrados —los más habituales, caballos, osos, leones y elefantes—, aunque hoy día van desapareciendo por las leyes de protección de animales. También fueron populares durante un tiempo los circos de pulgas. La presentación suele correr a cargo de un maestro de ceremonias.
El circo —también considerado como «arte circense»— tiene numerosos antecedentes del mundo del espectáculo y la farándula, las artes escénicas y las ferias ambulantes, con unos orígenes que se remontan hasta la Prehistoria, ya que siempre ha sido inherente al ser humano la necesidad de comunicarse y expresarse, de tener ciertos momentos de ocio y diversión. Durante el siglo XIX y hasta principios del xx surgió un espectáculo híbrido entre el circo y el teatro, con espectáculos de pantomima u opereta que utilizaban grandes decorados y un gran número de figurantes. El circo tradicional sigue vivo en numerosas compañías vigentes hoy día. Sin embargo, en los años 1970 se forjó un nuevo concepto denominado «circo contemporáneo» (nouveau cirque en francés), de estructura más dramática y narrativa, sin la utilización de animales, con un nuevo concepto estético y una simbiosis con otras clases de artes escénicas, como el teatro, la música, el baile y el mundo de las performances.
El espectáculo circense tiene su razón de ser en los sentimientos que despiertan en el público, sobre todo en la mezcla de episodios cómicos —generalmente protagonizados por payasos— con la tensión que generan las acrobacias y otras actuaciones que pueden conllevar cierto riesgo para el artista, pese a que generalmente se realizan con una red protectora o algún otro tipo de dispositivo de seguridad. El contraste entre suspense y relajación, en un clima de hechizo y atracción potenciado por la música y las reacciones del público, comporta en el espectador diversos estados de ánimo que le hacen evadirse de la realidad y pasar un rato de placer y sosiego, todo ello favorecido por la actuación en directo y la proximidad entre público y artistas.

El circo no es simplemente un espectáculo, es una manera de viajar a través de la propia vida.
Federico Fellini

## Antecedentes

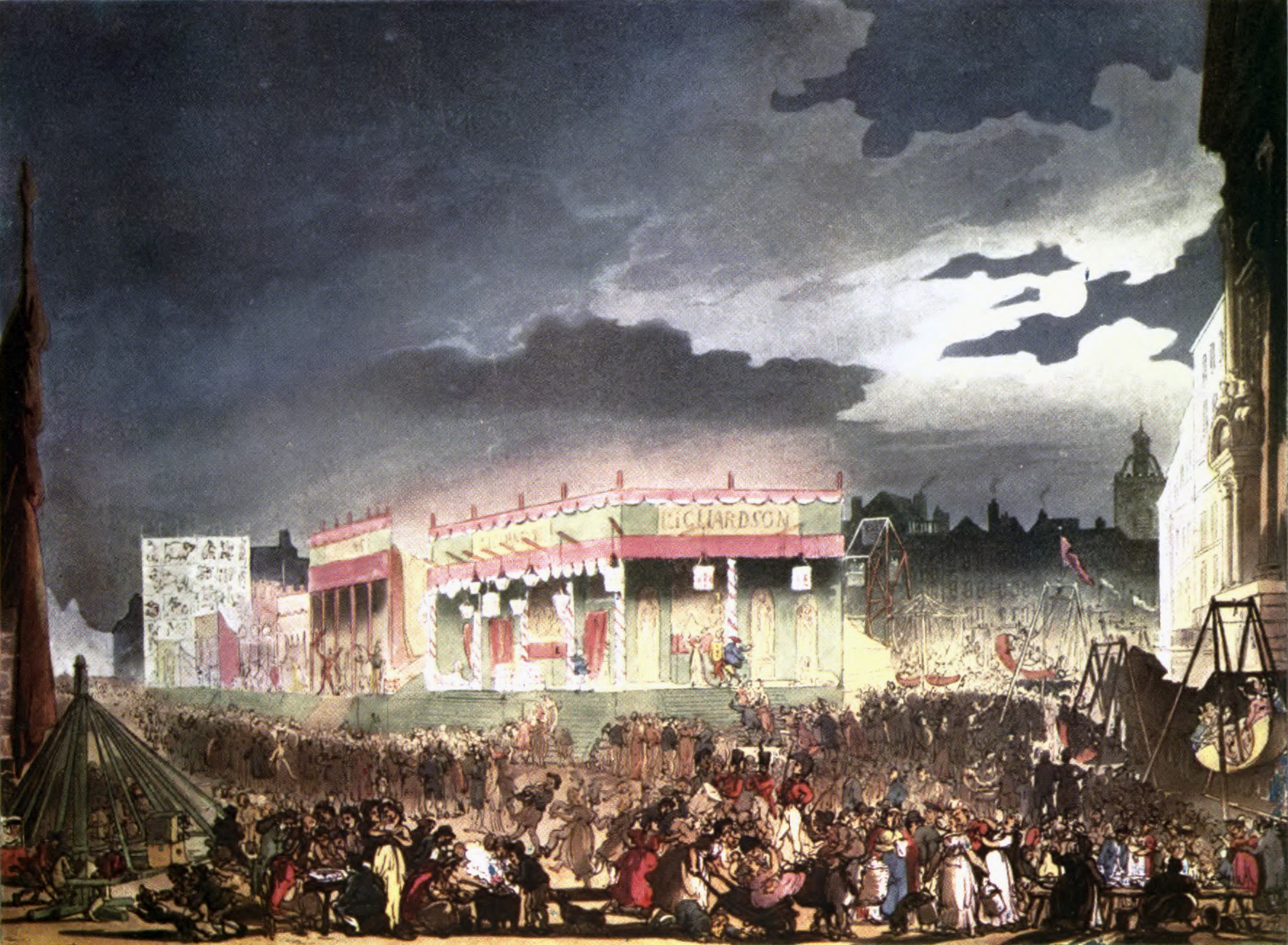
Bartholomew Fair (1808), grabado de Thomas Rowlandson. Ubicada en Londres, esta feria se celebró entre 1133 y 1855 y en ella se reunían diversos artistas ambulantes, como magos, acróbatas, payasos y adivinos

Los antecedentes del circo, como los del mundo del espectáculo y las variedades, se hunden en las raíces de la cultura humana. Como animal social, el ser humano se ha reunido siempre en grupo para celebrar diversos aspectos de la vida, como los nacimientos, las bodas o las defunciones, reuniones en las que afloraban las diversas aptitudes que el ser humano es capaz de desarrollar, como el canto, la música, el baile, la declamación o todo tipo de proezas físicas y habilidades manuales. Otro tipo de capacidades fueron desarrolladas partiendo de actividades como la caza o la guerra, donde personas con habilidades especiales podían sobresalir. Igualmente, el surgimiento de la religión y los diversos ritos celebrados en torno a las múltiples creencias que ha ido forjando el ser humano favorecieron un clima de misterio y gestualidad que se trasladó a diversos tipos de actuaciones consideradas como magia o ilusionismo. Paralelamente a los rituales que desarrollaban los sacerdotes, otro tipo de personajes trasladaron estos recursos al ámbito laico.

### Antigüedad

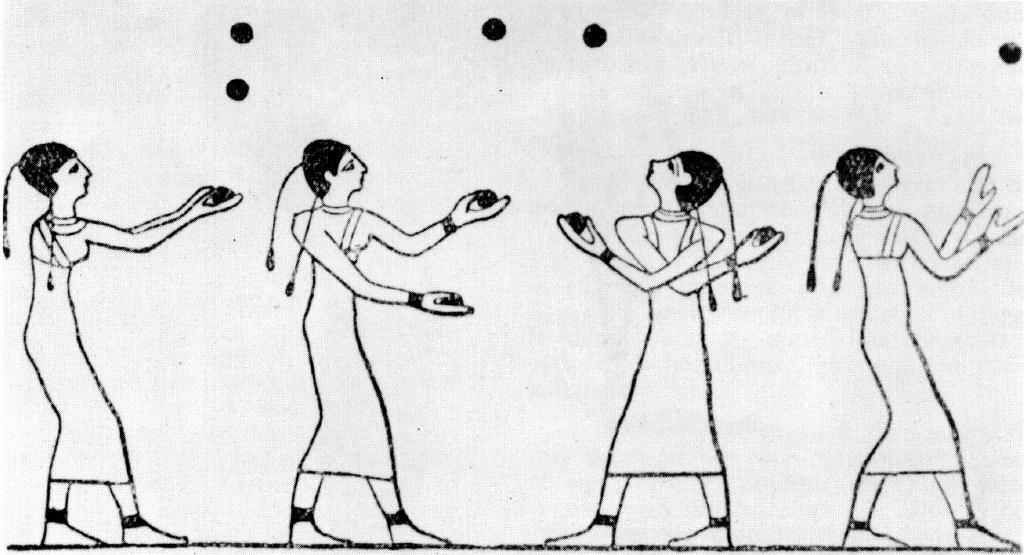
Malabaristas, fresco hallado en la tumba de Baqet III en Beni Hassan (Egipto)

En el antiguo Egipto están documentadas las prácticas de la acrobacia, el malabarismo y el antipodismo, como se manifiesta en diversos frescos y bajorrelieves, como los hallados en Beni Hassan, de unos 4000 años de antigüedad. En Tebas existían diversas escuelas de este tipo de artes, algunas de las cuales llegaron a formar incluso a artistas griegos. Por lo general, este tipo de espectáculos se celebraba en fiestas religiosas o celebraciones agrícolas, o bien en rituales y pruebas de supervivencia, costumbres que pasaron igualmente a Grecia y Roma.
La antigua Grecia fue la cuna del teatro, del arte dramático tal como se concibe hoy día, aunque el teatro griego tenía cierto componente de lo que hoy consideramos circo. Según Jaime de Armiñán (Biografía del circo, 1958), «el teatro nació en Grecia, en las fiestas campestres y religiosas; pero, en realidad, lo que allí se representaba eran pantomimas circenses, más cerca de la pista que del escenario». En la antigua Grecia se dio una gran importancia a la cultura física, especialmente gimnasia y atletismo, lo que se plasmó en unas competiciones deportivas: los Juegos Olímpicos. Los juegos se celebraban cada cuatro años en honor a Zeus, en Olimpia, a partir del año 776 a. C. (los últimos se celebraron el 393 d. C., fecha en que fueron suprimidos por el emperador Teodosio I). De carácter predominantemente religioso, su celebración suponía una tregua en los conflictos entre las distintas ciudades-estado griegas. Los juegos incluían pruebas atléticas, de lucha, carreras de carros y pentatlón, así como algunos concursos artísticos (de heraldos y trompetas, de música, canto y actuación).

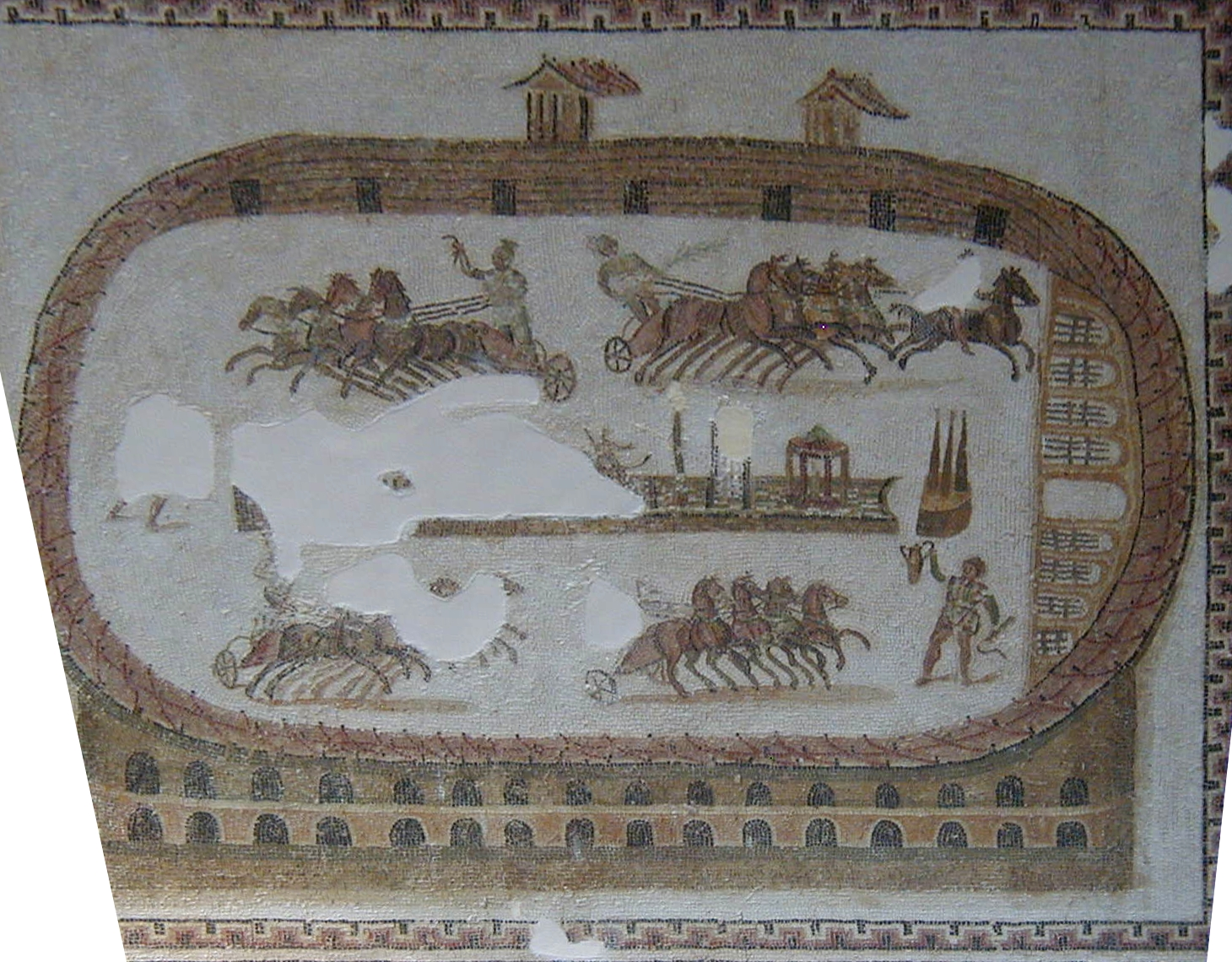
Carrera de carros en el circo de Cartago, Museo Nacional del Bardo, Túnez

En Roma existía un espectáculo conocido en latín como ludi («juegos»), que se celebraban en un estadio llamado circo, pero más allá de la coincidencia del nombre no era el mismo tipo de espectáculo que tratamos, sino unos espectáculos de competición donde predominaba la violencia, donde más que la habilidad se valoraba la crueldad. Tenía su origen en antiguos ritos funerarios etruscos, en que se sacrificaba a un prisionero en la tumba de un guerrero caído. Empezaron a celebrarse en honor de Júpiter Óptimo Máximo, el 390 a. C. El espectáculo más popular eran las carreras de carros —generalmente cuadrigas—, que arrastraban numerosos adeptos constituidos en facciones rivales y movían una gran cantidad de dinero en apuestas. Otros espectáculos consistían en luchas de gladiadores, los espectáculos con animales (venationes) —que podían incluir ajusticiamiento de prisioneros que eran expuestos en la arena para que fuesen comidos por fieras—, recreación de batallas —incluidas las naumaquias— y similares. También incluían competiciones atléticas y representaciones teatrales. Los juegos eran muy populares en Roma, de tal forma que para mantener contenta a la población los gobernantes los solían organizar asiduamente, hecho del que proviene la famosa locución panem et circenses («pan y espectáculos del circo»). Cabe señalar que el circo en sí era el estadio, generalmente de forma elíptica, compuesto por una arena rodeada de gradas para el público. El más célebre y que funcionó durante más tiempo —más de mil años— fue el Circo Máximo, con capacidad para 150 000 espectadores.
En Roma también había malabaristas y funámbulos, que a menudo actuaban en el circo, en los descansos de las carreras de carros. Los funámbulos eran muy admirados: en una ocasión, el emperador Marco Aurelio presenció el accidente de un funámbulo que murió de la caída, por lo que mandó colocar colchonetas debajo para prevenir este tipo de fallecimientos. Más tarde, con el emperador Diocleciano, se cambiaron las colchonetas por redes de seguridad.

Acróbatas chinos, grabado de Jacob van Meurs (1665)

Otro referente fue la antigua China. Se puede considerar a China como la cuna del circo, ya que fue en esta región donde por primera vez una serie de personas con habilidades especiales pusieron sus conocimientos al servicio del espectáculo: los acróbatas. Las primeras menciones a este tipo de personajes se remontan a hace 5000 años, período en que algunos cazadores con una especial destreza empezaron a mostrar al público su pericia en diversos actos basados en la fuerza, la rapidez, el equilibrio, la agilidad o la doma de animales. El historiador chino Fu Quifeng, autor de Historia de la acrobacia y La acrobacia china a través de los tiempos, sitúa el surgimiento de la acrobacia en la zona noreste de China, al tiempo que afirma que la acrobacia fue la «primera expresión artística corporal del hombre, anterior a la danza y el teatro». Estos primeros acróbatas eran itinerantes, ofrecían su espectáculo en pueblos y aldeas que iban visitando, generalmente en la calle, sin un escenario específico donde actuar. Para sus actuaciones se servían de utensilios de la vida cotidiana, como sillas, platos y jarras, con los que hacían juegos malabares, o bien con armas, como arco, mazo y jabalina.
Con el tiempo, la acrobacia china se fue dividiendo en dos: una cortesana, fomentada por la corte del emperador, practicada generalmente por mujeres y niños, que desarrollaban sus habilidades en escuelas específicas; y otra popular, practicada por campesinos, sobre todo en grandes fiestas como Año Nuevo o la fiesta de la Luna. La edad de oro de la acrobacia china se dio entre la dinastía Han (206 a. C.-220 d. C.) y la dinastía Song (960-1279). Los soberanos Han mandaron inventariar todas las disciplinas acrobáticas existentes, que se consignaron en la Teoría de los cien ejercicios (Baixi). Sin embargo, desde la dinastía Ming (1368-1644) la acrobacia perdió prestigio en la corte imperial, ya que a menudo los acróbatas formaban parte de las revueltas campesinas y se agrupaban en sociedades secretas. Los nuevos emperadores subvencionaron en su lugar la ópera y los últimos vestigios de acrobacia cortesana eran sufragados por templos, para festividades religiosas. Surgió entonces un tipo de acrobacia callejera con actuaciones más peligrosas, como saltar en medio de aros en llamas o con cuchillos. Por último, durante la dinastía Qing (1636-1912) se fue introduciendo en el país la acrobacia japonesa, que fue desplazando poco a poco a la china.
Si China fue la cuna de la acrobacia, India lo fue del contorsionismo, actividad célebre hace ya 4000 años en el subcontinente del sur asiático. Lo practicaban especialmente las niñas, sobre todo de castas inferiores, y su habilidad se propagó desde la India por la Ruta de la Seda y hasta Mongolia. Otro tipo de espectáculos, generalmente callejeros, fueron los practicados por los faquires, famosos por reposar sobre camas de clavos, o bien los encantadores de serpientes o los regurgitadores de objetos o pequeños animales, como culebras, ranas o peces.
En la América precolombina se practicaban diversos tipos de números de acrobacia y equilibrio, realizados en fiestas populares, como el rito de los voladores del pueblo azteca —practicado aún hoy en día—, realizado por cuatro danzantes que giran alrededor de un mástil a 20 m de altura. Esta exhibición tiene un significado cósmico: los danzantes dan trece vueltas alrededor del mástil, lo que multiplicado por los cuatro participantes da un total de 52 vueltas, que es el número de años que conforman un siglo en el calendario azteca. Los aztecas también practicaban el antipodismo con troncos, una práctica llamada xocuahpatollin.
Por último, cabe señalar que en la isla de Tonga, en Oceanía, era tradición entre las niñas y mujeres el realizar juegos malabares con nueces, una práctica llamada hiko que constató el capitán James Cook en uno de sus viajes. También se practicaba el malabarismo en Hawái, en este caso con palos de fuego.

### Edad Media

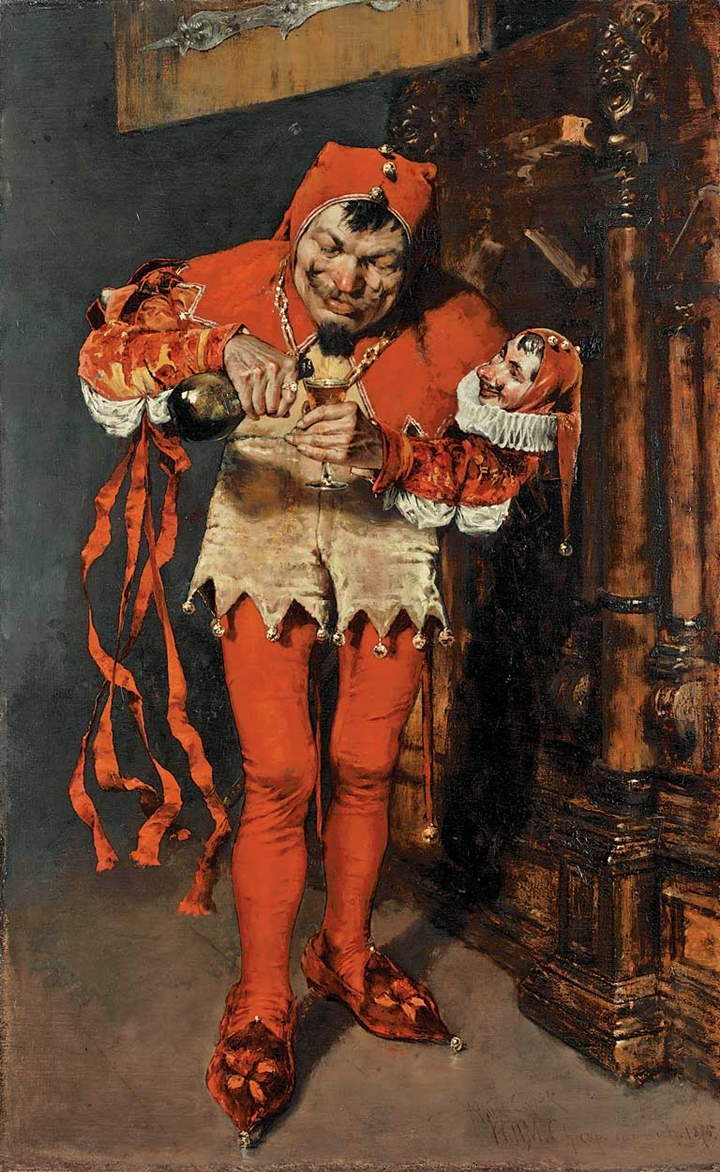
El bufón de la corte (1875), de William Merritt Chase, Academia de Bellas Artes de Pensilvania

En esta época ganaron profusión las ferias ambulantes, instaladas generalmente en torno a los mercados de centros urbanos, que aglutinaban tanto a gente del espectáculo —como actores, músicos, bufones y juglares— como a toda una pléyade de artistas de diversas categorías, como acróbatas, funámbulos, prestidigitadores, equilibristas, titiriteros, malabaristas o grupos de cíngaros con sus carros ambulantes, todo ello junto a todo tipo de buscavidas, vendedores, sacamuelas, curanderos, adivinos y todo tipo de profesiones. Eran espectáculos itinerantes, que iban de una población a otra en función de los mercados o las festividades religiosas, frecuentemente alrededor de las actividades agrícolas y ganaderas. Este tipo de actividades subsistió hasta prácticamente entrado el siglo XX, en barracas de feria que a menudo viajaban con los circos y se colocaban en sus arrabales.
En la Edad Media surgieron los saltimbanquis (del italiano saltimbanchi, «saltabancos»), un tipo de acróbatas que hacían piruetas al aire libre o en tabernas u otros establecimientos. Eran unos artistas ambulantes, que se sumaron a todo tipo de gentes que recorrían los caminos de Europa, dedicados en ocasiones a todo tipo de artimañas para sobrevivir, motivo por el cual el término ganó un cierto sesgo peyorativo y pasó a considerarse sinónimo de charlatanes, embaucadores, farsantes o buhoneros.

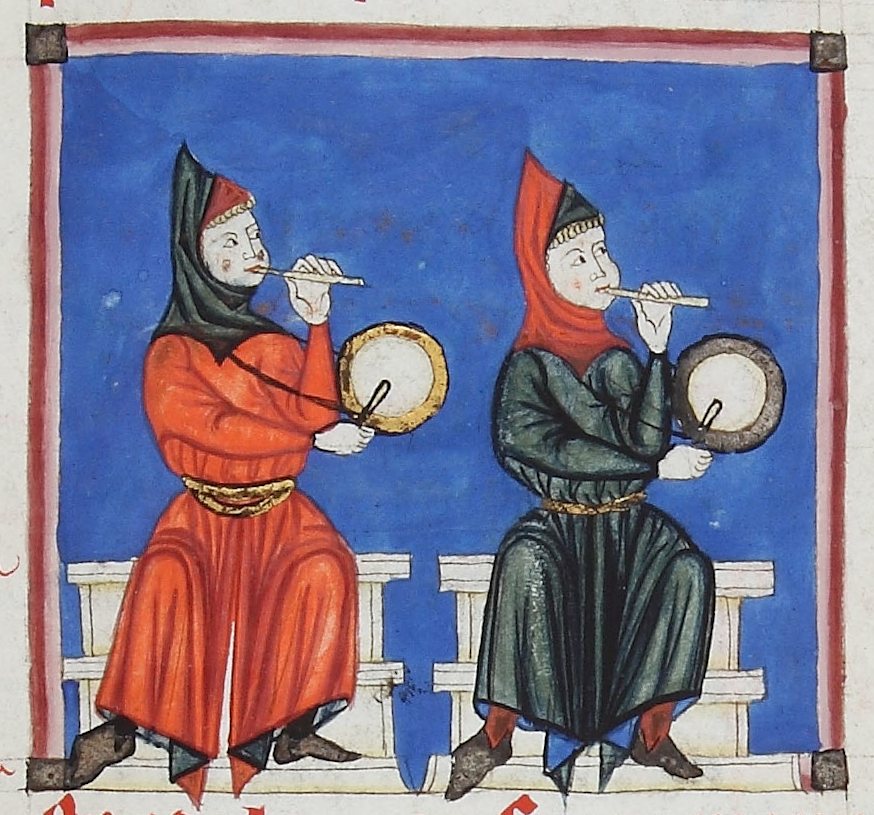
Juglares, ilustración de las Cantigas de Santa María

También surgió en esta época un nuevo tipo de cómicos que, en ocasiones, llegaron a situarse al lado de reyes y monarcas: los bufones (del italiano buffone, que tiene su etimología en «bufar», soplar, ya que en origen aparecían en escena con la boca llena de aire para que al recibir una bofetada resonase más). El bufón es un personaje de doble acepción, ya que es cómico y grotesco al mismo tiempo. Por otro lado, junto a su capacidad para hacer reír solían tener también habilidades musicales, recitativas o imitativas. En ocasiones se les comparaba con los locos, motivo por el cual se permitían sin censura todos sus comentarios y ocurrencias. En numerosas ocasiones eran seres de extraña apariencia física, generalmente enanos, como se aprecia en los cuadros que retratan a los Austrias españoles. Por lo general era un ser lastimero, cuyas desgracias provocaban sorna y, como tal, es el antepasado del tipo de payaso que llamamos «augusto» —por no mencionar que a los payasos en el siglo XVIII se les llamaba «grotescos» (grotesque en francés)—.
Otro personaje de la época era el juglar, más vinculado al mundo de la música y la recitación, pero también vinculado en ocasiones al malabarismo —de hecho, a los malabaristas se les llama jongleurs en la jerga circense—, así como a la comicidad, no en vano el término juglar proviene del latín iocularem, «gracioso». Los juglares practicaban la pantomima, el baile, la acrobacia, los juegos malabares e incluso se acompañaban de animales amaestrados; también solían ir acompañados de una pareja, generalmente femenina, que cantaba y bailaba. Por otro lado, solían vestir de forma estrafalaria, fuera de lo habitual, motivo por el que llamaban más la atención.
Conviene recordar en último lugar como precedente del circo las fiestas de carnaval o ciertos tipos de actuaciones festivas o ceremoniales, como los charivari, un tipo de procesiones que se hacían en celebración de las nupcias de un viudo, en que los oficiantes se disfrazaban y hacían caceroladas, proferían procacidades y montaban todo el espectáculo posible a nivel amateur. El nombre charivari pasó al circo moderno, donde se denomina así al número final de despedida, en que salen todos los artistas a la pista.

### Edad Moderna

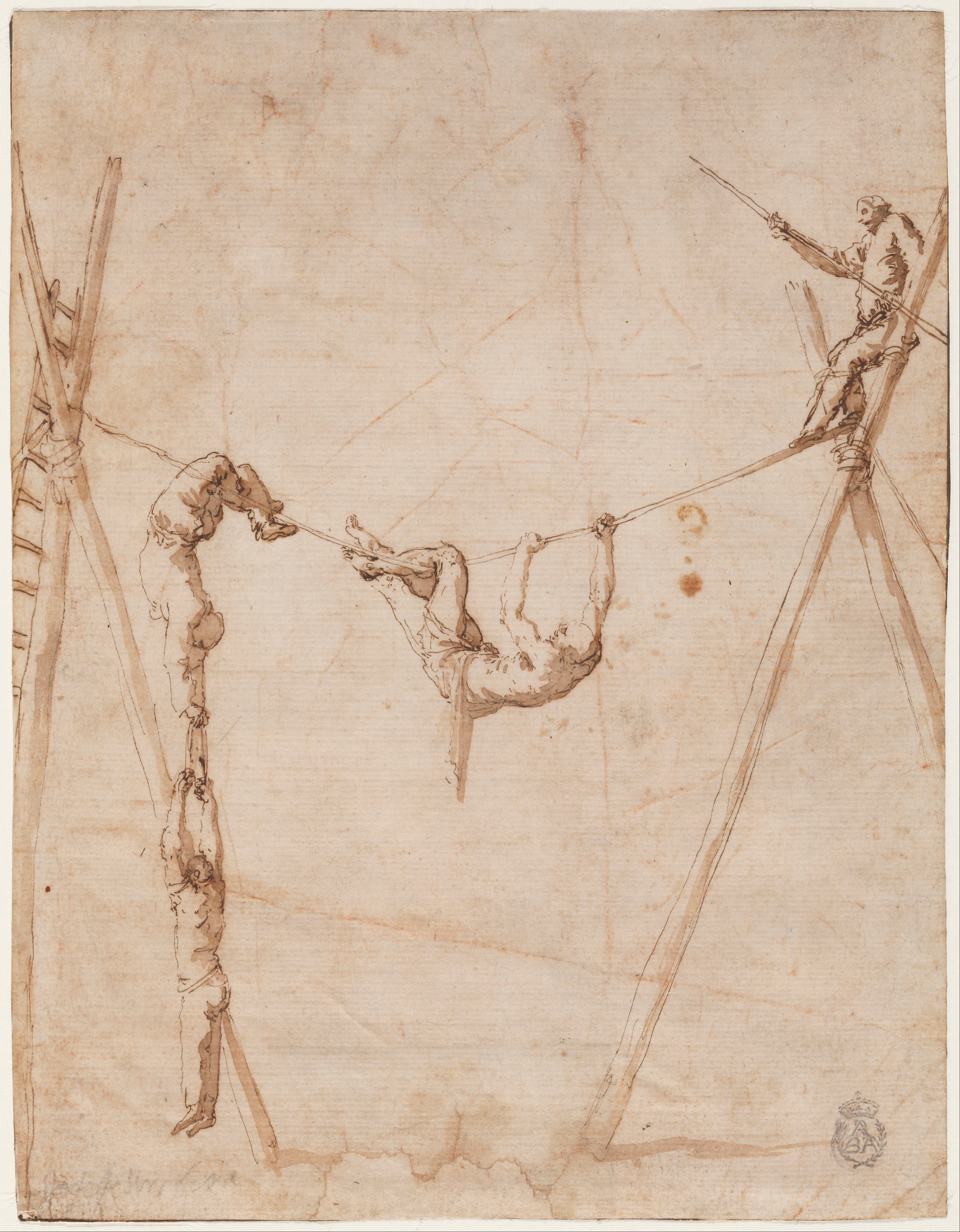
Acróbatas en la cuerda (1635), de José de Ribera, Real Academia de Bellas Artes de San Fernando, Madrid

Durante esta era subsistieron compañías de artistas ambulantes herederas en buena medida de las existentes durante el Medievo. Eran conocidas generalmente bajo el epíteto de «titiriteros», aunque no solo comprendían estos artistas propiamente —los que manejan marionetas—, sino también acróbatas, malabaristas, forzudos, maromeros, adiestradores de animales —generalmente perros u osos— y otros. Se movían en carromatos e iban de pueblo en pueblo, sobre todo a las ferias. Miguel de Cervantes hizo tropezar a su Don Quijote con una de estas compañías, la de Angulo el Malo, y tuvo un percance con uno de sus artistas, un cómico vestido de bojiganga. Estas compañías subsistieron hasta entrado el siglo XX, conviviendo tras el nacimiento del circo moderno como un hermano «pobre», que llegaba donde no podían llegar las compañías grandes. El famoso payaso Charlie Rivel era hijo de uno de estos artistas nómadas y en sus memorias dejó reflejado las penurias de esta vida errante.
En torno a 1520 surgió en el norte de Italia la Comedia del arte (Commedia dell'arte), un tipo de género escénico dedicado a la comedia, con textos improvisados, en dialecto, con predominio de la mímica y la presencia de ciertas piruetas acrobáticas. Este género introdujo personajes arquetípicos como Arlequín, Colombina, Polichinela (llamado en Francia Guignol), Pedrolino (en Francia Pierrot), Pantalone o Scaramuccia, todos ellos diferenciados con diversas personalidades, así como por su manera de vestir, inspirada en los trajes y máscaras de carnaval. Aunque fue un género más vinculado al teatro, influyó poderosamente en lo que posteriormente fue el circo, sobre todo en los personajes arquetípicos y los vestuarios y maquillajes.

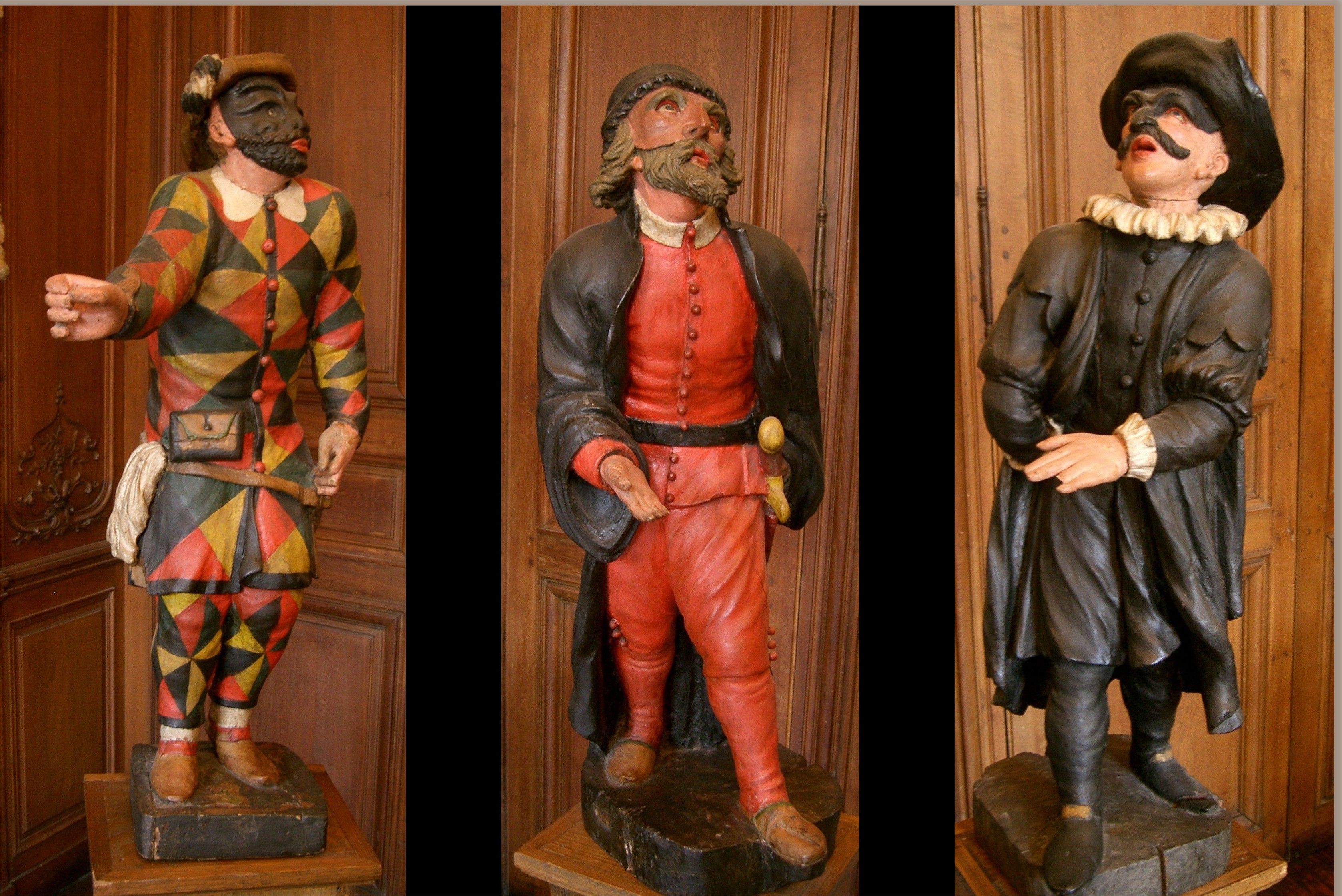
Personajes de la Comedia del arte: Arlequín, Pantalone y Dottore

Los argumentos de la Comedia del arte solían girar en torno a una pareja de enamorados que se encontraba con la oposición de su familia o del entorno social. La parte más cómica, que incluía mimos y acrobacias, la solían protagonizar los zanni (criados), interpretados por Arlequín, Colombina, Polichinela, Brighella o Truffaldino. Eran por lo general personajes rústicos, ignorantes, aunque con picardía, y con sus gestos y piruetas despertaban la hilaridad del público. Por lo general, había dos criados, uno ingenioso y pillo, y otro estúpido que seguía las órdenes del primero y caía en sus enredos. Los temas que trataban las obras de la Comedia del arte eran los más universales: el amor, la muerte, el miedo, el hambre, protagonizados por personas normales, no héroes o dioses mitológicos como venía recreando la literatura culta, por lo que llegaron a un público más amplio y popular.
La Comedia del arte propició la aparición de la figura del payaso (del italiano pagliaccio, traducible por «saco de paja», por las ropas andrajosas que solían llevar los primeros payasos). La figura de Pierrot dio origen al payaso «carablanca» (el «listo»); por su parte, el payaso «augusto» (el «tonto»), si bien desciende como hemos visto del bufón medieval, debe bastante igualmente al personaje de Arlequín. Ambos personajes son herederos del zanni primero y segundo (el listo y el estúpido) de la Comedia del arte.

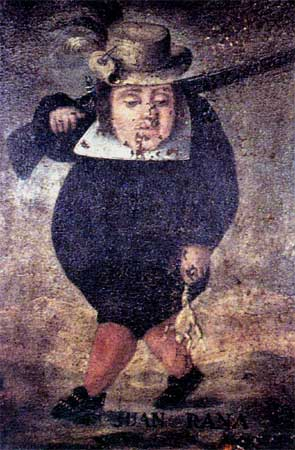
Cosme Pérez, el típico «gracioso» del teatro español

Otro referente del teatro que influyó en el circo fue la figura del «gracioso» (o «donaire») del teatro español de los siglos xvi y xvii, la época conocida como Siglo de Oro de las letras hispanas. Eran personajes de baja extracción social —generalmente criados—, simples, pícaros, bufonescos, ingeniosos, pragmáticos, algo cobardes —en contraposición a la temeridad de sus amos—, supersticiosos y juerguistas. Estos personajes caracterizaron numerosas obras de Juan del Encina, Lope de Rueda, Juan de Timoneda, Lope de Vega, Tirso de Molina, Juan Ruiz de Alarcón o Pedro Calderón de la Barca. El primer gracioso suele ser considerado el Tristán de La francesilla (1596), de Lope de Vega; sin embargo, el término no fue empleado como personaje tipo hasta 1620. El gracioso era la contrapartida del galán: si este representaba todo lo noble y honrado, el gracioso representaba lo bajo y grotesco, la falta de honor, pero no con malicia, sino con ingenuidad, aunque matizada de socarronería e insolencia, y cierto toque irónico y picaresco. En ocasiones —especialmente Lope de Vega—, los autores aprovechan estos personajes para hacer crítica social, otorgándoles cierta vena filosófica, de sabiduría popular. En otras ocasiones, se invierten los términos y el galán resulta ser el zafio y el gracioso el virtuoso, como en La verdad sospechosa de Alarcón. Uno de los personajes que más emblemáticamente encarnó este tipo de personajes fue el actor Cosme Pérez, más conocido como Juan Rana (1593-1672), un hombre de figura contrahecha que provocaba las risas solo con su aparición en el escenario.
En este tiempo, aunque la mayoría eran oficios originados en la antigüedad, se fueron perfilando las diversas categorías de artes derivadas del equilibrio, la fuerza y la agilidad, es decir, las más propiamente físicas y vinculadas con la gimnasia. Una de ellas es el funambulismo, es decir, andar, bailar o hacer ejercicios sobre cuerdas. De este arte derivan también los ejercicios aéreos, bien con trapecio —fijo o volante—, o bien con barras, anillas o cuerda lisa, así como las flechas humanas u hombres bala. En cuanto a los ejercicios físicos y de equilibrio, se encuentran los saltos —limpios o con ayuda de trampolín o cama elástica—, los ejercicios olímpicos o «mano a mano» —realizados por dos personas, portor y volteador—, los forzudos, los contorsionistas, los equilibristas —generalmente ayudados de escaleras, bolas o pértigas—, los icarios y antipodistas —ambos realizados por una persona recostada que utiliza los pies para mover a un compañero, en el primer caso, o bien objetos, en el segundo—, los malabaristas o, por último y más recientemente, los equilibristas sobre bicicletas o motos.
Durante este período se fueron perfilando también otro tipo de actuaciones a medio camino entre el circo y los espectáculos de variedades: el mundo de la magia, que se podría dividir entre mentalistas —que englobaría a adivinos, hipnotizadores y telépatas— e ilusionistas o prestidigitadores —que encuadraría a escapistas, escamoteadores y cartománticos—. El mundo de la magia se ha nutrido de la ciencia, la religión, la medicina, la química, las matemáticas, la óptica, la mecánica, la ingeniería y otras disciplinas, de cara a conseguir trucos eficaces y vistosos. Su relación con el circo ha sufrido altibajos, aunque en general aportan, junto con los payasos, una nota diferente a los ejercicios puramente físicos de otro tipo de artistas circenses.

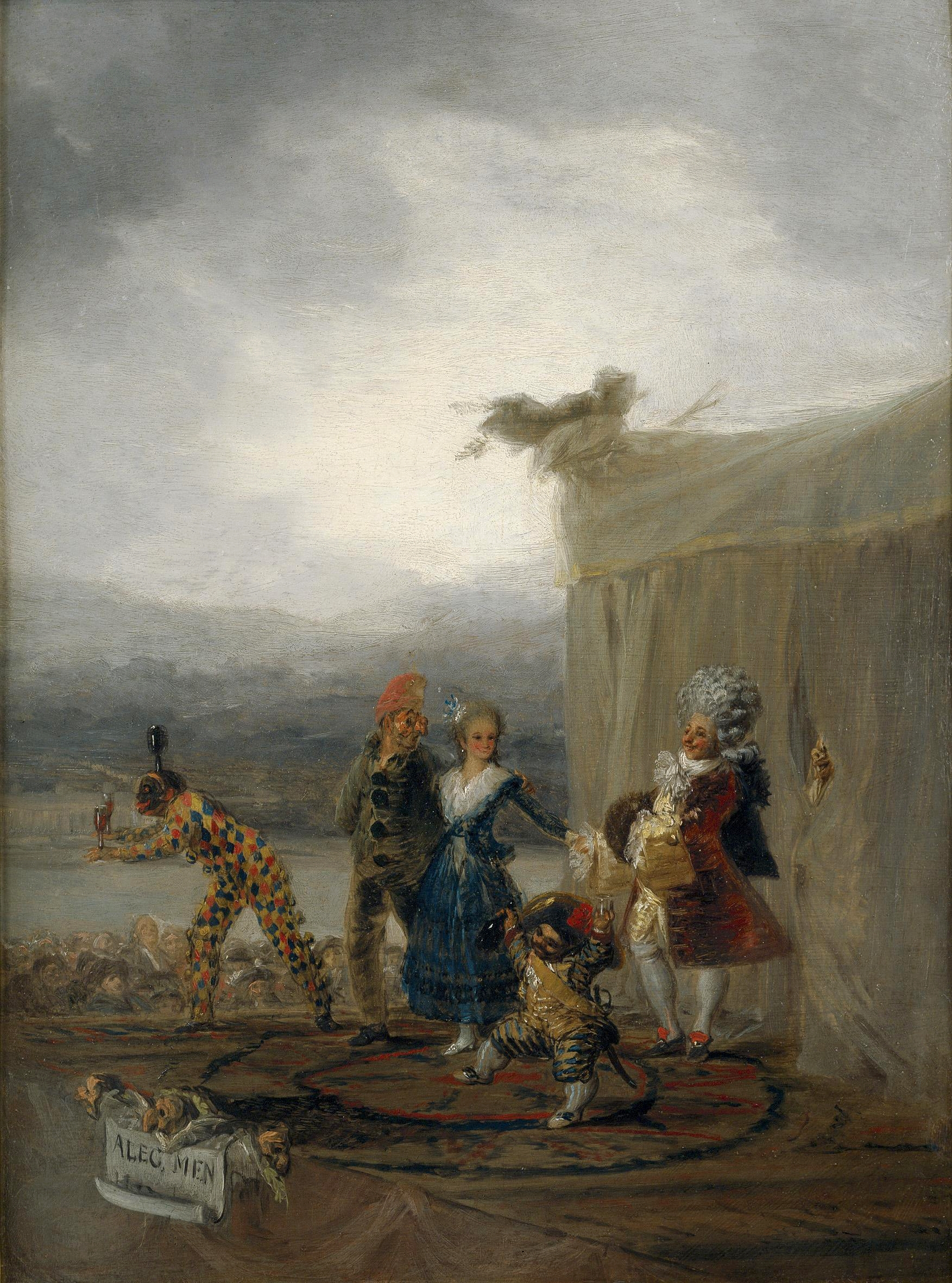
Cómicos ambulantes (1793), de Francisco de Goya, Museo del Prado, Madrid

En esta época surgieron también las llamadas ménageries, las ferias itinerantes de exhibición de animales exóticos, antecedentes de los espectáculos de doma en el circo. Desde la antigüedad existieron en todas las culturas zoológicos de animales, sobre todo en las cortes reales, donde todo tipo de animales eran conservados en jaulas para su contemplación. En tiempos más modernos, estas colecciones se convirtieron en espectáculos ambulantes, instalados en las ferias con el resto de atracciones para el público. La época dorada de la ménagerie fue el siglo XIX, gracias a la expansión del colonialismo por todo el mundo. Sin embargo, estas ferias se ceñían a la exhibición de animales en cautividad, mientras que en el circo los animales se convirtieron en artistas, ya que realizaban números originales y sorprendentes, fuera de su comportamiento natural. Con el paso del tiempo, algunas ménageries se convirtieron en circos, como es el caso del Circo Krone o el Hagenbeck. Un paso fundamental fue la invención de la jaula-teatro, que se instalaba en la pista central y permitía los espectáculos con animales sin riesgo para el público. En el circo se han amaestrado todo tipo de animales: perros, caballos, elefantes, monos, osos, cabras, patos y gansos, focas, gatos, cerdos, ratones, tigres, leones, leopardos, panteras, toros, camellos, cocodrilos, canguros, cebras, jirafas, avestruces, hipopótamos, rinocerontes, serpientes, periquitos, loros, palomas, etc. En 1578, el herrero londinense Mark Scaliot fue el primero en amaestrar pulgas y, desde entonces, los circos de pulgas gozaron de gran fama.
También se dieron, entre el siglo XIX y principios del xx, gracias al fenómeno del colonialismo, las ménageries étnicas, en que se exhibían tribus exóticas de otros continentes fuera de Europa, como tribus africanas, esquimales o indios americanos, o incluso europeas, como gitanos. Sin embargo, la exhibición de seres humanos por sus defectos o deformidades, o bien por características físicas inusuales, proviene de antaño y es hoy día conocida como freak show. Antaño eran atracciones de feria, pero en los inicios del circo perduraban en sus aledaños, en tiendas o casetas donde se exhibían a estos individuos como si fuesen especímenes naturales. Este grupo incluía personajes como enanos, gigantes, albinos, siameses, andróginos, mujeres barbudas, los hombres-lobo (aquejados de hipertricosis), los hombres-leopardo (con vitíligo), los esqueletos vivientes, los hombres de goma, artistas con ciertas capacidades físicas como los faquires, tragasables y tragafuegos, o bien personas con una enfermedad o malformación, como el famoso «hombre elefante» (Joseph Merrick, aquejado de síndrome de Proteus), o bien obesidad, raquitismo, policefalia, microcefalia, diprosopia, amputaciones, malformaciones óseas u otros. Sin dejar de observar que en numerosas ocasiones eran meros trucos, personas disfrazadas o caracterizadas como algún tipo de monstruo o animal —el famoso P. T. Barnum llegó a presentar a su público a una sirena—, o trucos ilusionistas como la cabeza parlante o la mujer araña. También cabe señalar que antiguamente cualquier persona con alguna característica fuera de lo corriente podía ser un fenómeno, como las personas tatuadas o las mujeres de pelo muy largo —como las célebres siete hermanas Sutherland—.
Por último, cabe señalar que en el siglo XVII se incorporaron al mundo de los espectáculos las ilusiones ópticas, conseguidas gracias al descubrimiento de la linterna mágica, que permitía proyectar imágenes sobre paredes o cortinas. Este tipo de ilusionismo tuvo su punto álgido en la centuria siguiente, especialmente gracias a las fantasmagorías ideadas en París por Philidor y Robertson.

## Nacimiento del circo moderno

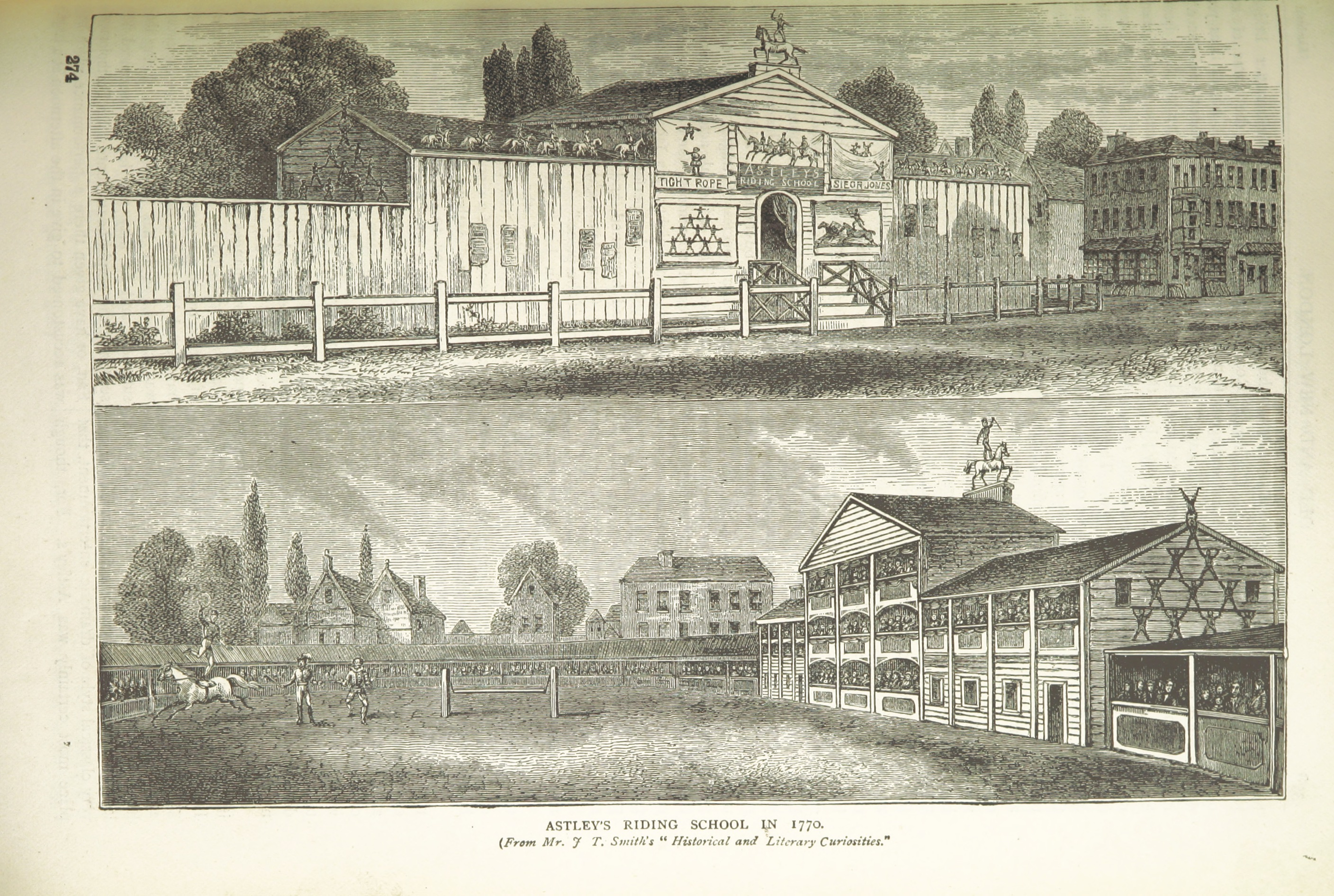
Astley Riding House (1770)

Se suele considerar a Philip Astley (1742-1814) como el creador del circo moderno. Militar de carrera, Astley destacó por sus habilidades como jinete, motivo por el cual, tras licenciarse del ejército en 1768, inició un espectáculo en el que exhibía su pericia ecuestre. Para ello compró un pequeño recinto al sur de Londres, que llamó Astley Riding House, donde inicialmente ofrecía espectáculos ecuestres las tardes de verano, en paralelo con su trabajo como profesor de equitación. A estas exhibiciones añadió una banda de música y, con el tiempo, fue incorporando otras figuras del mundo de la farándula y los espectáculos ambulantes, como acróbatas, saltimbanquis, malabaristas, mimos y payasos. Este tipo de artistas actuaban hasta entonces o bien en ferias ambulantes o bien en teatros, en los intermedios que se hacían entre los diversos actos de las representaciones teatrales. Sin embargo, en el siglo XVIII se inició un movimiento de depuración de las artes escénicas liderado por el dramaturgo David Garrick, por lo que este tipo de artistas quedó relegado a las ferias y los ambientes casi marginales. Astley los incorporó a su espectáculo y les dio un nuevo escenario donde actuar, con lo que dio origen al circo moderno. Su recinto inicial, una grada circular sin techo, fue creciendo y se convirtió en un anfiteatro (Astley's Royal Amphitheater of Arts, construido en 1779), que gozó de gran éxito. Con el tiempo, llegó a poseer diecinueve circos repartidos por toda Europa.
Astley estableció un tamaño de pista de 13 m de diámetro, que era la distancia ideal para que un jinete controlase los movimientos del caballo con el látigo largo que se utilizaba en los picaderos. Desde entonces, se ha seguido utilizando ese tamaño estándar y, en el caso de circos más grandes, lo que hacen es instalar varias pistas, pero siempre de ese tamaño. Para amenizar los espectáculos ecuestres y no aburrir al público, estableció entre los diversos actos unos intermedios más divertidos protagonizados por clowns, al principio unos personajes de aspecto estrafalario, generalmente con apariencia de campesino o de un sastre militar. Con la incorporación igualmente de acróbatas logró añadir suspense a las actuaciones, con lo que aglutinó diversos ingredientes para una mezcla perfecta: proeza, valentía, destreza, diversión, suspense, singularidad, imaginación. También efectuó diversas innovaciones artísticas, como representaciones simuladas de batallas o naufragios, o dramas hípicos como El fiero cosaco. Contrató a los mejores artistas de la época, como el clown Billy Saunders, la amazona Angela Chiarini o el apicultor Daniel Wildman, que actuaba cubierto por un enjambre de abejas; además de su propio hijo, John Astley, que destacaba además por su belleza, que le granjeó la admiración de la reina María Antonieta, quien lo apodó «mi rosa inglesa».

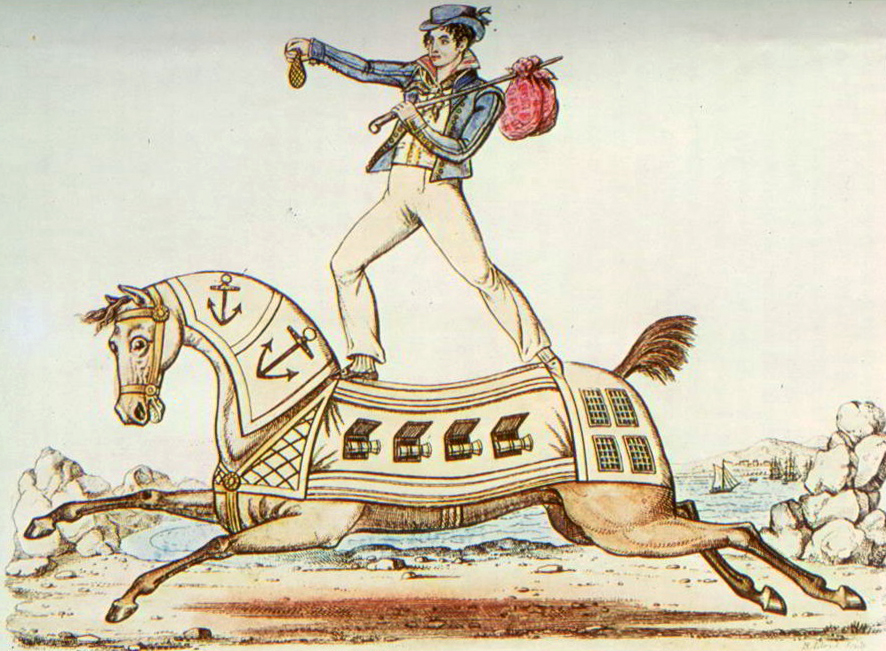
Andrew Ducrow en el Anfiteatro Astley (1834)

Quizá el principal logro que consiguió Astley fue aglutinar en un solo escenario los diversos oficios del espectáculo que existían por aquel entonces. Según Raúl Eguizábal, «el circo fue la sistematización y evolución de una serie de actividades de origen diferente que hasta entonces se mantenían dispersas y desorganizadas, y a las que nadie se había molestado en proporcionar un aire acorde con los tiempos que se avecinaban».
Astley tenía además visión para los negocios, por lo que logró constituir una compañía de éxito que viajó por toda Europa encandilando a diversos públicos del continente. Fue el primero en instalar una taquilla para cobrar entrada antes de acceder al recinto, a diferencia de las actuaciones callejeras en que se pedía un donativo al final de la actuación. También ideó entradas a diferente precio, según la disposición del asiento: preferente o en el «gallinero». También ideó diversos adelantos técnicos, como echar serrín para absorber la humedad de la lluvia, e instaló candelabros para una mejor iluminación, con lo que podía ofrecer dos sesiones diarias.
El creador del circo moderno fundó además una escuela de la que surgieron grandes figuras del espectáculo circense, como Charles Hughes, quien más adelante fundó su propia compañía, el Royal Circus, el primero en llevar la palabra «circo» en su nombre, con el que viajó a países donde aún no había llegado el circo, como Rusia, donde recibió el favor de Catalina la Grande. Otro alumno suyo fue John Bill Ricketts, quien llevó su espectáculo a América. En cuanto a la propia compañía de Astley, fue sucedido por su discípulo más aventajado, Andrew Ducrow, quien tomó el relevo en 1824. Fue el primero en preocuparse en los aspectos más estéticos y creativos del circo, por lo que ganó en artisticidad, como se vio en varios de sus montajes, casi teatrales, como La batalla de Waterloo o El correo de San Petersburgo. Fue el primero en introducir folletos que describían el espectáculo. Se suele considerar a Ducrow el mejor jinete de la historia del circo.

## Desarrollo: el circo inglés

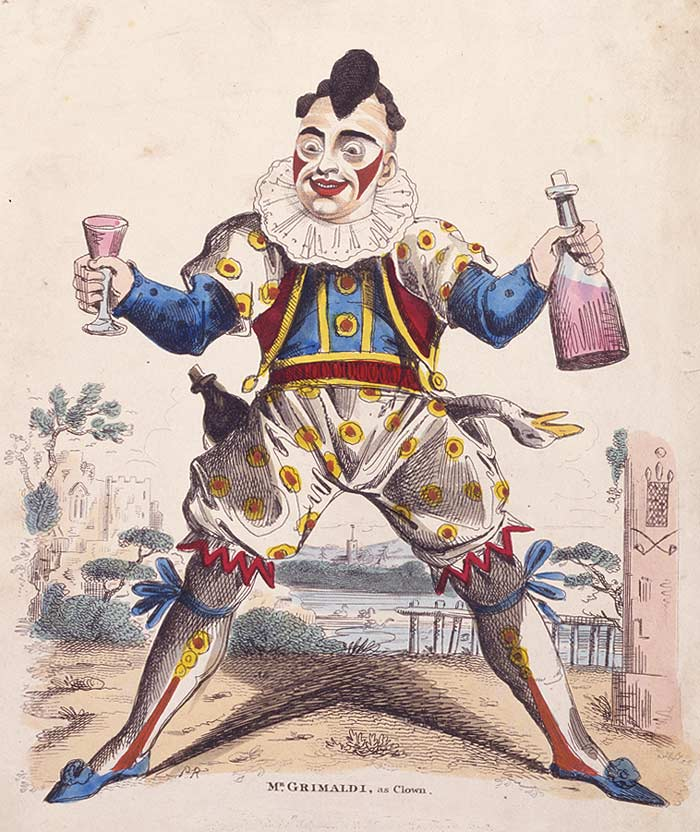
Joseph Grimaldi como "Joey" el payaso (c. 1810)

El circo se fue expandiendo por Inglaterra a comienzos del siglo XIX, con la aparición cada vez de un mayor número de compañías. Si en Londres triunfaba la compañía de Astley —y posteriormente Ducrow—, en provincias fueron apareciendo pequeñas compañías itinerantes que basaban su espectáculo en la cabalgata y en las colecciones de fieras, como la compañía Wombwell o la de George Sanger, que llegó a tener setecientos artistas, además de ciento cincuenta caballos, trece elefantes, dos leones y diversas jirafas y avestruces.
Como cuna del circo moderno, las artes del espectáculo han gozado en este país de una larga tradición. El estilo circense inglés se caracteriza por la elegancia, la polivalencia de las representaciones, que conjugan el circo tradicional con el arte escénico y las variedades y, por último, el humor, ya que hasta el más serio de los artistas no se toma en serio a sí mismo y es capaz de la más loca de las parodias. Estas cualidades se aglutinan por ejemplo en el maestro de ceremonias Norman Barrett, considerado el mejor de la historia del circo.
En el anfiteatro de Astley aparecieron los primeros payasos modernos, si bien al principio no eran aún del todo las figuras que conocemos hoy día: eran jinetes cómicos que, como contrapunto a los números ecuestres, hacían actuaciones montados ya bien en caballos o bien en mulas o burros; iban vestidos de forma estrafalaria, generalmente como campesinos palurdos o como sastres militares, y hacían diversas piruetas sobre sus monturas. En ocasiones, eran los mismos jinetes serios quienes hacían igualmente los números cómicos. Desde ese comienzo, poco a poco los payasos fueron cobrando protagonismo y los números cómicos pasaron a formar parte de la esencia básica del circo. Este nuevo payaso dejó definitivamente la equitación y optó por la palabra y el gesto, auxiliado de otras artes como la mímica, la acrobacia y la música, con una imagen estrafalaria basada en ropas mucho más grandes que su talla, a menudo remendadas, y en el maquillaje facial, del que cada payaso procura crearse un diseño propio y único.

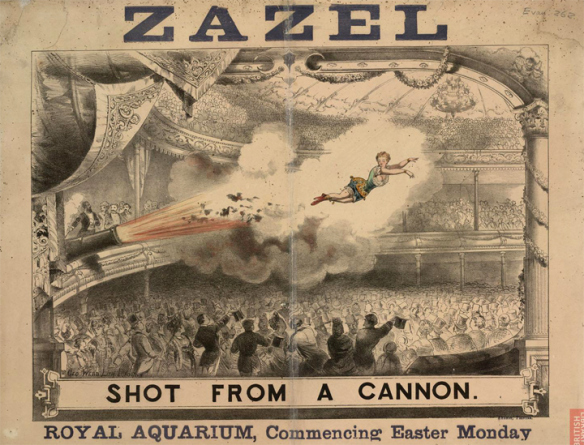
Rossa Matilda Richter, la primera en ejecutar el número del hombre bala en 1877

El primer payaso tal como se concibe hoy día fue el inglés Joseph Grimaldi. De origen italiano, actuaba desde niño vestido de forma estrambótica, a instancias de su padre. Utilizaba un tupé similar al peinado de los indios iroqueses, que más adelante usarían otros payasos, como John Price, Foottit o Antonet. Grimaldi fue el maestro de John Esdaile «Widdicomb», el primer payaso de éxito internacional, que trabajó con Astley y Ducrow. Otro famoso payaso inglés fue Billy Hayden, el primero que se pintó la cara de blanco. Era además saltador y domador y triunfó en Londres y París. Fueron famosos sus diálogos con cerdos y burros. Le siguió en fama Tony Grice, quien cosechó un gran éxito en España, hasta el punto de que las payasadas pasaron a ser conocidas como «toninadas» y, a los payasos, «toninos».

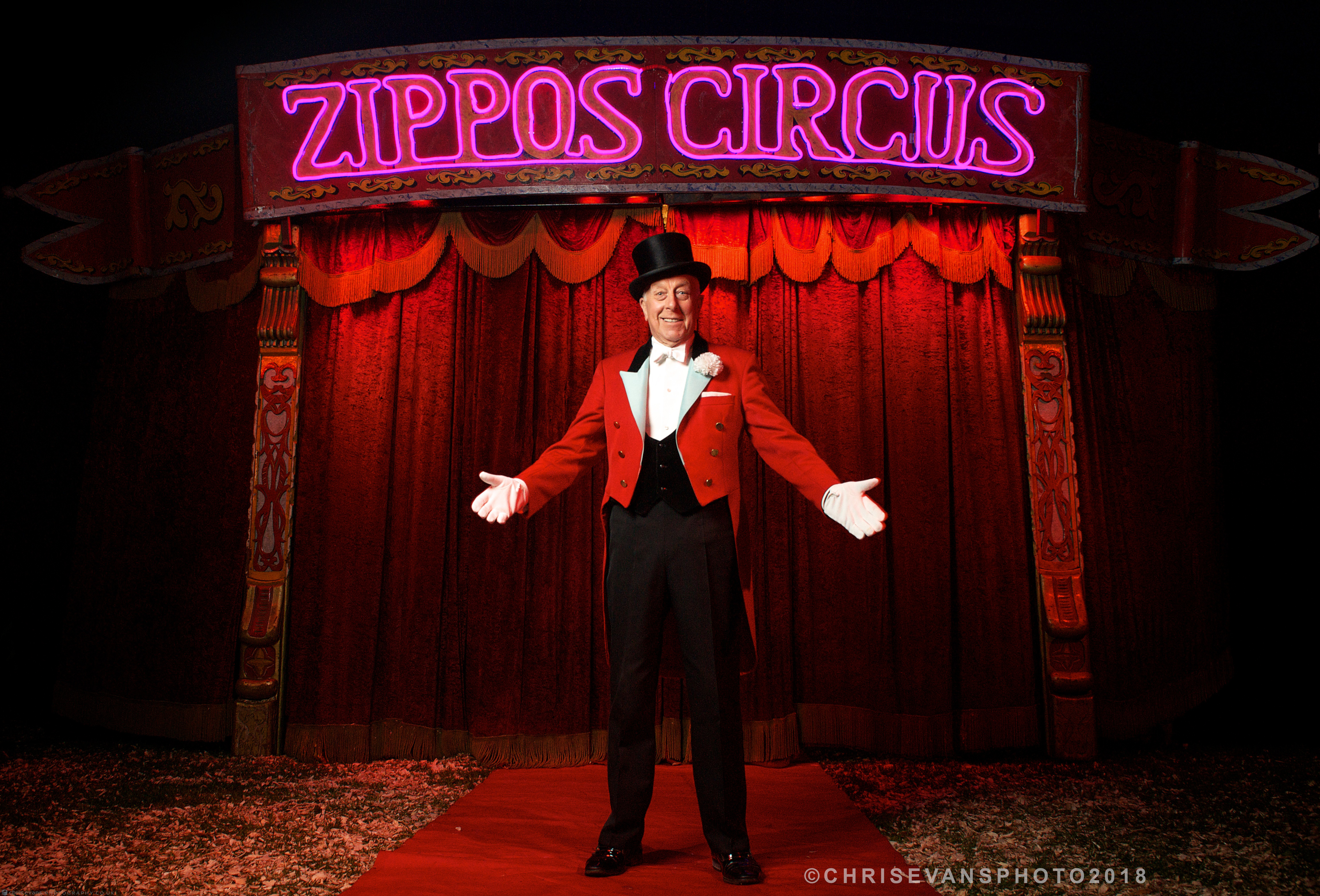
Norman Barrett

A finales del siglo XIX el centro del espectáculo circense se desplazó al Hipódromo de Londres. Triunfaban entonces los espectáculos acuáticos realizados en grandes piscinas, con espectaculares producciones como Siberia, El terremoto de San Francisco o Antártica, número este último que contaba con setenta osos polares. En 1920, Bertram Mills inauguró el Circo Olympia, donde se realizaban grandes espectáculos marcados por la elegancia y un cierto esnobismo. En Blackpool se constituyó el Tower Circus, que contaba con una reproducción de gran tamaño de la torre Eiffel y donde triunfó uno de los mejores payasos ingleses —aunque era de origen italiano—, Charlie Cairoli, quien combinaba espectáculos musicales con bufonadas, entre las que destacaban los tartazos y los empujones a una piscina.
En 1877 nació en Londres el número del hombre bala, aunque la primera en ejecutarlo fue una mujer —o niña, ya que tenía catorce años—, Rossa Matilda Richter, más conocida como Zazel, que fue disparada con un cañón en el Royal Aquarium de la capital inglesa. Hay que señalar que estos cañones no utilizan pólvora, sino que funcionan con un resorte de aire comprimido o con un muelle elástico. Zazel fue pronto contratada por el empresario estadounidense P. T. Barnum.
Cabe destacar que numerosas estrellas del cine cómico estadounidense provenían del circo o el music-hall inglés, como Charles Chaplin, Stan Laurel o Lupino Lane. Charles Chaplin, creador del personaje Charlot, si bien no trabajó en el circo y debe su fama al cine, ejerció una poderosa influencia en payasos de todo el mundo.
El circo inglés actual se encuentra en cierto declive, debido a la prohibición de espectáculos con animales. Los profesionales que se dedican al espectáculo circense lo hacen generalmente para otras compañías extranjeras y los circos que más triunfan son los que proceden de otros países, como el canadiense Cirque du Soleil, el francés Archaos o el australiano Oz.

## Expansión: el circo francés

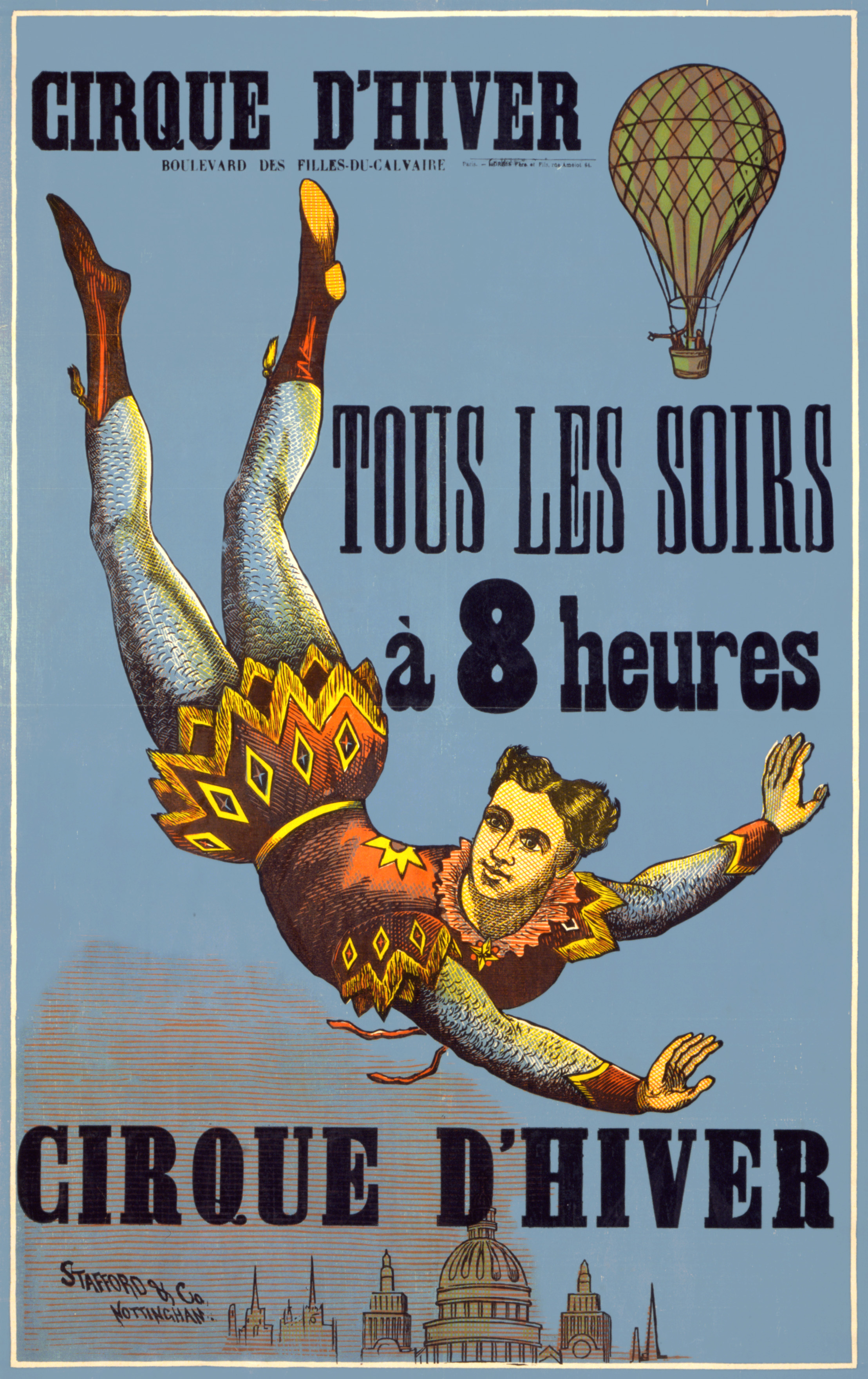
Póster de finales del para el Cirque d'Hiver

Desde Inglaterra, el primer país al que se exportó el nuevo concepto de circo moderno fue Francia, donde ya en 1774 Philip Astley presentó su espectáculo, primero ante la corte, en el palacio de Fontainebleau y, posteriormente, en el picadero Razade, en el Marais de París (actual Museo Picasso). En París existían ciertos espectáculos semejantes al circo, como las actuaciones de malabaristas, volatineros y domadores de pequeños animales que se realizaban en el Teatro Nicolet; o los espectáculos ecuestres al aire libre que se realizaban en jardines como el del Colisée. En 1783, Astley contrató para su espectáculo en París a un domador de canarios, Antonio Franconi, quien más tarde se haría cargo de su franquicia en la capital francesa, hasta que, con motivo de la Revolución francesa, se independizó y abrió su propia compañía con su nombre; más tarde, en 1807, fundó el Cirque Olympique. Se suele considerar a Franconi el fundador del circo francés. Junto con sus hijos Henri y Laurent, creó un espectáculo basado como Astley en el arte ecuestre, aderezado con otro tipo de actuaciones y espectáculos de factura diversa. Solían acabar sus actuaciones con grandes representaciones históricas, como La toma de la Bastilla o Don Quijote de la Mancha, con grandes montajes acompañados de pirotecnia. Laurent fue uno de los mejores jinetes de la historia del circo e introdujo los ejercicios «en libertad», es decir, sin bridas, dirigiendo los caballos con un látigo desde el centro de la pista. Por otro lado, el Circo Franconi contó con el primer elefante del mundo del circo, llamado Baba.

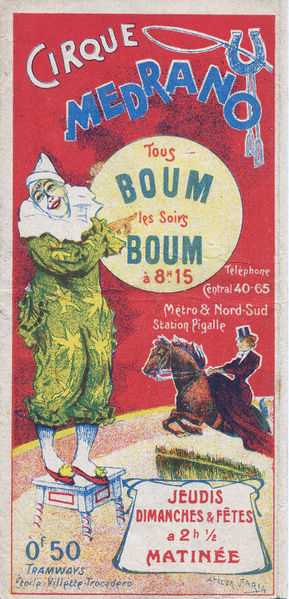
Cartel del Circo Medrano (c. 1900)

Tras Franconi, la figura que consolidó el circo francés fue Louis Dejean. En 1841 compró el Circo Olympique a Adolphe Franconi (hijo de Henri), reconvirtiéndolo en el Cirque d'Été (Circo de Verano), para el que se construyó un edificio de nueva planta diseñado por Jacques Hittorff. Posteriormente, en 1852, fundó el Cirque Napoléon (posterior Cirque d'Hiver, Circo de Invierno), con un edificio ideado igualmente por Hittorff. Dotado de un fino instinto para el espectáculo, Dejean fue además un excelente administrador, al tiempo que mantuvo buenas relaciones con el estamento político e institucional, hasta el punto de que el rey Luis Felipe lo nombró caballero de la Legión de Honor y Napoleón III oficial de la misma. Contrató a las mejores estrellas del momento, como los jinetes Théodore Rancy, Caroline Loyo o los hermanos Loisset, el payaso Auriol, el malabarista Agoust o el trapecista Jules Léotard —que dio nombre a la prenda llamada leotardo—. Léotard fue el primero en practicar el trapecio volante, saltando de un trapecio al otro, con un efecto como de volar que fue una gran sensación en la época. Dejean también introdujo espectáculos complementarios, como las exposiciones etnológicas, así como fantasías inspiradas en las conquistas coloniales del Segundo Imperio. Contaba además con una orquesta de cuarenta músicos y todos los miembros de la compañía, incluso los utilleros, iban uniformados, por lo que consolidó un estilo elegante y refinado, una de las señas de identidad del circo francés.

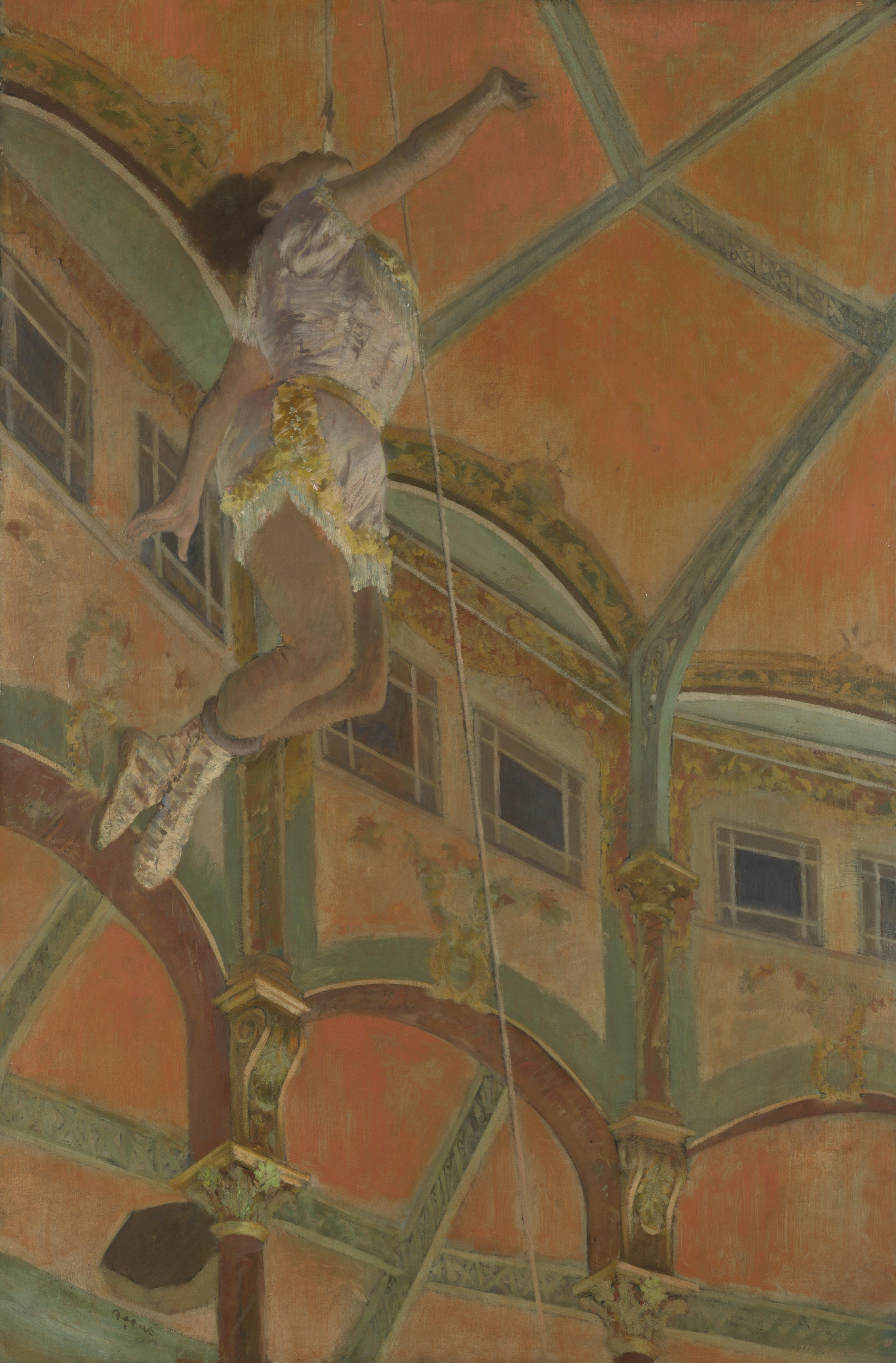
Miss La La en el Circo Fernando (1879), de Edgar Degas, National Gallery de Londres

El circo tuvo una gran expansión en Francia. En París, tras los circos de Franconi y Dejean, surgió el Nouveau Cirque, fundado por el español Josep Oller, donde triunfaron los payasos Foottit y Chocolat y actuaron artistas como Loïe Fuller y Sarah Bernhardt; contó con la asidua presencia del pintor Toulouse-Lautrec, gran amante del circo. Era un circo náutico, ya que contaba con piscina y se efectuaron numerosos números acuáticos. Otro insigne circo de la época fue el Circo Fernando (más tarde Medrano), en Montmartre, fundado por el payaso y empresario belga Ferdinand Beert —más conocido como Fernando—, donde se reunían artistas y escritores como Edgar Degas, Pablo Picasso, Fernand Léger, Jean Cocteau y Raymond Radiguet. Les siguió el Cirque Métropole —más tarde Cirque de Paris—, con el que, durante la Belle époque, París fue considerada la capital mundial del circo. También surgieron numerosos circos en otras ciudades y localidades de provincias, desde circos de madera hasta algunos de piedra, como los de Reims, Châlons-en-Champagne, Troyes, Douai, Amiens y Elbeuf. Théodore Rancy construyó más de doscientos circos en Francia y Suiza. Surgieron también circos itinerantes, que viajaban de feria en feria, como los Amar, Bouglione, Spiessert, Bureau, Plège o Périer. Pese a su origen inglés, el circo moderno se volvió francés; por ello, buena parte de sus términos son en francés: écuyère, jongleur, chapiteau, troupe, etc.

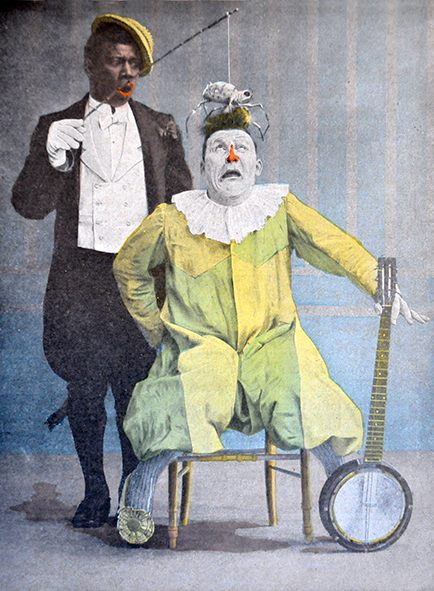
El dúo Foottit y Chocolat (c. 1900)

En Francia surgió la segunda generación de payasos tras los jinetes cómicos ingleses: la mayoría eran también acróbatas y destacaban tanto por sus números cómicos como por sus proezas aéreas: uno de los primeros y más famosos fue Jean-Baptiste Auriol, quien efectuaba saltos sobre un gran número de soldados con bayonetas caladas o sobre jinetes a caballo, y hacía equilibrios sobre sillas, botellas y perchas. Le siguió en fama el español Jerónimo Medrano —conocido como «Boum-Boum»—, un trapecista reconvertido en payaso, que fue además empresario tras adquirir el Circo Fernando, que renombró como Circo Medrano. Más tarde triunfaron Foottit y Chocolat, la primera pareja de payasos carablanca (o clown) y augusto, que inauguraron una fórmula que fue emulada posteriormente por infinidad de payasos. Formaban la clásica dicotomía entre listo y tonto, en que uno se metía con el otro provocando la risa del público. Foottit, vestido con sombrero cónico y la cara blanqueada, era el payaso clásico de la época, jinete y acróbata, además de mimo e imitador; Chocolat (Rafael Padilla) era cubano, de raza negra, y recibía de su partenaire patadas, insultos y vejaciones, que si bien hoy día se verían con malos ojos en su momento resultaba hilarante. Otra famosa pareja fueron Antonet y Bébé (los hermanos italianos Umberto y Cesare Guillaume). Antonet está considerado el mejor payaso de la historia y el prototipo del carablanca, y destacó por su elegancia casi aristocrática. Bébé vestía con un gran gabán y un absurdo sombrero, y hacía el contrapunto del serio carablanca. Más tarde, Antonet hizo pareja con el suizo Grock, formando uno de los dúos más admirados del mundo del circo. Otra pareja fue con Béby Frediani, con quien también tuvo una gran química. Béby vestía un traje a cuadros con sombrero tipo hongo y unos grandes zapatones, que definieron uno de los prototipos más comunes del augusto. Con esta pareja cambiaron el clásico papel listo-tonto: el carablanca Antonet hacía de ingenuo y el augusto Béby de malicioso. Fue probablemente la mejor pareja de payasos que ha existido. Más adelante, los hermanos Fratellini (Paul, François y Albert) formaron un trío, un formato nuevo que supuso la aparición de una nueva figura: el «contraaugusto», que se sumaba al carablanca y al augusto; también llamado «trombo», el contraaugusto es un personaje que se mete por en medio de los clásicos enredos entre carablanca y augusto, liando aún más la situación planteada por los primeros.

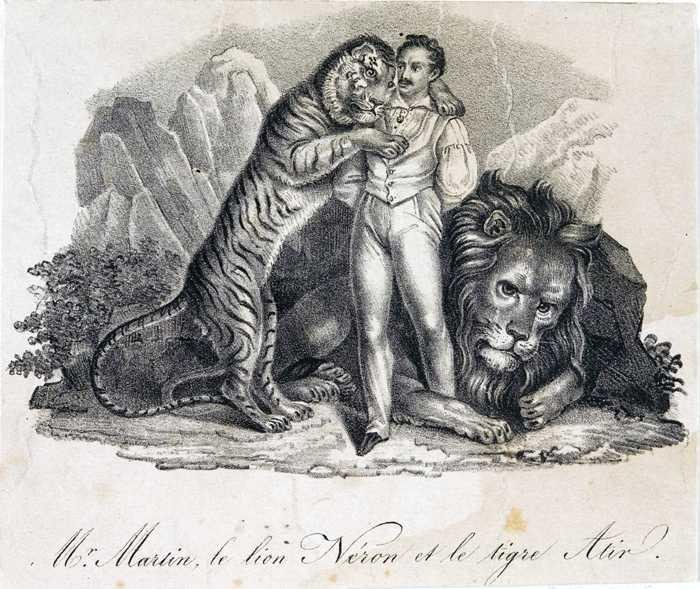
Henri Martin y sus animales

El primer domador de circo fue francés, Henri Martin, quien tras trabajar en una ménagerie empezó a realizar números con fieras, que supusieron toda una novedad en su época. En 1831 presentó en el Cirque Olympique su número Los leones de Mysore, que llevó luego por toda Europa. También gozaron de gran fama domadores como Alfred Court, Firmin Bouglione, los hermanos Amar (Mustapha, Ali y Cherif) y Gilbert Houcke. Igualmente francés fue el primer mago que actuó en un circo: Jean Eugène Robert-Houdin, un relojero reconvertido en ilusionista, creador de autómatas —como el muñeco que respondía a preguntas— o de números como el de la caja que cambia de peso —debido al efecto de un imán— o el de detener una bala con los dientes. Cabe mencionar al zancudo Sylvain Dornon, quien en 1891 hizo la proeza de andar sobre zancos desde París hasta Moscú, casi 3000 km que recorrió en 58 días.

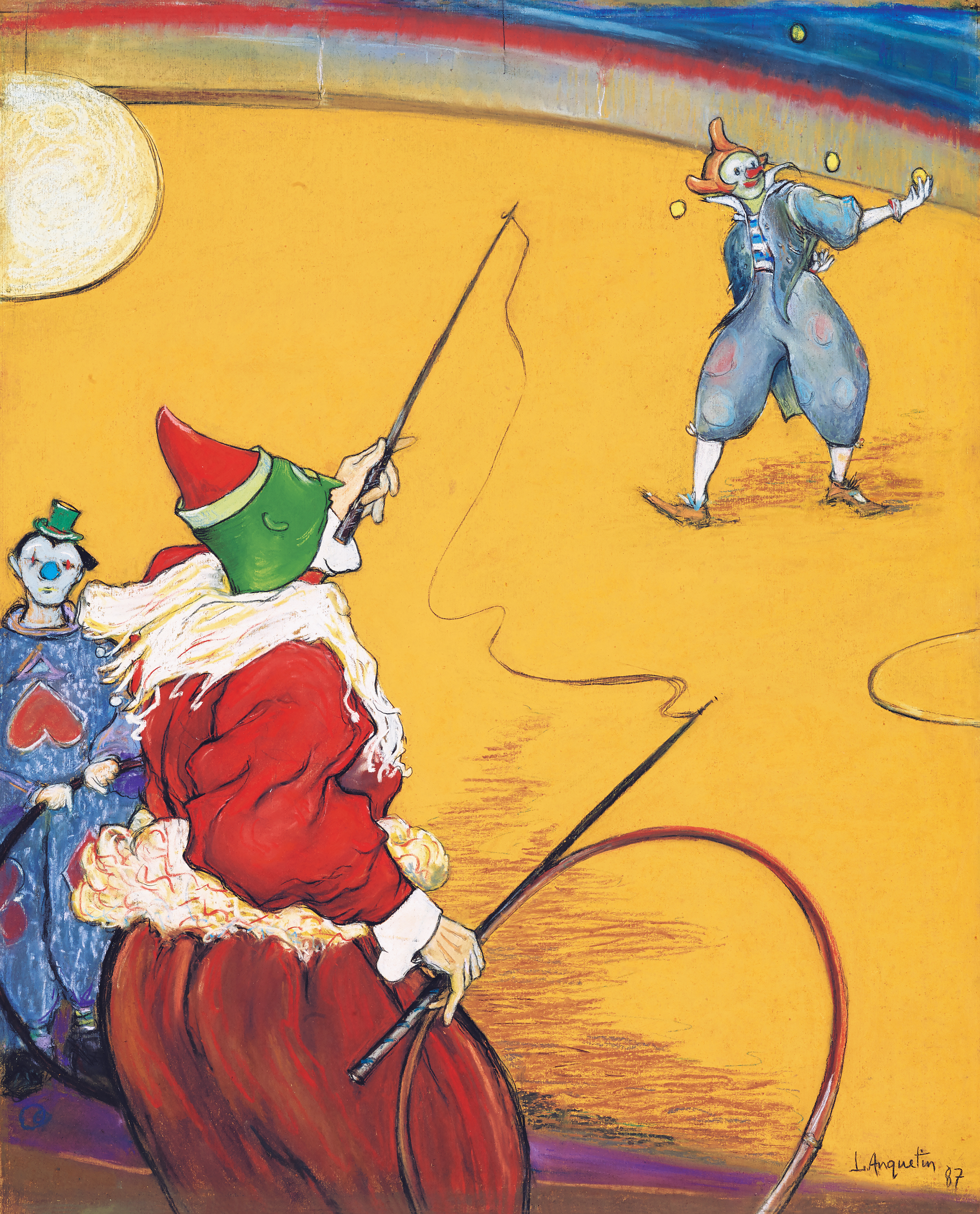
En el circo (1887), de Louis Anquetin, colección privada

A mediados del siglo XX el circo francés se vio afectado por la aparición de la televisión. Algunos espectáculos circenses fueron televisados, como La pista de las estrellas, del Circo Pinder. En esta época varios circos desaparecieron, como el Grand Cirque de France; otros cambiaron de propietarios, como el Amar; pero otros se refundaron, como el Bouglione, dirigidos por una nueva generación de directores. El actor Jean Richard fundó en 1958 un circo con su nombre, donde contrató a estrellas como el payaso Achille Zavatta, el jinete Alexis Grüss o el domador Gilbert Houcke. Payasos como Pierre Étaix y Annie Fratellini mantuvieron la tradición de su oficio con gran calidad y distinción.
En los años 1970 surgió el llamado nouveau cirque (nuevo circo), favorecido por la protección del Ministerio de Cultura y por la creación de dos escuelas de circo, que tenían por objetivo recuperar la tradición circense, un circo sin pretensiones, pero genuino, con espectáculos en vivo realizados por nuevos artistas motivados únicamente por su vocación. Se recuperó a los oficios considerados callejeros, como los mimos, los escupidores de fuego, los escapistas o los andadores de zancos. Los espectáculos del nuevo circo se basan más en la originalidad artística que no en la espectacularidad, en el aspecto dramático de la función, que intenta contar una historia uniforme a través de sus números. Se prescinde de los animales, cada vez más protegidos por las leyes, por lo que el núcleo del espectáculo se basa en la habilidad de los artistas. También se combinaron las artes circenses con otras disciplinas, como la danza, el teatro, la música, el vídeo y las artes visuales, y especialidades técnicas como la coreografía, la escenografía, la dramaturgia y la musicología. En cuanto al escenario, en numerosas ocasiones se cambia la carpa tradicional por salas de espectáculos. Algunos exponentes fueron los circos Bonjour, Baroque, Aligre, Plume y Archaos. Se forjó así una nueva generación de artistas que, al tiempo que mantenía la tradición del circo anterior, innovaba y renovaba las artes circenses. En contrapartida, otros circos apostaron por mantener la esencia del circo tradicional: en 1974, Alexis Grüss fundó el Cirque à l'Ancienne (circo a la antigua), que ofrecía números clásicos de jinetes, acróbatas y payasos, amenizados con música de compositores clásicos franceses.
En 1974, el príncipe Raniero III de Mónaco creó el Festival Internacional de Circo de Montecarlo, que congrega a los mejores artistas circenses internacionales y está considerado el más importante y prestigioso del mundo. Los premios que se entregan (Payaso de oro, plata y bronce) están considerados los Oscar del circo. En 1985 se fundó el Centro Nacional de Artes del Circo, situado en Châlons-en-Champagne.

## Países germánicos

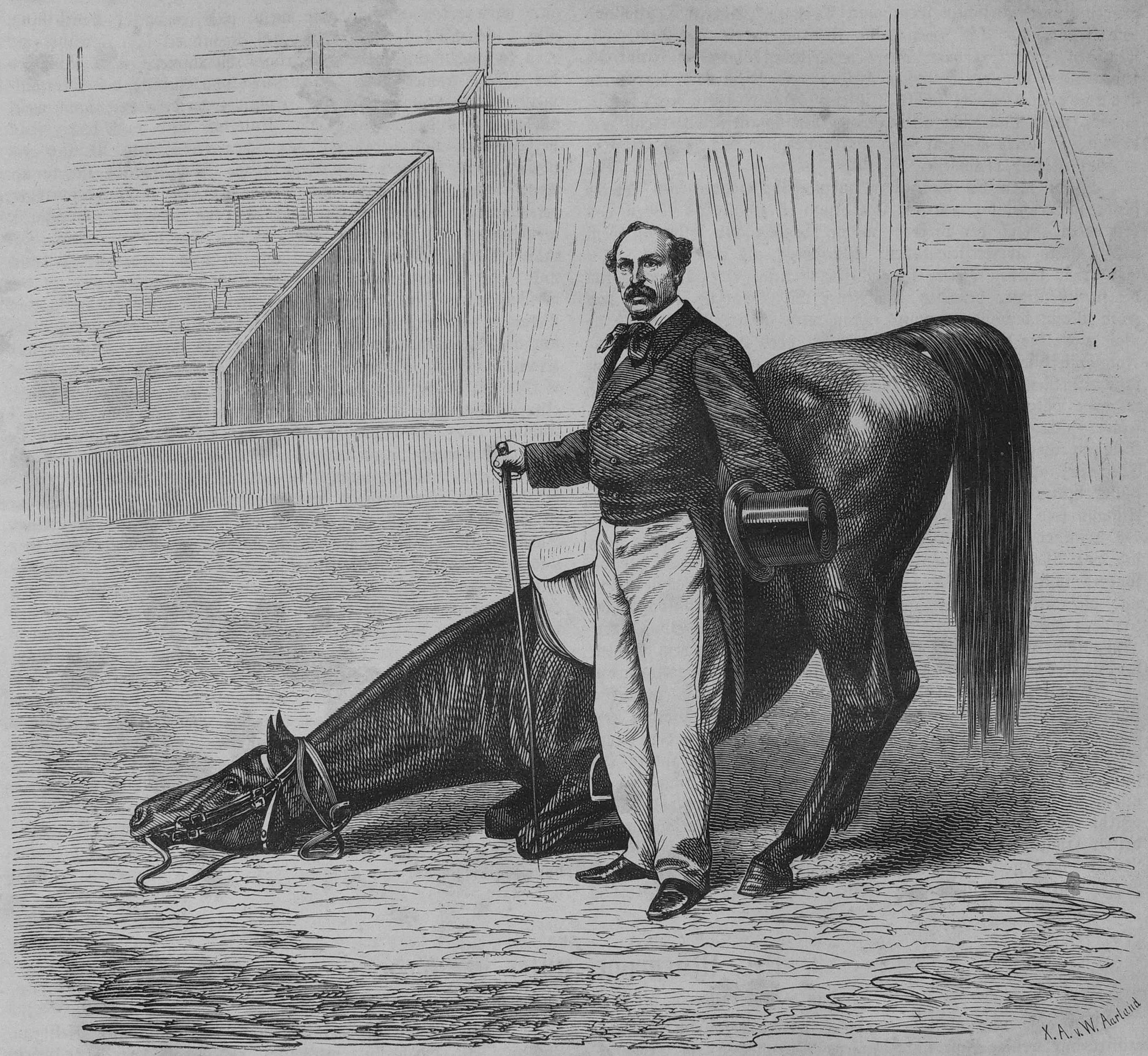
Ernst Renz y su alumno más obediente Danielo (Die Gartenlaube, 1866)

El circo llegó pronto al Imperio austrohúngaro, hasta el punto en que Viena se convirtió en la tercera capital del circo, tras Londres y París. En esta ciudad existía una excelente escuela de equitación, protagonizada por dos jinetes de origen español, Pierre Mahyeu y Juan Porte, que enseñaron a toda un generación entre la que se encontraban los dos primeros directores de circo austríacos, Rudolf Brilloff y Christoph de Bach. En 1808, Bach fundó el Circo Gymnasticus en Viena, que abría seis meses al año, mientras que la otra mitad del año salía de gira por Alemania, Italia y Rusia. Otro director, Johann Hinné, abrió circos en Alemania, Escandinavia, Polonia y Rusia. Brilloff formó a su vez a uno de los mejores directores alemanes, Ernst Renz, sin duda la gran figura del circo alemán. Formado como jinete, sucedió a Brilloff como director de su compañía, que más adelante llamaría Circo Renz. Triunfó en Viena, Múnich y Berlín, con un espectáculo elegante y refinado donde destacaban las fantasías, de montajes fastuosos e imaginativa creatividad. Le sucedió su hijo Franz, hasta que el circo fue adquirido por Albert Schumann, quien, sin embargo, mantuvo el nombre Renz, que aún perdura.
A comienzos del siglo XX, la competencia que ofrecían las salas de espectáculos de music-hall —que en Alemania gozaron de gran éxito— relegaron al mundo del circo a la itinerancia en provincias. Así, el checo Carl Kludsky formó un circo hipódromo que viajaba por Alemania e Italia. Carl Krone fundó en Múnich el Circo Krone partiendo de un zoológico que poseía su familia, para el que construyó un edificio propio, siendo hoy día uno de los circos más grandes de Europa. Otro exponente fue Hans Stosch, conocido artísticamente como Sarrasani. Krone y Sarrasani destacaron por la envergadura de sus compañías, que podían contar con más de quinientos artistas y doscientos vehículos, además de un amplio elenco de personal técnico y un gran número de animales. Sarrasani llegó a contratar a la tribu sioux de Águila Negra. Durante la crisis económica de los años 1920, Krone y Sarrasani mantuvieron una feroz competencia, que se tradujo, entre otros aspectos, en ver quién adquiría más elefantes. En los años 1930, el mundo del circo gozó de la protección del partido nazi —Hitler era un gran amante del circo—, que glorificó sus valores con el lema «a la fuerza por la alegría». Tras la Segunda Guerra Mundial, solo el Circo Krone mantuvo su sede fija y el mundo circense entró en cierta decadencia, si bien la República Democrática Alemana gozó de cierta protección oficial, gracias a la creación del Circo del Estado y de una escuela de circo. También surgieron nuevas compañías, como el Circo Roncalli, un circo de estilo tradicional, pero muy bien cuidado en todos sus detalles que gozó de gran éxito. Otros explotaron la línea de las variedades teatrales, como el Palacio del Tigre en Fráncfort del Meno, una sala que ofrecía espectáculos de payasos, acróbatas, malabaristas y prestidigitadores, que seducían al público por la cercanía de sus actuaciones.
Entre los artistas circenses cabe destacar a la familia austrohúngara Wallenda —iniciada por Karl Wallenda—, que fue la primera en realizar funambulismo en grupo, siempre con dos señas distintivas: riesgo y espectacularidad. Realizaban sobre el cable torres humanas, a pie o en bicicleta. El nieto de Karl, Nikolas Wallenda, logró con éxito cruzar sobre una cuerda las cataratas del Niágara (2012) y el Gran Cañón del Colorado (2013). Cabe citar igualmente al domador Togare (Georg Kulovits), el más famoso del período de entreguerras y uno de los mejores de la historia. Era un hombre apuesto, por lo que fue apodado el «Valentino de la pista». Inició su carera en el Circo Krone, para pasar después el Circo Carmo inglés. Sus números con tigres y leones tuvieron un gran éxito.

## Escandinavia

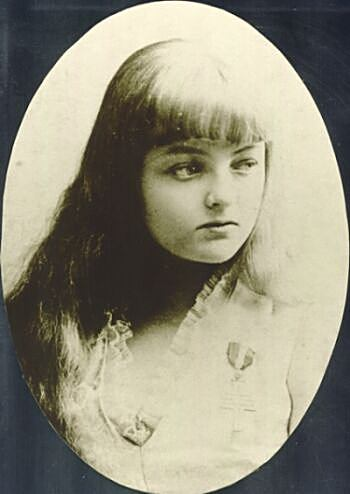
La acróbata danesa Elvira Madigan

En los países escandinavos se introdujeron en primer lugar las exhibiciones ecuestres, al estilo de Philip Astley. Más tarde fueron llegando circos de otros países, especialmente desde Alemania. El picador y funambulista inglés James Price fundó una dinastía que se dedicó tanto al circo como al teatro, la danza y la mímica. La compañía francesa Foureaux creó dos circos de madera en Copenhague (1826) y Estocolmo (1827). Otro francés, Didier Gautier, fundó un picadero en el parque Djurgården de Estocolmo, luego reconvertido en circo bajo la dirección del italiano Alessandro Guerra. El circo alemán Renz exportó sus actividades a Escandinavia, donde cosechó grandes éxitos. También llegaron a los países escandinavos los circos rusos, como Ciniselli y Salamonsky. A comienzos del siglo XX, la compañía alemana Schumann estableció un itinerario fijo anual: iniciaban el año en Göteborg, pasaban la primavera en Estocolmo y el verano en Copenhague. Esta presencia anual les obligaba a cambiar de repertorio cada año, para no aburrir al público.
Además de compañías extranjeras, a finales del siglo XIX comenzaron a surgir las primeras compañías locales, sobre todo en Suecia, como los circos Bergman, Orlando y Brazil Jack. Una ciudad de gran tradición circense fue la sueca Norrköping, donde se construyó un edificio en 1876 donde actuaban los circos Bergman, Orlando y Madigan —donde cobró fama la acróbata Elvira Madigan—. Hoy día todavía alberga una escuela de circo y organiza el Festival de Circo de los Jóvenes. En el período de entreguerras gozaron de gran popularidad el cuarteto de payasos Hermanos Bronett, miembros del Circo Scott. La siguiente generación de esta familia se ha dedicado más al mundo de la televisión. Tras la Segunda Guerra Mundial, muchos artistas emigraron a Estados Unidos. En la actualidad, destacan el Circo Rhodin en Suecia, el Beneweiss en Dinamarca, Medrano y Arnardo en Noruega y el Circo Finlandia en el país homónimo.

## Rusia

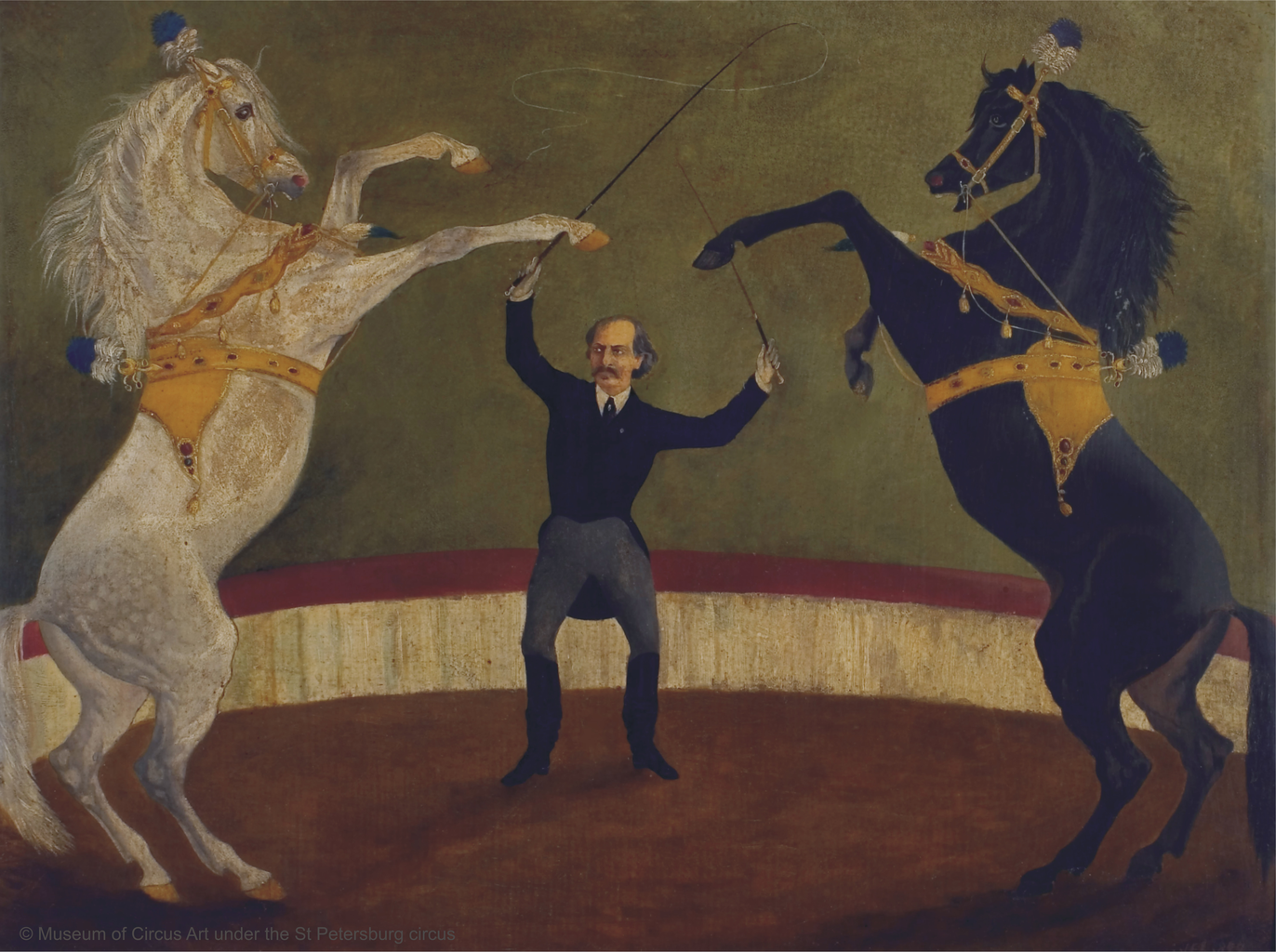
Gaetano Ciniselli (1877)

El circo llegó a Rusia de manos de compañías extranjeras: uno de los primeros fue Jacques Tourniaire, alumno de Philip Astley, a los que siguieron Charles Hughes, Johann Hinné, Paul Cuzent, Alessandro Guerra, Albert Salamonsky o Gaetano Ciniselli. Pero ya a comienzos del siglo XIX empezaron a surgir pequeñas compañías nacionales, que actuaban al principio en ferias o salas de espectáculos —las llamadas balagans—, así como en los llamados «teatros de siervos», por cuanto eran regentados por siervos liberados —aunque con la obligación de dar parte de sus ganancias a sus antiguos señores—. En 1849, el zar Nicolás I, aficionado al circo, patrocinó la creación del primer circo nacional ruso, el Circo Imperial, al tiempo que se constituía una escuela de circo, la primera del continente europeo. En 1877, Ciniselli contruyó un recinto fijo en San Petersburgo, que aún existe. Por su parte, Salamonsky abrió el suyo en Moscú en 1880, posterior Circo de Moscú.
La primera compañía netamente rusa fue la de los hermanos Nikitin: Dmitri, malabarista; Akim, payaso; y Piotr, acróbata. Akim tenía dotes para la organización y se convirtió en el primer director de circo ruso. En 1873 instaló una carpa a orillas del río Volga y, con el tiempo, abrió diversos circos en Kazán, Bakú, Kiev, Saratov y Nizhni Nóvgorod; más tarde adquirió el circo de Hinné en Moscú. Akim Nikitin introdujo nuevas técnicas, contrató a artistas de renombre e invitó puntualmente a algunos artistas extranjeros, como los hermanos Fratellini.
La Revolución rusa supuso la nacionalización de todos los circos y la expulsión de artistas extranjeros, con la subsiguiente disminución de la calidad de los circos rusos. En 1919, Lenin señalaba en su decreto Sobre la unificación de los teatros que «los circos deben ser expurgados de los malos elementos... debe mejorarse la calidad artística»; por su parte, el comisario de cultura, Anatoli Lunacharski, afirmaba en Una renovación de la misión del circo que «el circo soviético debe mostrar la belleza física del hombre, la importancia de la bufonería satírica. El circo es un espectáculo verídico de la fuerza y de la agilidad». Pese a todo, la pérdida de calidad era tan notoria que en 1923 se autorizó la contratación de artistas extranjeros e, incluso, se nombró director artístico de los circos soviéticos al italiano William Truzzi. Se fomentó la educación circense: en 1926 se abrió un taller de circo en Moscú y, poco después, otro en Leningrado. En 1927 se inauguró la Escuela de Circo de Moscú. Surgió una nueva generación de artistas rusos, como el domador Boris Eder, el payaso Vitali Lazarenko o como Irina Bugrimova, que fue atleta, patinadora, bailarina, música y, por último, domadora de leones. Tras la Segunda Guerra Mundial fue la época dorada del Circo de Moscú, que realizó numerosas giras por Occidente y alcanzó cotas de gran calidad, especialmente en la doma, la acrobacia y los números de payasos, entre los que destacaron Karandash, Oleg Popov y Yuri Nikulin. En 1971 se fundó el Circo Bolshoi en Moscú.
Con la caída de la Unión Soviética muchos artistas emigraron a otros países, especialmente los que desarrollaban números individuales; en cambio, las troupes de acróbatas y los domadores con sus animales, que necesitan muchos camiones y personal de apoyo, han permanecido en sus circos de origen. Por ello, la acrobacia rusa destaca por su alta calidad aun hoy en día. En 1990, el Circo de Moscú fue reconstruido y rebautizado con el nombre de Yuri Nikulin. En los últimos años han ido creciendo y ganando prestigio numerosas escuelas de las antiguas repúblicas soviéticas, como la ucraniana, bielorrusa, báltica, kazaja y uzbeka.

## Bélgica y Países Bajos

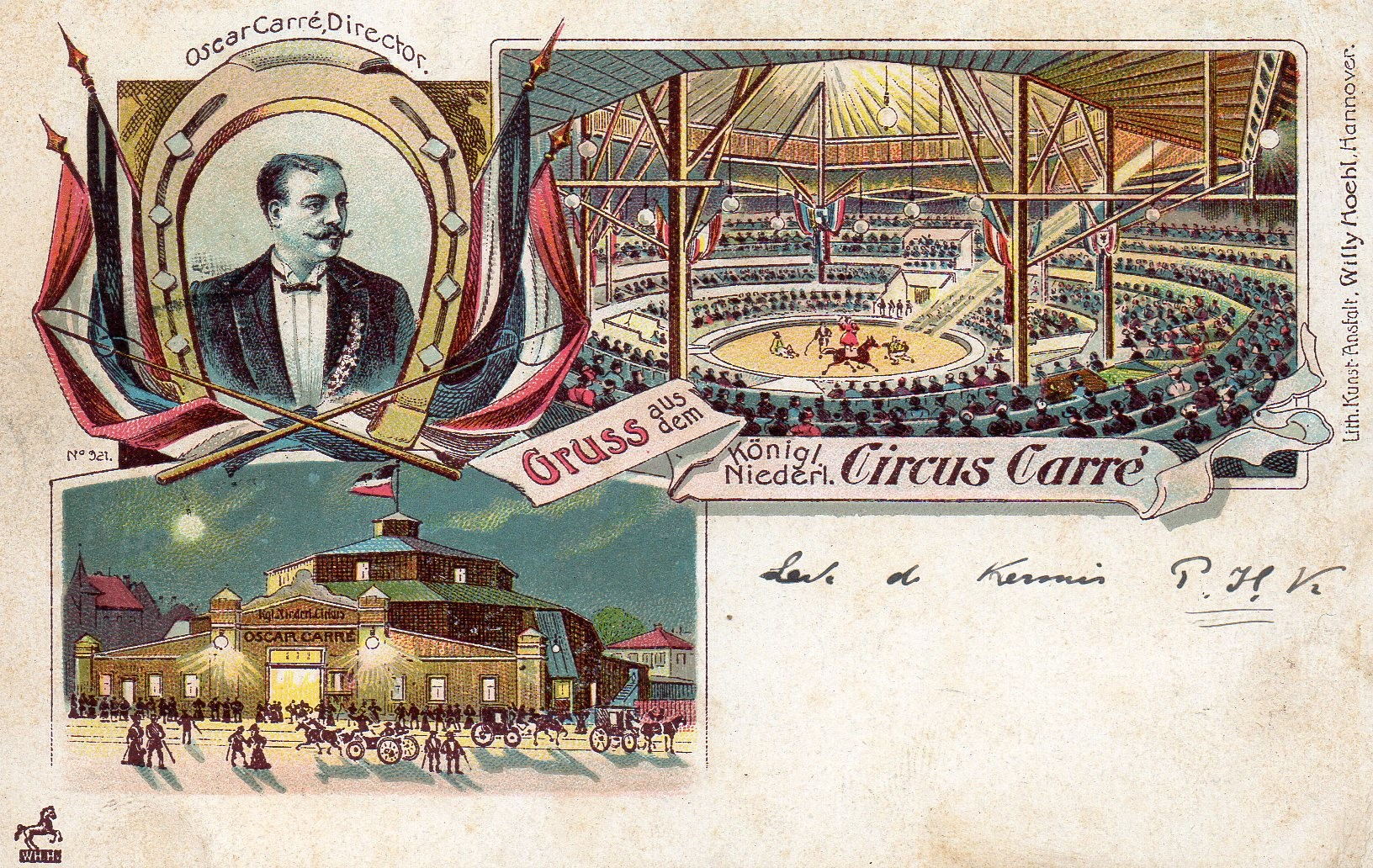
El Circo Carré

El circo belga está estrechamente ligado al circo francés. Una de las primeras compañías autóctonas fue la de Alphonse De Jonghe, constituida en 1902. Reputado por su caballería, a Alphonse le sucedieron sus cuatro hijos, César, Victor, Alphonse y Antoine; los dos primeros se establecieron en el Congo Belga. Actualmente quedan algunas pequeñas compañías de origen belga, pero la mayor parte de espectáculos circenses que se producen en Bélgica son de compañías francesas o italianas.
En los Países Bajos, el circo ha estado dominado principalmente por dos grandes dinastías, los Carré y los Strassburger, que triunfaron dentro y fuera de sus fronteras. Los Carré abrieron el circo de su nombre en Ámsterdam, donde Wilhelm Carré destacaba por su fastuosa caballería. Le siguieron sus hijos Oscar y Albert. Por su parte, los Strassburger se establecieron en Países Bajos procedentes de Alemania, donde eran igualmente famosos por su caballería, así como por sus elefantes y sus fieras, gracias al famoso domador Harry Belli. Hoy día no quedan apenas compañías locales, aunque el espectáculo del circo sigue cosechando un gran éxito en ese país, con compañías extranjeras. El Cirque du Soleil escogió Ámsterdam como su sede europea. El Circo Carré sigue acogiendo a los mejores artistas del mundo.

## Suiza

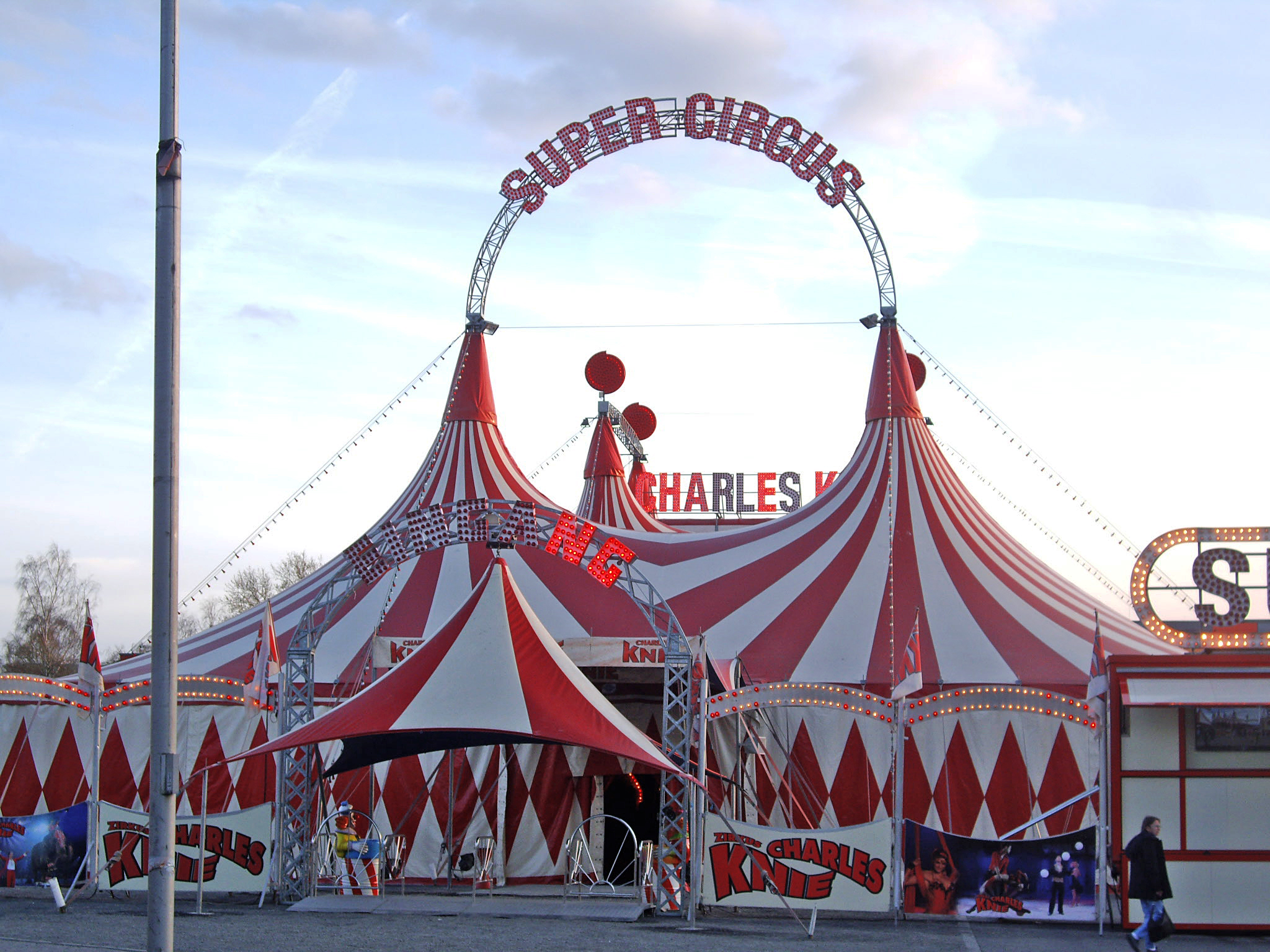
Circo Knie

Pese a su posición geográfica y su multiculturalismo —en Suiza se hablan francés, alemán e italiano—, el circo suizo tiene personalidad propia. El circo helvético más relevante es el Circo Knie: fundado por Friedrich Knie en 1803 en Austria, en 1814 pasó a Suiza, donde fue regentado por sucesivas generaciones de la familia. Gracias a sus buenos administradores, es uno de los pocos circos que jamás ha tenido una crisis económica, sobre todo por haber sabido mantener un público fiel durante muchos años. Una de las principales bazas de este circo han sido los animales, especialmente caballos, elefantes y tigres, tratados con maestría por sus domadores, entre los que cabe destacar a Fredy, Rolf, Louis y Franco Knie. Han contado además con excelentes payasos, como Pic, Dimitri o Emil y, en ocasiones, han contratado a artistas extranjeros e, incluso, artistas de cabaret, como el ventrílocuo Fred Roby.
Además de los Knie, otras familias suizas crearon compañías de relevancia, como los Bühlmann, los Knock y los Gasser. La primera fue creada en 1892 en Lucerna, especializados en trapecio y acrobacia de suelo y de barra fija. Los Knock actúan desde 1891; una parte de la familia se instaló en Estados Unidos. Los Gasser regentan el Circo Olympia y el Circo Royal, así como el Circo de los Delfines, regentado por Conny Gasser, con un espectáculo de otarios y leones marinos. Suiza ha sido cuna de notables payasos, como Grock, Rolfie Knie, Gaston, Pio Knock, Bello Knock, Dimitri y los Chicky; malabaristas como Bela y Kris Kremo, Rudy Schweitzer y Serge Percelly; y domadores como Vojtech Trubka y Gilbert Houcke. Grock (Adrien Wettach) ha sido uno de los mejores payasos de la historia del circo. Era también acróbata y violinista —de hecho, tocaba diecisiete instrumentos, pero el violín era su principal accesorio—, y vestía con un gran abrigo y un gorro pequeño, al tiempo que solía acompañarse de una maleta, de donde extraía el violín. Actuó un tiempo con Antonet, pero luego trabajó en solitario. Utilizaba poco maquillaje, ya que tenía una fisonomía bastante inusual, en la que destacaba una gran boca, con una sonrisa que le cruzaba toda la cara, y unos ojos brillantes y algo pícaros. Grock triunfó en los mejores circos del mundo y se dice que Chaplin era admirador suyo.

## Italia

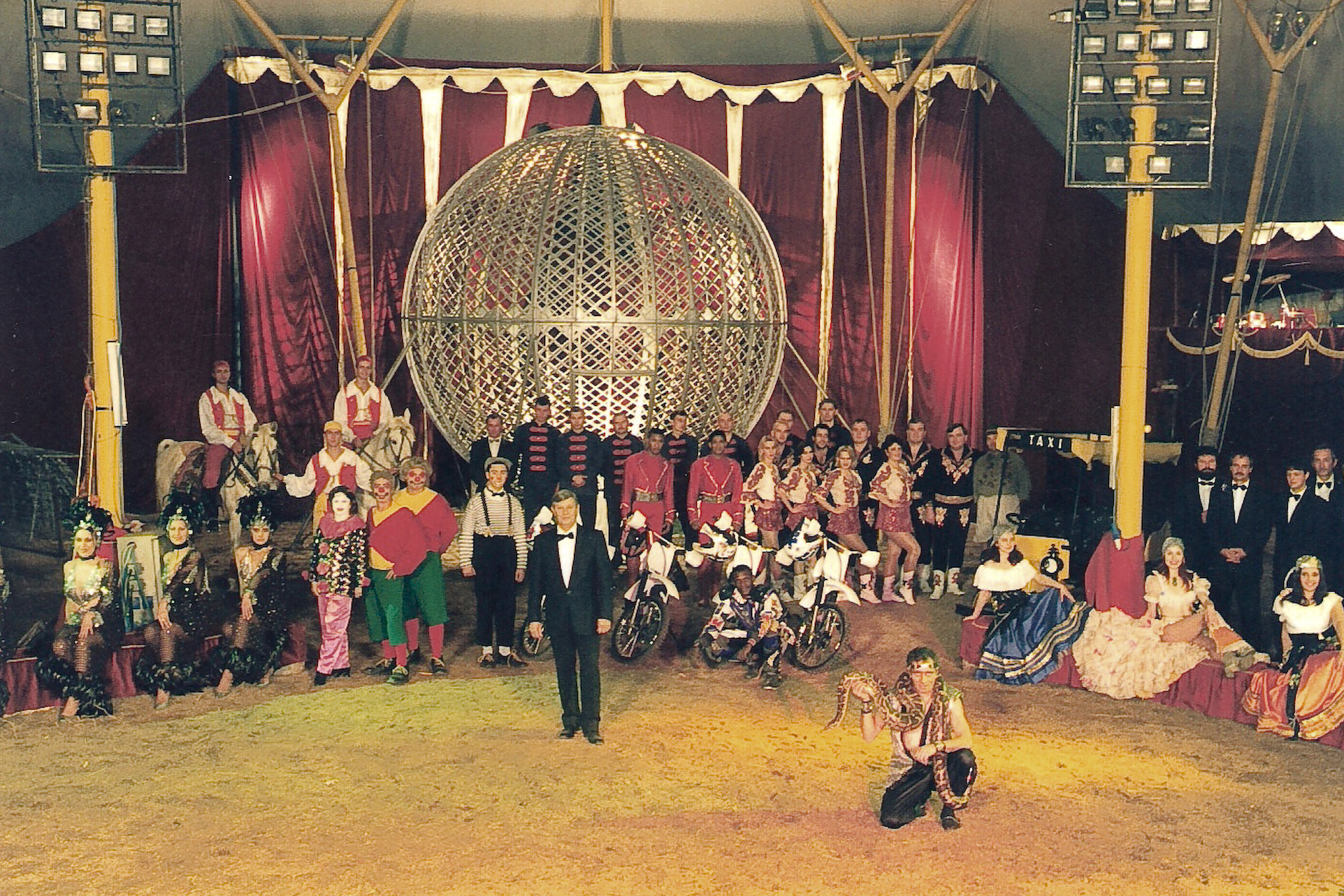
Festival Internacional de Circo de Latina

El circo italiano no tiene ningún punto en común con el antiguo circo romano, más allá de servir como fuente de inspiración para alguno de los montajes y escenografías creados por el circo italiano moderno: por ejemplo, el domador Darix Togni salía siempre a escena vestido de centurión. En la Edad Media, la zona comprendida entre las ciudades de Bergamo, Brescia, Parma y Verona —conocida como el «cuadrado de oro»— fue la cuna de la acrobacia occidental, ya que de ahí surgieron numerosas familias de saltimbanquis que actuaban en las principales ferias de Italia y países aledaños. Italia fue cuna igualmente de la farsa atelana, el antecedente de la comedia bufona, así como del género de la Comedia del arte, que proporcionó numerosos argumentos y personajes al mundo del circo.
Entre los primeros nombres del mundo del circo, no solo en Italia, sino en todo el continente, figuran muchos italianos: la amazona Angelina Chiarini fue una de las primeras estrellas de Philip Astley. Giuseppe Chiarini fue uno de los primeros en crear su propio circo, con el que viajó por toda Europa y Estados Unidos. En 1853 creó el Circo Real Español en La Habana y, en 1864, se instaló en México.

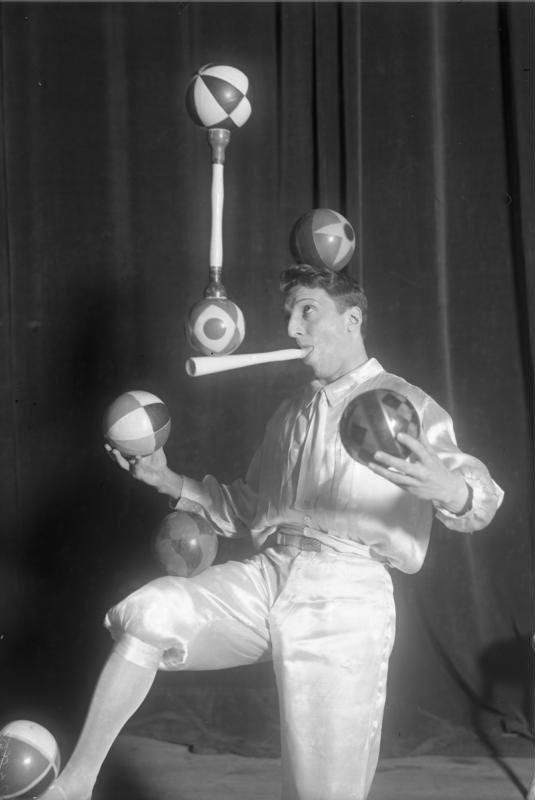
Enrico Rastelli

Pese a todo, Italia nunca fue un país de circos estables, con edificios de obra, sino de troupes itinerantes, que recorrían tanto su país como otros extranjeros. Un factor determinante fue que el circo nunca fue del agrado de la alta sociedad italiana. Por ello, las grandes familias del circo italiano, como los Chiarini, Guillaume, Ciniselli, Franconi, Caroli o Truzzi, debieron probar suerte fuera de sus fronteras. Sin embargo, en el período de entreguerras surgieron varios intentos de creación de circos italianos de nueva corriente, como los protagonizados por el exsacerdote Paolo Orfei y por Aristide Togni, creador de tres circos: el Massimo, el Italiano —posteriormente Americano— y el Nazionale. Estos circos tuvieron su máximo esplendor tras la Segunda Guerra Mundial y, además de los espectáculos en vivo, tuvieron estrechos lazos con el mundo del cine, sobre todo las películas históricas de romanos. Federico Fellini rodó en 1970 una película sobre el mundo del circo, I clowns. Enis y Bruno Togni se asociaron con Carola Williams y el español Arturo Castilla para crear el Circo Americano, el primero de vocación europea. Entre los números de este circo destacó el de elefantes del domador Flavio Togni. Otro famoso domador fue Darix Togni, cuyos hijos Livio, Davio y Corrado crearon el Circo Florilegio. Por otro lado, en la acrobacia ecuestre destacaron los Cristiani y los Caroli.
Entre los payasos destacaron inicialmente dos parejas: Pippo y Seiffert, y Rico y Alex. Pippo Pucci vestía de frac y formó pareja con el alemán Seiffert, que antes había trabajado con Bebé y con Grock. Rico y Alex (Enrico y Alessandro Briatore) triunfaron en París en los años anteriores a la Gran Guerra, como los típicos carablanca juicioso y augusto travieso e infantil. Achille Zavatta fue de los iniciadores del prototipo del «excéntrico», un tipo de payaso solitario, que parte del augusto pero es más pícaro y espabilado, no tan tonto como el augusto. Con el tiempo, trabajó más en el music-hall que en el circo.
El mejor malabarista de la historia fue italiano: Enrico Rastelli, el único que ha sido capaz de hacer juegos malabares con diez bolas a la vez. Practicaba malabares con todo tipo de objetos, principalmente mazas, bolas y platillos, e incluso antorchas encendidas. Tras trabajar un tiempo en Rusia, triunfó en Nueva York en 1923. Desgraciadamente, murió a los treinta y cuatro años de una meningitis.
Cabe citar al transformista Leopoldo Fregoli, más cercano al teatro y las variedades que al mundo del circo, pero que influyó poderosamente en el espectáculo circense. Fregoli era cantante, actor, bailarín, mimo, imitador y prestidigitador, e interpretaba en el escenario a múltiples personajes —hasta sesenta en alguna ocasión—, tanto masculinos como femeninos. Cambiaba de vestuario y maquillaje en pocos segundos, con una capacidad increíble para adoptar instantáneamente diversas personalidades.
El estilo italiano es clásico, desarrollado por pequeñas familias, con especial relevancia en los números de acrobacia y doma, así como el malabarismo, además de notables payasos, como los Dario-Bario, Cairoli, Francesco, Corrado Togni o David Larible. En la actualidad, en Italia la mayoría de circos son de pequeño tamaño, generalmente circos de carpa de tipo familiar, la mayoría de los cuales sobrevive gracias a las subvenciones públicas, no en vano Italia fue el primer país en crear un estatuto de protección del circo.

## España

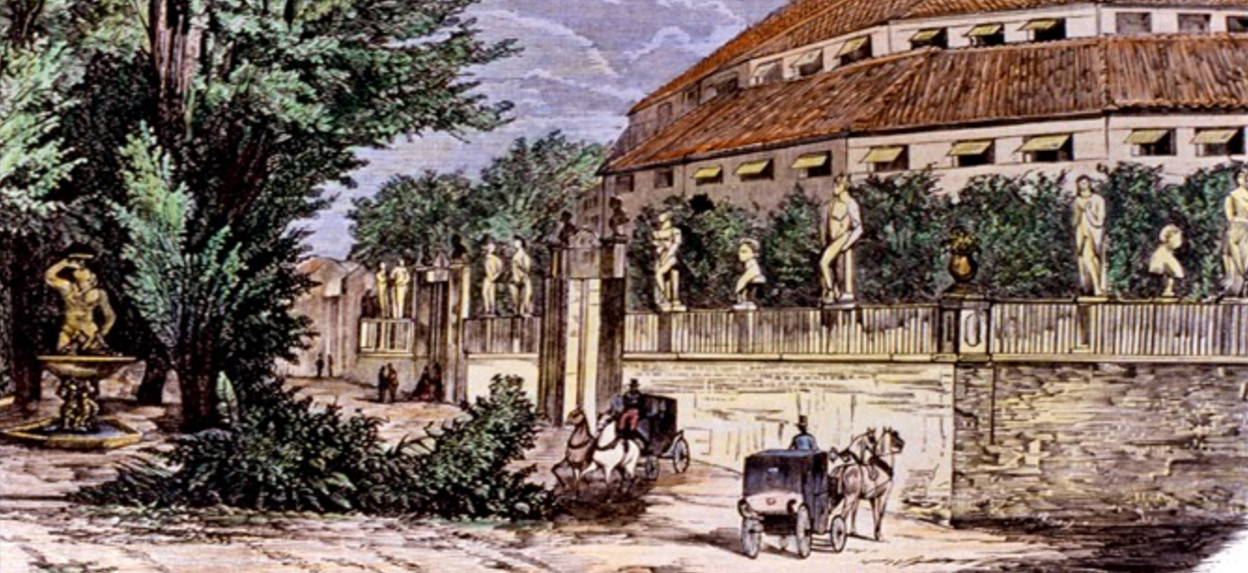
El Circo Price en un grabado de su primera instalación en el barracón del paseo de Recoletos

En España, el espectáculo tradicional era la tauromaquia, al tiempo que la equitación gozaba de gran reputación, gracias a la existencia de diversas escuelas (Ronda, Sevilla, Granada, Valencia, Zaragoza). El primer circo instalado en Madrid fue el francés Avrillon en 1830, el cual, en 1834, construyó un edificio como sede y pasó a llamarse Circo Olímpico. Al año siguiente se creó el Circo Nuevo de la mano del francés Paul Laribeau. El más famoso y relevante de esa centuria fue el Circo Price, fundado en 1853 por el jinete irlandés Thomas Price en el paseo de Recoletos. En 1876, tras un incendio, se trasladaron al Teatro del Circo de Laribeau, en la plaza del Rey, renombrado como Circo-Teatro Price. Junto con su yerno, el volatinero Willian Parish, crearon un espectáculo de gran calidad que rivalizó con los realizados en Londres y París. Sin embargo, en sus inicios la sala compaginó el circo con la zarzuela, conciertos de música clásica, bailes de máscaras, sorteos de lotería o competiciones de boxeo y lucha libre.
En Barcelona se creó en 1853 el Teatro Circo Barcelonés y, en 1879, el Circo Ecuestre Barcelonés, situado en la plaza de Cataluña. En 1924 se creó en la Ciudad Condal el Teatro-Circo Olympia, activo hasta 1947, el cual contó con artistas de talla internacional. En 1886 se fundó en Bilbao el Teatro-Circo del Ensanche. Además de los circos con sede fija, se crearon numerosas compañías itinerantes, como los circos Feijoo y Corzana, Alegría, Segura, Hernán Cortés (posteriormente Atlas) o Berlín.
La edad de oro del Circo-Teatro Price se dio entre los años 1920 y 1930. Actuaron los mejores artistas internacionales de la época, como los Fratellini, Rico y Alex, los Briatore, Little Walter, Grock, Antonet y Béby, así como artistas locales, como los miembros de la familia Aragón Pompoff, Thedy y Emig, y la familia Andreu, en la que despuntó Charlie Rivel. También contó con el domador Jesús Vargas, considerado uno de los mejores del mundo en su época.
La Guerra Civil supuso una época de penuria para el circo español, con sus edificios destruidos y sus artistas en la ruina económica. Sin embargo, la ausencia de artistas extranjeros obligó a los locales a esmerarse en la calidad de sus actuaciones, con lo que se forjó una nueva generación que empezó a despuntar en la posguerra. En 1941 se reconstruyó el Circo Price. En 1946, Arturo Castilla fundó el Circo Americano y, desde 1960, pasó a regentar el Price, hasta su demolición en 1970. Castilla renovó el circo español, gracias a su confianza en el talento local, como el demostrado por Pinito del Oro, Miss Mara y los Rudi Llata, aunque también contrató artistas de talla internacional, como Gilbert Houcke, Dany Renz, Firmin Bouglione, Grock, Albert Schumann y Darix Togni; también patrocinó las giras en España del Circo de Moscú.

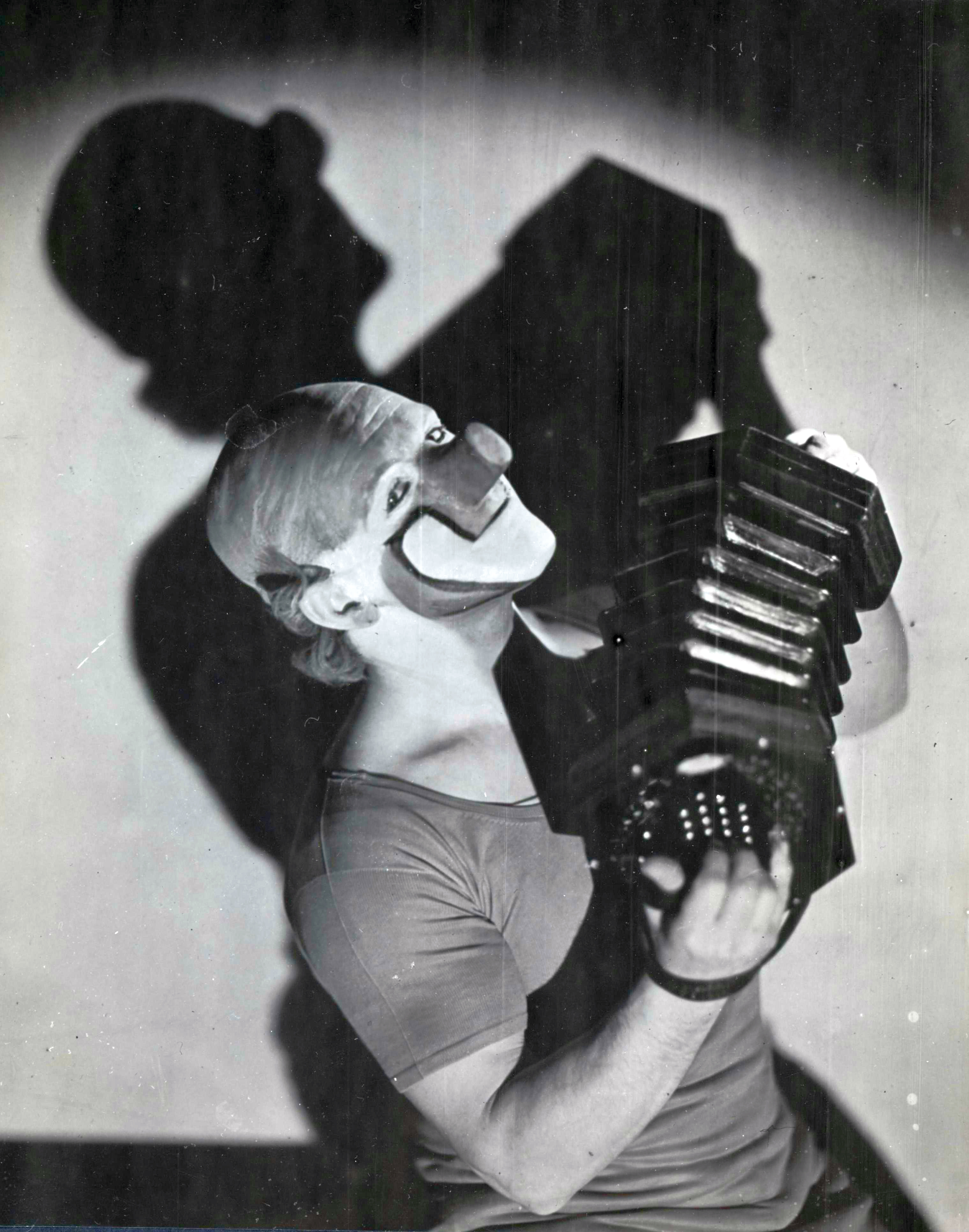
Charlie Rivel

El circo español destacó por su desmesura y excentricidad, al tiempo que por un público que participaba de manera activa en el espectáculo. Los jinetes y domadores, así como los trapecistas, eran temerarios y arriesgados, como por ejemplo Roberto de Vasconcelos, Miss Mara, Pablo Noel o Ángel Cristo. Destacaron por su calidad los payasos: uno de fama internacional fue Marcelino Orbés (Marceline), un augusto que se caracterizó por sus silbidos, ya que en sus actuaciones no hablaba. Su personaje era torpe y bonachón, que intentaba hacer bien las cosas y ayudar a todo el mundo, pero que acababa enredándolo todo. Entre 1900 y 1905 triunfó en Londres con un espectáculo titulado Cenicienta, donde actuaba un niño de diez años, Charles Chaplin, que se inspiró en Orbés para forjar su personaje de Charlot: pantalones anchos, zapatones, bombín y bastón. Posteriormente triunfó en Nueva York, donde firmó un contrato millonario en Broadway. Buster Keaton llegó a decir de Marceline que era «el payaso más grande que jamás vi». Sin embargo, a finales de los años 1910, con el progresivo aumento del éxito del cine, su fama empezó a declinar y, finalmente, se suicidó.
España fue cuna de uno de los mejores payasos de la historia del circo: Charlie Rivel (Josep Andreu). Sus padres eran artistas itinerantes y Charlie se inició en el trapecio, hasta la muerte de su hermana y pareja artística, Nena, a los dieciocho años. Luego actuó con sus hermanos Polo y René (los Rivels), para trabajar luego en solitario. Uno de sus primeros números fue una imitación de Charlie Chaplin, del que adoptó el nombre de pila. Vestía con una gran camiseta que le llegaba a los pies, peluca y zapatones y, si Grock se acompañaba de una maleta y un violín, los accesorios indispensables de Rivel fueron una silla y una guitarra. Su primera actuación como payaso fue en Berlín y, como no sabía alemán, hizo una actuación muda, que ya quedó como una de sus señas de identidad, junto a su famoso aullido. Rivel triunfó en todo el mundo y ha sido uno de los payasos más aclamados por el público.

Gaby, Fofó y Miliki en Cuba (c. 1957)

Otro famoso payaso fue Ramper (Ramón Álvarez Escudero), un payaso del tipo «excéntrico». Trabajó un tiempo con su hermano Perico, hasta que murió en un accidente. Ramper continuó en solitario y tuvo mucho éxito en España, aunque no tanto a nivel internacional. Vestía con esmoquin y camiseta de color rojo, con la cara pintada con tres grandes círculos blancos sobre ojos y boca, y aparecía en el escenario montado primero sobre un coche pequeño y, más adelante, sobre un avión y una bicicleta enana. Sus actuaciones consistían principalmente en chistes, imitaciones y acrobacias, con números que alternaba entre el circo y los teatros de variedades.

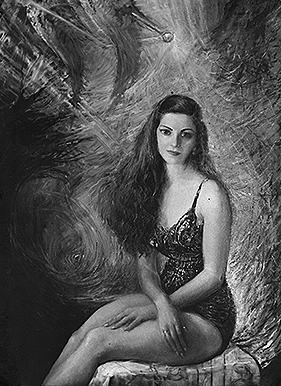
Pinito del Oro (1957)

Cabe destacar también a la familia Aragón, una dinastía iniciada por Gabriel Aragón (Pepino), padre de Arturo (Tonino, que formó pareja un tiempo con el célebre Antonet), Emilio (Emig), Teodoro (Thedy) y José María (Pompoff). Por su parte, Emilio fue padre de Gabriel (Gaby), Alfonso (Fofó) y Emilio (Miliki); Teodoro de Emilio (Zampabollos); y José María de José (Nabucodonosorcito). En una cuarta generación, Gabriel tuvo cinco hijos conocidos como Los Gabytos; Alfonso tuvo a Alfonso (Fofito) y Rodolfo (Rody); y Emilio fue padre de otro Emilio (Milikito). Emig formó un trío con sus hermanos Thedy y Pompoff, que fue elogiado por Ramón Gómez de la Serna. Más adelante, Gaby, Fofó y Miliki formaron otro trío y, más tarde, un cuarteto con la incorporación de Fofito; a la muerte de Fofó fue sustituido por Milikito, que tras su salida fue sustituido por Rody. Los Aragón destacaron también con un espacio televisivo, Los Payasos de la Tele. Milikito, más tarde conocido por su nombre, Emilio Aragón, fue posteriormente un destacado presentador y productor de televisión.

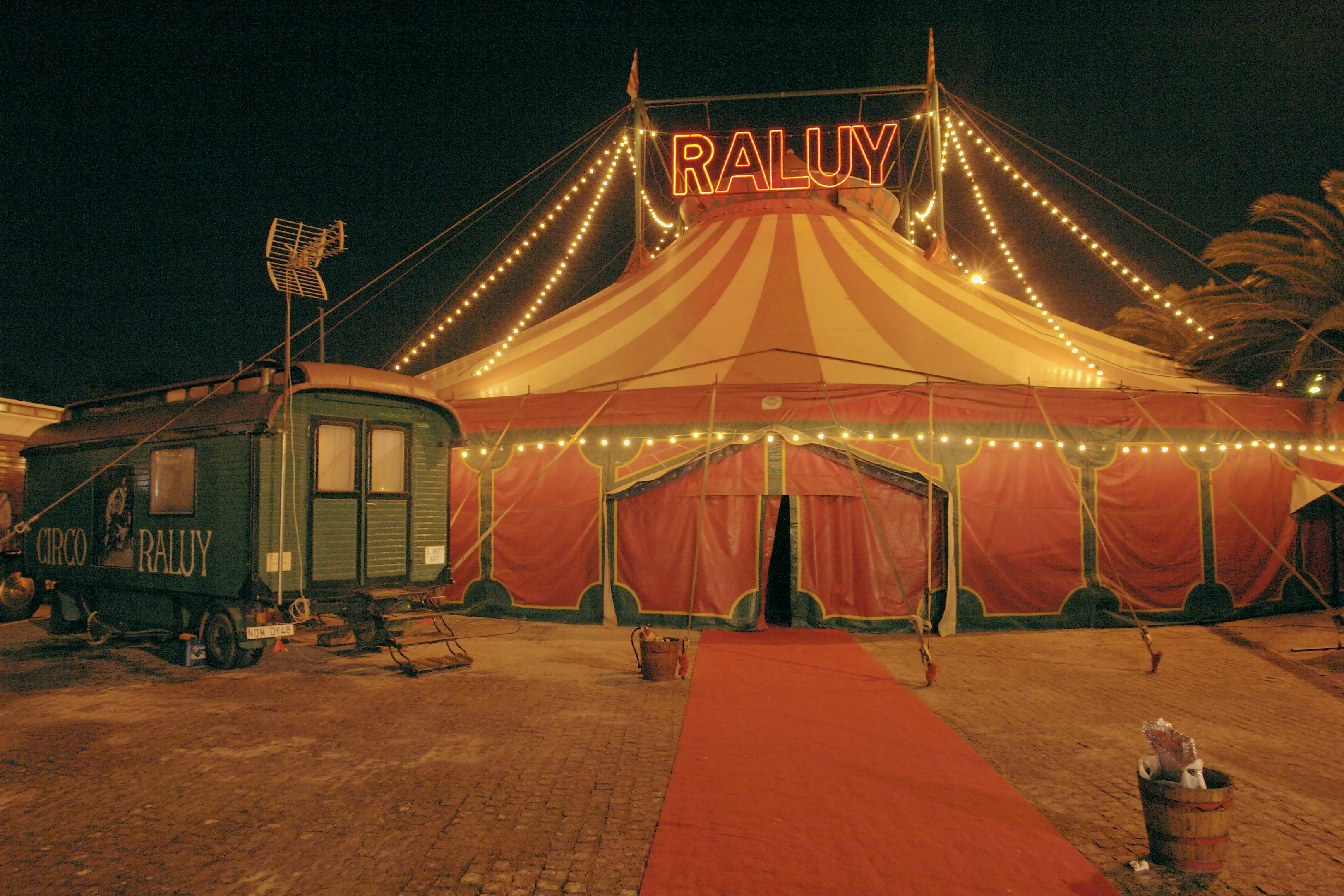
Circo Raluy (2008)

Aparte de los payasos hay que destacar a dos trapecistas excepcionales, de renombre internacional: Pinito del Oro y Miss Mara. La primera (María Cristina del Pino Segura Gómez) poseía talento y belleza, y dejaba atónito al público con sus equilibrios imposibles, llegando a colocarse sobre el trapecio de cabeza, sin sostenerse de manos y pies. Actuó durante una década en el Circo Ringling y apareció en la película El mayor espectáculo del mundo de Cecil B. DeMille (1951). Miss Mara (María del Pino Papadopoulos Vaquero) trabajó igualmente en el Ringling, con unos números nunca vistos anteriormente, en los que se sostenía sobre el trapecio con la nuca o los talones.
En 1963, el sacerdote Jesús Silva fundó en un pueblo de Orense el Circo de los Muchachos, un centro que servía tanto de escuela como de compañía circense. Fue la segunda escuela de circo europea tras la de Moscú y un auténtico banco de pruebas para la creación de un circo moderno español. Su punto fuerte eran los números gimnásticos, aderezados con música rock, un acompañamiento bastante moderno para la época. Cosecharon un gran éxito y realizaron giras internacionales: en 1973 actuaron en el Madison Square Garden de Nueva York. Trasladaron su sede a Madrid (la Ciudad Feliz), que incluía un zoo y un parque de atracciones, y abrieron escuelas en otros países: Colombia, Venezuela, Puerto Rico, Nicaragua, Bélgica, Japón y Mozambique. Sin embargo, en 2003 el circo se disolvió tras diversas denuncias de prácticas cercanas a una secta, de malversación e incluso abusos sexuales. En 1980 fundó Teresa Rabal un circo musical que hizo giras por toda España durante una década; tras un tiempo de pausa, lo retomó en 2009 de nuevo por unos años.
En la actualidad, sobreviven algunos circos, como el Circo Mundial, el Circo Ruso, el Circo Raluy o el Circ Cric, fundado por Tortell Poltrona —un artista comprometido, cofundador de la ONG Payasos Sin Fronteras—, si bien las nuevas generaciones prefieren las actuaciones en la calle o en teatros. En 1990, el Ministerio de Cultura instituyó el Premio Nacional de Circo, otorgado anualmente. En Cornellá se organiza bienalmente un Festival Internacional de Payasos, el Memorial Charlie Rivel. Barcelona cuenta con una escuela de circo, el Centro de las Artes del Circo Rogelio Rivel, fundado en 1999. Por otra parte, en 2002 se estrenó en el Teatro Nacional de Cataluña una ópera-circo, Sama Samaruck Suck Suck, obra de Carles Santos.

## Europa central y del este

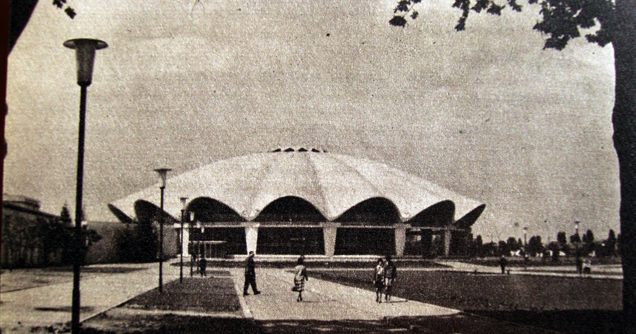
Circo Metropolitano de Bucarest

Los países de la Europa central y oriental han gozado siempre de una gran cultura circense. Como en la mayoría de países europeos, en los inicios hubo una hibridación entre familias locales y extranjeras, cuyos contactos e interrelaciones fomentaron un circo de calidad. Tras la Segunda Guerra Mundial, la adscripción de muchos de estos países a la órbita soviética conllevó una nacionalización y estatalización de todos estos circos, así como la creación de escuelas, que siguieron los parámetros del circo soviético.
En Bulgaria, en el siglo XIX la mayoría de circos que llegaban a sus tierras eran italianos, como los de Posi, Gerardi, Vitali, Pinati y Giontini. El pionero del circo búlgaro fue Lazare Dobritch, que triunfó como trapecista en el parisino Folies Bergère, donde inventó los llamados «balancines rusos». Tras la Primera Guerra Mundial, Dobritch fundó el primer circo estatal búlgaro. Otras familias relevantes del circo búlgaro han sido los Silagis y los Metchakarovi, ambos acróbatas.
En Polonia, los primeros circos en recalar fueron los alemanes, como los Renz, Salamonsky, Hinné y Schumann, pero ya en el siglo XIX se crearon algunos pequeños circos polacos, como los Kornaski, Proserpi y Mioczkowski. En 1883, el italiano Gaetano Ciniselli creó en Varsovia un circo de 3000 plazas. Tras la Segunda Guerra Mundial se creó el Circo Estatal polaco en Julianek, en las afueras de Varsovia. En el circo actual se aprecian dos tendencias, una más tradicional y otra más innovadora, donde destacan acróbatas como los Salve, los Budzkin, los Zalewski y los Podeszwa.
El circo checo nació con la troupe ecuestre de Joseph Beraneck, que logró una gran reputación que continuó su hijo Emmanuel, hasta que la compañía quebró y fue vendida al circo ruso Nikitin. El siguiente gran nombre del circo checo fue Antonín Kludski, un saltimbanqui reconvertido en domador y director, junto con sus hijos Rudolf y Karel; su número principal incluía veinticuatro elefantes, el mayor de su tiempo. La compañía desapareció con el crack de 1929. Otra familia relevante fueron los Scheffer: Sylvestre, funámbulo; Severus, malabarista; Suzana, antipodista; y Sidonia, equilibrista. Por lo demás, en el mundo del circo, Checoslovaquia fue el país de origen de los mejores montadores de circo.
En Hungría se fundó uno de los más bellos circos de piedra, el de Budapest, ubicado en la isla Margarita, junto a las termas; fue fundado por el ruso Matthias Beketow, un payaso que había triunfado en el Circo Nuevo de París. Tras ser destruido durante la Segunda Guerra Mundial, fue reconstruido en 1971; actualmente produce un festival bienal que rivaliza con los de París o Montecarlo. En el circo húngaro cabe destacar a jinetes como los Richter y los Picard; saltadores de balanza como los Faludis y los Hortobayi; malabaristas como los Williams, los Kremo, los Kristoff y László Endresz; y payasos como los Eötvös.
El circo rumano se inició con la creación por parte del italiano Teodoro Sidoli de dos circos a mediados del siglo XIX, uno en Bucarest y otro en Iași. Su hijo Cesare, ya nacionalizado rumano, continuó con la saga familiar. La especialidad circense rumana son los barristas, donde destacan las familias Popescu, Luppu y Dimetrescu. La familia Marinoff tiene el récord de medallas del Festival del Circo del Mañana. Hay que mencionar también a los payasos Grigorescu y Taranika —también conocido como Spaghetti—.
El circo serbio nació en 1854 con la creación del Circo de Belgrado por parte de William Carré. Cesare Sidoli creó igualmente el Circo Real Serbio, que recorría toda la antigua Yugoslavia. Ya en el siglo XX destacaron los circos Adria, Central y Svezda, si bien en las costas adriáticas, dada su proximidad, han triunfado siempre más los circos italianos.

## América

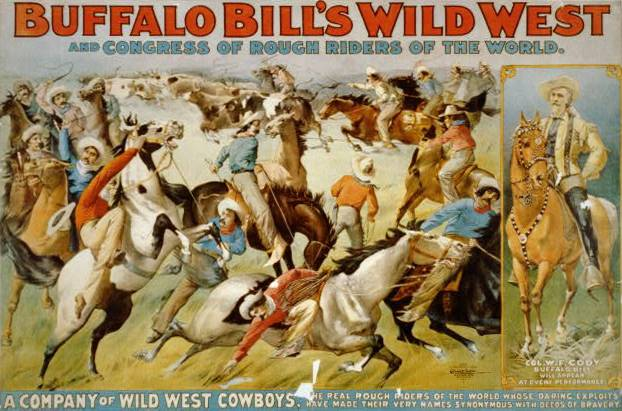
Cartel anunciador del Buffalo Bill's Wild West and Congress of Rough Riders of the World, el show de William "Buffalo Bill" Cody

### Estados Unidos
El circo moderno europeo fue llevado al nuevo continente por John Bill Ricketts, alumno de Philip Astley. Tras un tiempo en Filadelfia, donde reproducía el tipo de actuaciones que hacía Astley en Londres, creó su propio circo en Nueva York, en 1793, en un anfiteatro al aire libre con capacidad para ochocientos espectadores. Pese a contar con solo diez artistas, cosechó un gran éxito y contó entre su público con George Washington. En 1795 abrió otro circo en Boston, esta vez cubierto y con capacidad para 1300 personas, al que siguieron varios más por toda la costa este. Pero pronto encontró competencia, ya que en 1796 recaló en Estados Unidos el jinete sueco Philip Lailson, quien inauguró la costumbre de hacer un desfile inicial para darse a conocer. Poco después, Ricketts sufrió varios incendios en sus circos —en esa época muy habituales— y, desanimado, decidió volver a Inglaterra, pero murió en un naufragio en el viaje de vuelta, con solo treinta años.
En la primera mitad del siglo XIX el circo estadounidense se fue desarrollando con la aparición de las primeras compañías locales, como las de Aaron Turner, Rufus Welch, Gilbert Spalding, John Gleuroy, Levi North o John Robinson. Algunos de estos primeros empresarios eran meros aventureros, pero otros empezaron a asociarse con inversores y publicistas, y fueron formando compañías cada vez más grandes y mejor organizadas. En 1825, Joshua Purdy Brown fue el primero en utilizar una carpa, que luego sería seña de identidad de los circos itinerantes. Gilbert Spalding, creador del North American Circus, introdujo los mástiles de cornisa, unos mástiles centrales que permitían hacer más grandes las carpas; también fue el primero en desplazarse por ferrocarril de ciudad en ciudad. Posteriormente se asoció con Charles Rogers, con el que fundó el Spalding & Rogers Circus. Juntos crearon los llamados «palacios flotantes», unos circos en paquebotes que se desplazaban por los ríos. Por otro lado, varios directores y empresarios crearon el sindicato Flat Foot Party, de cara a fijar precios, rescatar circos en quiebra o luchar contra la entrada de circos extranjeros.

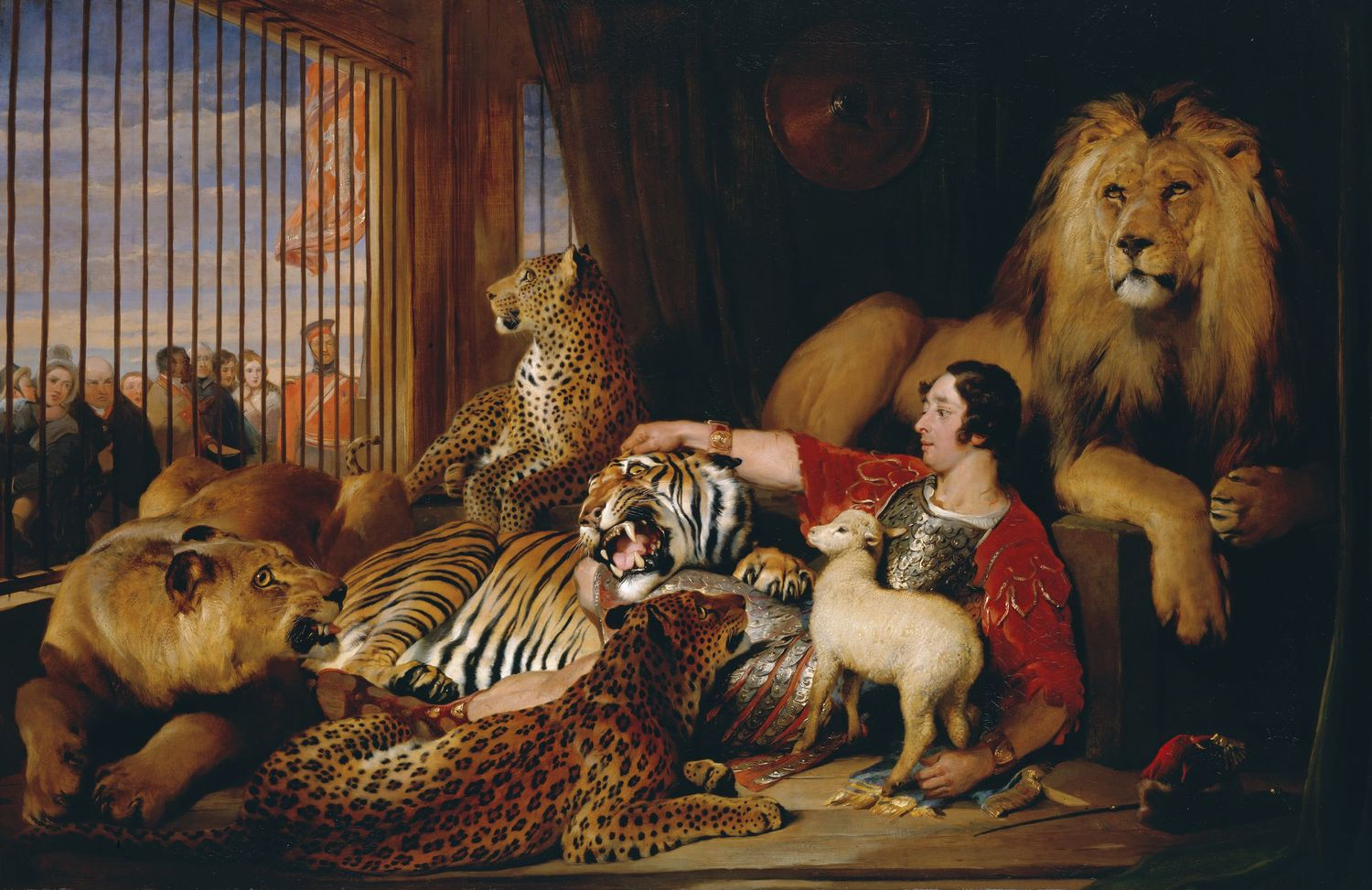
Isaac Van Amburgh y sus animales (1839), de Edwin Landseer, Royal Collection, Castillo de Windsor

Otro pionero del circo estadounidense fue Isaac Van Amburgh, un famoso domador, que como el francés Martin pasó del mundo de las ménageries a elaborar números de circo con fieras salvajes, con las que hacía pantomimas de batallas.Actuó también en Inglaterra, en el Anfiteatro Astley, donde contó con la admiración de la reina Victoria, que asistió seis veces a su espectáculo. Como payaso, cabe destacar a Dan Rice, que fue jockey y forzudo antes de reconvertirse en payaso, con una imagen basada en una túnica de tiras rojas y blancas con calzones, y una larga barba tipo perilla, cuya imagen inspiró la figura del Tío Sam. Llegó a presentarse a la presidencia de Estados Unidos, pero perdió frente a Zachary Taylor, quien lo nombró coronel en compensación. Otros famosos payasos estadounidenses fueron Joe Jackson, del tipo «excéntrico», famoso por sus números con bicicletas; o Emmett Kelly, prototipo del tramp, el payaso vagabundo, solitario y melancólico. En 1859 se dio una de las mayores proezas del funambulismo: el francés Charles Blondin cruzó las cataratas del Niágara sobre una cuerda de 330 m de largo y a 48 m de altura.

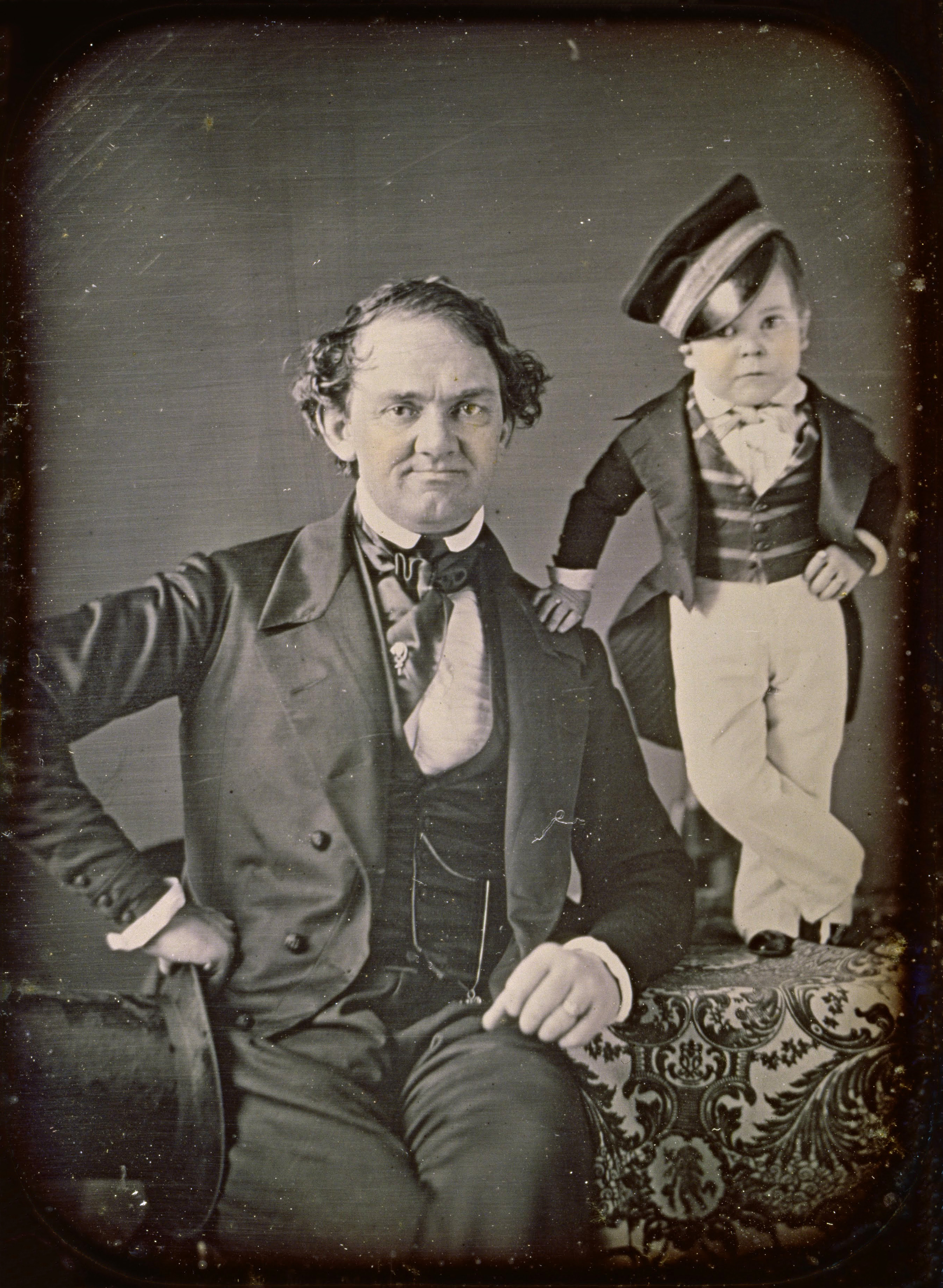
P. T. Barnum y Tom Thumb

La Guerra de Secesión fue un duro revés para el mundo del circo: los que no desaparecieron tuvieron que marcharse a otros países, generalmente Europa o Australia. Sin embargo, pasada la contienda volvieron a surgir nuevas y cada vez más grandes compañías, como la de William Cameron Coup, quien ideó un espectáculo en varias pistas, con carpas con capacidad hasta 10 000 espectadores. Mejoró las caravanas y los desfiles para atraer al público e introdujo el uso de calíopes, unos órganos a vapor. También comenzó a establecerse en torno a la carpa una feria concebida como «ciudad de los placeres», con salas de juego, galerías de fenómenos y zoológicos de animales.
De forma paralela y ajena al circuito circense habitual, William "Buffalo Bill" Cody creó su Wild West and Congress of Rough Riders of the World, el espectáculo del salvaje oeste americano que magnificaba las proezas de los pioneros que conquistaron las tierras de los nativos norteamericanos, para lo que contó con auténticas tribus de indios y figuras como Toro Sentado, además de famosos tiradores como Annie Oakley y Calamity Jane. Entre otros números, recreaba la batalla de Little Big Horn, en la que Cody hacía del general Custer. La compañía viajó también por Europa y actuó ante la reina Victoria del Reino Unido, el káiser Guillermo II de Alemania, el rey Humberto I de Italia y el papa León XIII. En 1890 recaló en Barcelona, donde una epidemia de cólera diezmó a la compañía.

Cartel del Circo Ringling (1899)

En esta época surgieron los grandes circos estadounidenses, entre los que descollaron Barnum & Bailey Circus y Ringling Brothers. Phineas Taylor Barnum se inició como exhibidor de fenómenos y curiosidades, algunas de ellas del tipo freak show, para lo que adquirió un edificio entero en Nueva York, el Barnum's American Museum. Allí mostraba todo tipo de objetos y personajes, entre ellos los famosos gemelos Chang y Eng, naturales de Siam, por lo que eran conocidos como los «hermanos siameses» y dieron nombre a los gemelos unidos por una parte del cuerpo. Contó también con el enano Tom Thumb, la mujer barbuda Josephine Clofullia, el microcéfalo Zip the Pinhead, Jo-Jo el «niño con cara de perro» (aquejado de hipertricosis), Prince Randian el «hombre-gusano» (ya que carecía de extremidades), Lionel el «hombre-león» (con hipertricosis igualmente) o la giganta Anna Swan, de 2,40 m de altura. En 1870, ya con sesenta años, fundó un circo ambulante (P. T. Barnum's Great Traveling Museum, Menagerie, Caravan and Hippodrome), que fue creciendo rápidamente y cosechando mayores éxitos, hasta el punto que fue conocido como «el mayor espectáculo del mundo». En 1881 se asoció con James Anthony Bailey (dueño del Gran Circo Internacional) para formar el Barnum & Bailey Circus, con el que consiguieron cada vez mayores éxitos: una de sus principales atracciones fue el elefante Jumbo, que se ganó el corazón de todos los estadounidenses. Fallecido Barnum en 1892, Bailey continuó el negocio hasta su propio fallecimiento en 1906. Por su parte, los hermanos Ringling (Alfred, Charles, John, Albert y Otto) fueron los iniciales creadores de un espectáculo mixto de circo y black minstrels (cantantes blancos pintados de negro para cantar las canciones típicas de la ribera del Misisipi), al que fueron incorporando progresivamente pequeños circos que iban comprando, hasta que, en 1907, adquirieron el Barnum & Bailey y forjaron el circo más grande del mundo en aquel momento (Ringling Bros. And Barnum & Bailey Circus). Este circo dominó el mercado estadounidense durante décadas, al tiempo que cosecharon un gran éxito en sus giras europeas. La influencia de Barnum juega un papel crucial en la configuración del entretenimiento de finales del siglo XIX.

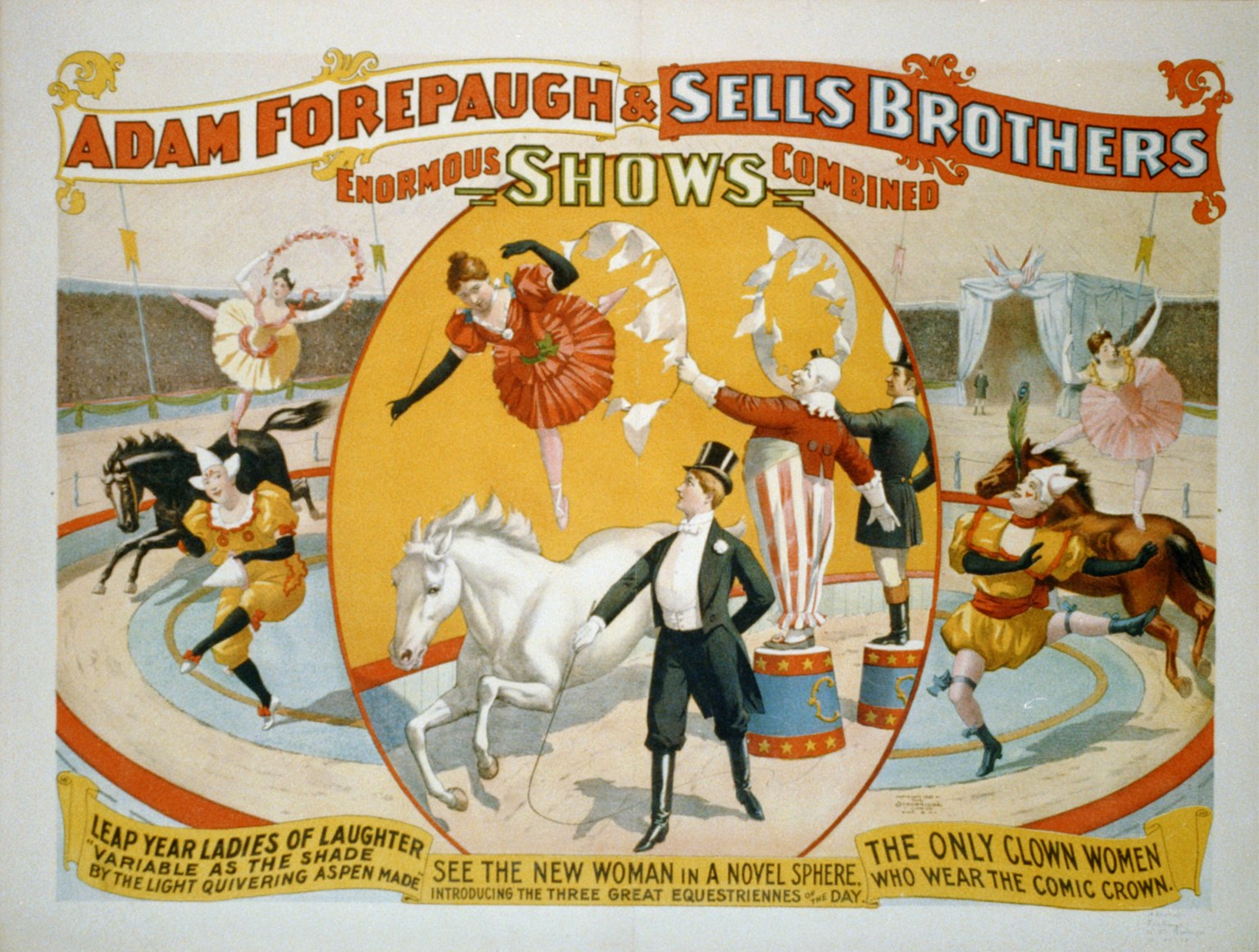
Circo Adam Forepaugh & Sells Brothers (1896)

A comienzos del siglo XX el circo estadounidense entró en cierta decadencia debido a la fuerte competencia que le infligían el cine y el music-hall. Fue precisamente un director de circo, Benjamin Franklin Keith, quien inició el vodevil en su país: harto de tener que trasladar grandes cantidades de material, alquiló un local donde poder representar sus espectáculos de variedades; la fórmula tuvo éxito y, en poco tiempo, abrió una cadena de vodeviles por todo el país. Como pagaba unos honorarios mayores, muchos artistas de circo se pasaron a las variedades.

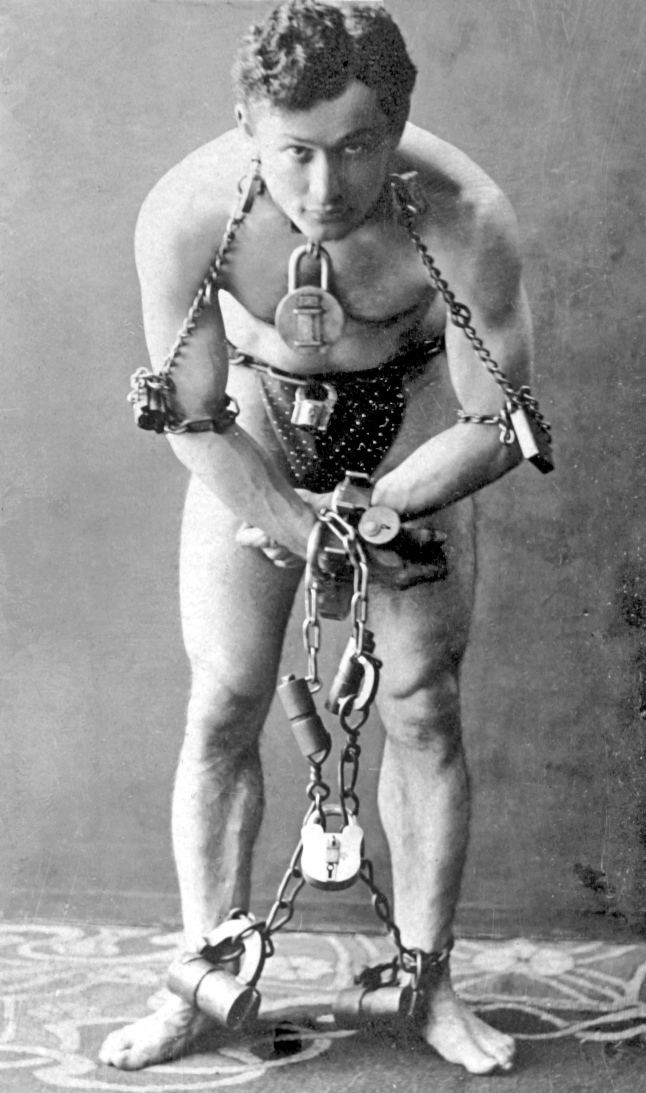
Harry Houdini (1899)

Fue estadounidense uno de los magos más famosos de la historia: Harry Houdini —de verdadero nombre Erich Weiss, se puso el nombre de Houdini en homenaje al mago francés Robert-Houdin—. Nacido en Hungría, de familia judía, fue payaso y ventrílocuo en su juventud, hasta que se pasó al campo del ilusionismo. Fue el rey del escapismo, pudiendo librarse en pocos segundos de todo tipo de ataduras y cadenas, grilletes y camisas de fuerza, o salir de celdas, baúles, cajas fuertes o recipientes con agua. También interpretó con asiduidad el número de la «metamorfosis» —inventado, sin embargo, por el inglés John Nevil Maskelyne—, en que es encerrado atado en un baúl y, tras unos segundos con una cortina corrida, aparece fuera y es su ayudante la que se encuentra en el baúl en su lugar. Aunque actuó sobre todo en teatros y salas de music-hall, lo hizo también en algunos circos, tanto de su país como del extranjero, como el Circo Busch de Alemania.
Tras el crack de 1929, el circo recobró algo de su empuje: el Circo Ringling, dirigido desde 1937 por John Ringling North, estableció su cuartel de invierno en Sarasota (Florida), desde donde renovó todas las facetas de su espectáculo, desde los números hasta la presentación y la publicidad, gracias a la contratación de los mejores decoradores del momento, como Erté, Max Weldy o Raoul Pène Du Bois. También contrató a los mejores artistas europeos de la época, como el domador Alfred Court, la troupe ecuestre Cristiani o los funámbulos Wallenda. Por otro lado, contó con la colaboración de músicos y coreógrafos de renombre para la creación de sus números, como Igor Stravisnki y George Balanchine, autores de una coreografía para sus elefantes. Sin embargo, un catastrófico incendio en 1944 en la ciudad de Hartford, que se saldó con 168 muertos, decidió a North a abandonar las carpas y actuar solo en estadios y teatros. En 1967 vendió su compañía a Irvin Feld, un productor de variedades, quien renovó los números y sacó la compañía de nuevo a flote. Para esta nueva etapa, Feld contó con el domador alemán Günther Gebel-Williams que, vestido de héroe de cómic, fue la gran atracción del momento; junto a él, los trapecistas mexicanos Gaonas, los funámbulos Carillos Brothers, el trapecista inglés Elvin Bale, el volatinero Don Martínez, la gimnasta Dolly Jacobs, el payaso Lou Jacobs y troupes de saltadores búlgaros, húngaros y polacos; contó además con los Harlem Globetrotters.

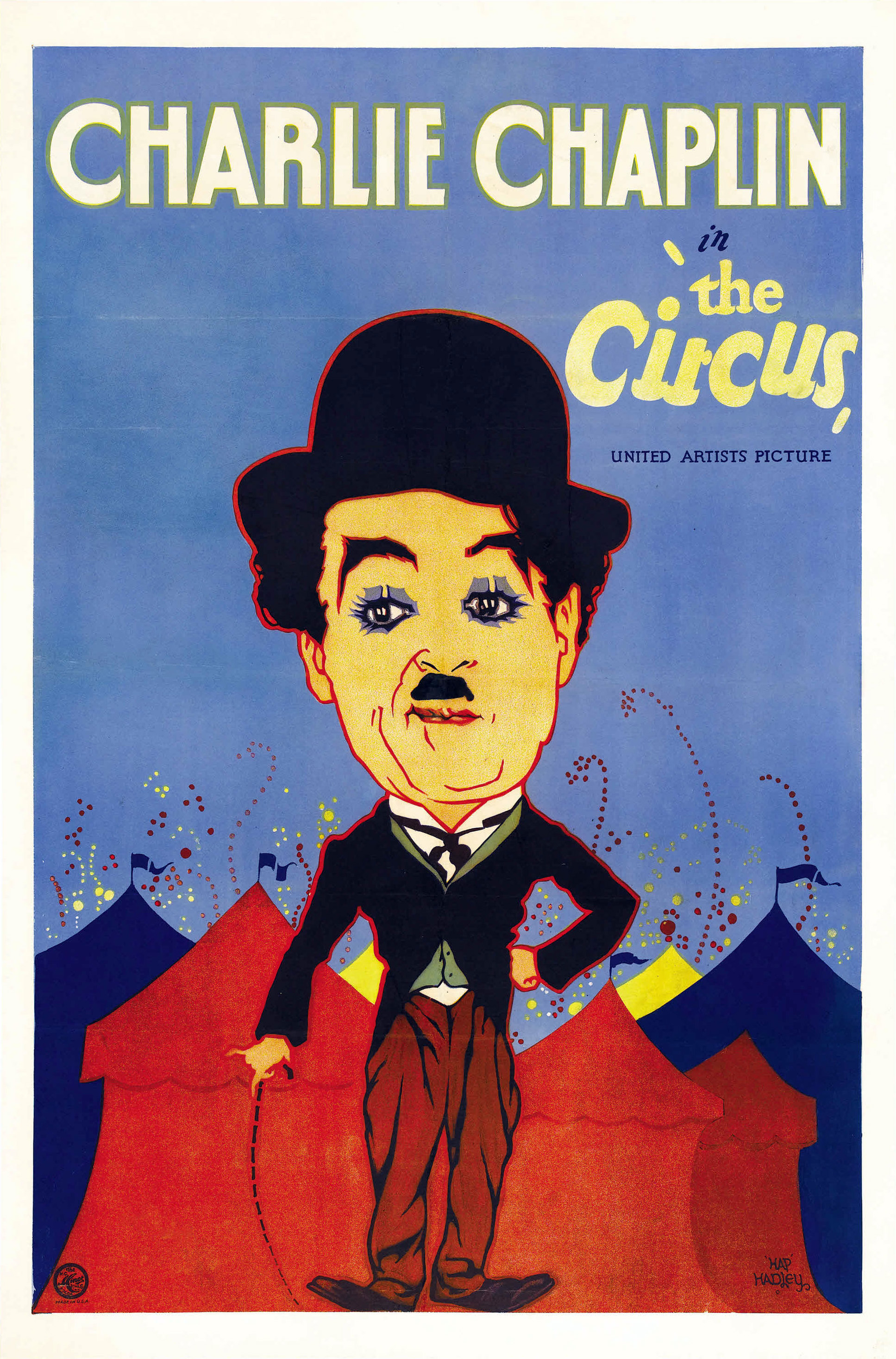
Cartel de El circo, de Charles Chaplin (1927)

Pese a la decisión de Ringling de abandonar las carpas, otros pequeños circos continuaron con la tradición, realizando giras por el interior del país, como el Circo Vargas, Clyde Beatty Cole Bros., Carson & Barnes, Royal Hanneford o Zerbini. De igual manera han funcionado los circos de los Shrine, patrocinados por la masonería. Son espectáculos tradicionales, familiares, donde a menudo se recauda más con la venta ambulante por los pasillos que con el propio espectáculo. También surgieron circos nuevos, con números más originales, como la Familia Pickle, que actuaba al aire libre en San Francisco; el Circo Big Apple, formado por dos mimos, Paul Binder y Michael Christensen (fundador del Clown Care Unit, que actúa en hospitales infantiles); o el Café Catódico, especializado en espectáculos bufones. Los casinos de Las Vegas también han ofrecido frecuentemente números de circo.
El circo estadounidense destaca por su gran tamaño y sus elaboradas escenografías, donde prima la sensación, el espectáculo en su máximo esplendor. Por ello, siempre han tenido protagonismo los elefantes, tanto en pista como en los desfiles de presentación, así como números vistosos y con suspense, como los de volantes y funámbulos, o bien los hombres-bala, las mujeres-flecha y los «saltos de la muerte». Junto a ellos, han tenido éxito números insólitos o cercanos a las variedades, números más individuales basados en el talento del artista, como el trapecista Barbette, el malabarista W. C. Fields, el bufón George Carl, los volantes Flying Bears y Tommy Steele o el jinete Poddle Hanneford. En 1974, el funámbulo francés Philippe Petit cruzó sobre un cable el espacio entre las Torres Gemelas de Nueva York, uno de los grandes hitos de esta disciplina, aunque lo hizo ilegalmente.
Cabe señalar que en Estados Unidos —«la Meca» del cine— ha existido una gran relación entre el circo y el cine. El séptimo arte tomó en sus inicios numerosos temas, efectos, técnicas y atrezos del mundo del circo, así como muchos actores provenían de ese medio, como Charles Chaplin, Buster Keaton o Fatty Arbuckle. Numerosas películas de Hollywood se ambientaron en el mundo del circo: El circo, de Charles Chaplin (1927); Freaks, de Tod Browning (1932); Una tarde en el circo, de los hermanos Marx (1939); Dumbo, de Ben Sharpsteen (1941); El mayor espectáculo del mundo, de Cecil B. DeMille (1952) —rodada en las instalaciones del circo Ringling—; El rey del circo, de Joseph Pevney (1954); Trapecio, de Carol Reed (1956); El fabuloso mundo del circo, de Henry Hathaway (1964); El hombre elefante, de David Lynch (1980); o El gran showman, de Michael Gracey (2017).

### Canadá

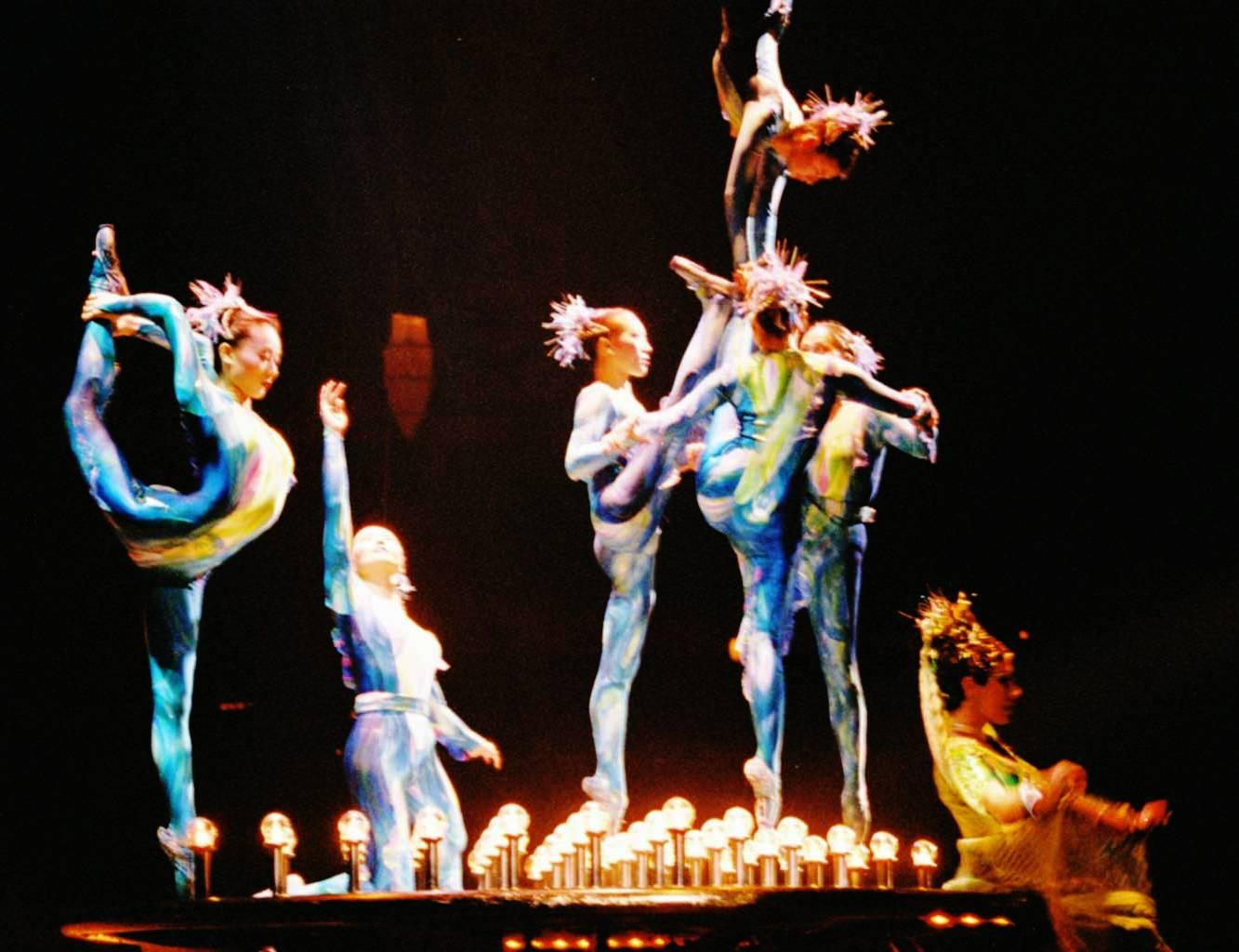
Actuación del Cirque du Soleil en Viena (2004)

El primer circo en Canadá fue fundado, al igual que su vecino del sur, por John Bill Ricketts, quien tras abrir su circo de Filadelfia inició una gira que le llevó a Quebec, donde fundó un circo estable en 1797. En 1816, el jinete inglés James West presentó su fantasía Timur el tártaro. Desde entonces, el mercado canadiense estuvo copado por compañías estadounidenses, especialmente los Ringling y los Shrine, que presentaban sus grandes espectáculos en Toronto o Montreal tras su gira por Estados Unidos. Quizá fue la ausencia de una tradición local la que propició el nacimiento de un nuevo concepto de circo, original e innovador: el Cirque du Soleil, fundado en Quebec en 1984. La iniciativa fue de un grupo de artistas callejeros conocidos como el Club de los Talones Altos, entre los que se encontraban Guy Laliberté, acordeonista y tragafuegos; Gilles Saint-Croix, zancudo que se convirtió en director artístico de la compañía; Guy Caron, payaso que fue su primer director de escena; y René Dupéré, músico de fanfarria de pasacalles, que fue el compositor de los primeros espectáculos de la compañía. Estos artistas se reunieron para crear un espectáculo en conmemoración del 450 aniversario de Jacques Cartier, tras lo que decidieron fundar su compañía.
Tras unos comienzos algo difíciles, el Cirque du Soleil tuvo su primer éxito con El circo reinventado, inspirado en el teatro de máscaras del payaso suizo Pic. Poco a poco el circo fue creciendo, con una fórmula basada en la espontaneidad, la imaginación, la estética visual, una escenografía moderna, un sello reconocible en vestuarios y música y, por supuesto, el talento y esfuerzo de sus artistas, además de una gestión eficaz y exitosas campañas de marketing. Por otro lado, en numerosas ocasiones confían la idea de sus números a estudios de creación, como los de André Simard, Guy Caron o Franco Dragon. En 1992 dejaron de recibir subvenciones y empezaron a subsistir por sí mismos, cosechando cada vez mayores éxitos: para el año 2000 habían visto sus espectáculos millones de personas en todo el mundo. En apenas veinte años se convirtió en la compañía de espectáculos más próspera del mundo. Con el tiempo se han ido diversificando, con espectáculos estables o bien por temporadas, bajo carpa o en escenarios. Además de su sede en Quebec, tienen un espectáculo permanente en Las Vegas, así como en Orlando, Macao, Tokio y Los Ángeles. Por otro lado, han expandido su modelo de negocio, con un grupo que incluye tiendas de moda, restaurantes, salas de espectáculos y otros.
Además del Cirque du Soleil, han surgido en Canadá otros circos igualmente innovadores, como Éloize, Éos o Les 7 Doigts de la main (los siete dedos de la mano). El primero nació en 1992 por iniciativa de siete acróbatas alumnos de la escuela de circo de Montreal. Actúa en teatros, en números que aúnan la acrobacia con la música. Éos nació en 1998 como iniciativa de Michel Rousseau, director de la escuela de circo de Quebec. Sus espectáculos se basan en historias infantiles, cuentos de hadas o dibujos animados, con un toque surrealista. Les 7 doigts de la main nació en 2001, fundada por siete artistas del Cirque du Soleil, con números basados en la acrobacia e inspirados en espectáculos alternativos.
Cabe señalar que buena parte del éxito de los circos canadienses proviene de sus escuelas: la de Montreal y la de Quebec. La primera está más encaminada a la formación de artistas, mientras que la segunda, además de la enseñanza de las artes circenses, forma a sus alumnos en otras disciplinas del mundo del espectáculo, al tiempo que aborda el reciclaje de profesionales. En 2004 se fundó en Quebec la Ciudad de las Artes del Circo, encaminada a la gestión artística, técnica, pedagógica y organizativa del mundo del circo, que genera en Canadá un volumen de negocio de 260 millones de euros al año. El complejo acoge una escuela de circo, una sala de espectáculos y un centro de documentación y se ha convertido en la nueva sede del Cirque du Soleil.

### Latinoamérica

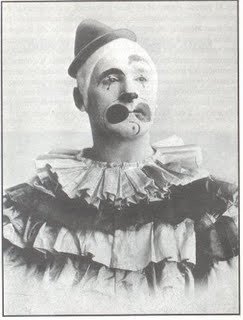
Frank Brown, payaso inglés establecido en Argentina

En México, en 1791 una compañía ecuestre hizo una exhibición en el Teatro del Coliseo, pero la primera muestra de circo moderno se dio en 1809 con el Real Circo de Equitación de Philip Lailson. Maximiliano I fomentó la llegada de circos europeos, como el de Giuseppe Chiarini, quien se instaló en 1867 por un tiempo de cinco años. Chiarini contrató algunos artistas mexicanos, como Timoteo Rodríguez, el primer payaso del país. En 1888 se fundó el circo de los hermanos Ataide, unos reputados barristas. Tras la Revolución mexicana se exiliaron a Guatemala y, luego, a América del Sur, para regresar a su país en 1946, ya con una fórmula basada en el circo estadounidense, con tres pistas. Poco a poco fueron surgiendo otras compañías, como el Circo Unión o el Circo Suárez. El circo mexicano ha destacado en el trapecio volante, donde ha dado algunas de las mejores figuras a nivel mundial, como Alfredo Codona, Tito Gaona, los Palacio, los Rodríguez, los Ibarra y los Vásquez. También han descollado malabaristas como Rudy Cárdenas, los hermanos Alegría y la familia Rodogel, el pertiguista Kalicoas o los hipnotizadores de cocodrilos Blacaman y Koringa.

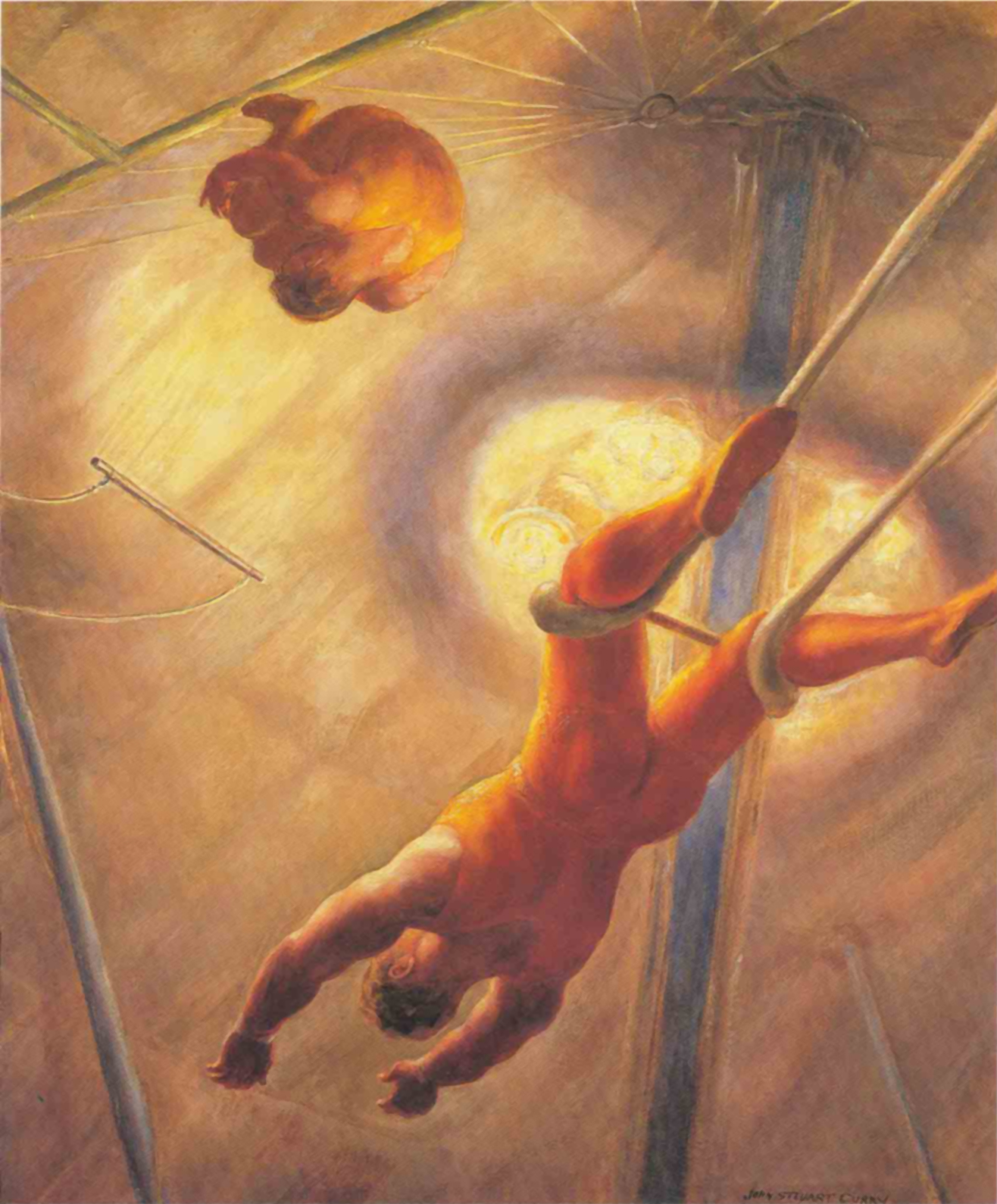
Ilustración de The Flying Codonas por John Steuart Curry (1932)

Los Codona (los hermanos Alfredo y Abelardo y la esposa del primero, Lillian Leitzel) han sido uno de los mejores tríos de trapecistas de la historia. Alfredo fue el primero en conseguir el triple salto mortal, en 1919. Aparecieron como dobles en la película Varieté, de Ewald André Dupont (1925). Alfredo fue también actor de doblaje de Johnny Weissmüller en varias películas de Tarzán: Tarzán de los monos (1932) y Tarzán y su compañera (1934).
En Cuba, los primeros espectáculos circenses se dieron a finales del siglo XVIII en el palacio del Coliseo, un teatro lírico que los domingos ofrecía números de acrobacia. En La Habana recalaban numerosas compañías europeas, que consiguieron hacer del circo una atracción muy popular en la isla caribeña. Tras la destrucción del Coliseo por un incendio, el bailarín de cuerda floja Anderson construyó en el mismo emplazamiento una estructura de plancha y madera, donde ofrecía espectáculos de acrobacia, equitación y payasos, hasta un nuevo incendio ocurrido en 1802. En 1839 se construyó el Gran Teatro de La Habana, donde ocasionalmente se ofrecían espectáculos circenses. Se fueron creando circos locales, como el de los Montalvo, Torres y Moralitos, Auchias, Pirulí y Santos Artigas. Por otro lado, todos los años solía recalar en La Habana el Circo Ringling. Tras la Revolución cubana, el nuevo régimen patrocinó el circo: en 1977 se abrió una escuela dirigida por el ruso Aleksandr Voloshin, con un nivel técnico y artístico bastante elevado. Durante un tiempo se organizó en La Habana un festival bienal de circo al que acudían representantes de países socialistas. Hoy día, el circo cubano se halla en cierta decadencia y sus artistas sobreviven sobre todo de actuar en casinos.
En Argentina se dio un precedente en el siglo XVIII con el llamado circo criollo, un circo popular indígena donde se representaban comedias gauchas junto con números de acrobacia. Era una mezcla de circo y teatro, en recintos que incluían escenario y picadero. Por lo general, se basaban en tramas tomadas de novelas gauchescas, con presencia de la danza y la mímica junto a los números más circenses. En 1804, Duarte y Oláez crearon el primer circo nacional. En el siglo XIX, Buenos Aires contaba con dos prestigiosos circos, el Olímpico y el Jardín del Retiro. Entre las compañías autóctonas, destacaban las familias Casali y Rustoll. A finales de siglo, los payasos Frank Brown y José Podestá crearon un circo de reputación mundial. Brown era payaso y acróbata, célebre por sus saltos, como el que realizó sobre treinta soldados con bayonetas caladas. Pepe Podestá, conocido como Pepino 88, añadió a su figura de payaso ciertos aspectos gauchescos y, además de sus números de circo, recitaba fragmentos de famosas novelas de tema gaucho, con lo que despertaba el fervor patriótico del público, como en la pantomima Juan Moreira. Representaba un tipo de payaso más para el público adulto, con ciertas dosis de sátira en sus actuaciones. Cabe señalar que en Argentina nació la modalidad de payaso llamado «zanahoria», ideado por Giuseppe Chiarini, fundador del Teatro Hipódromo, debido a la utilización de unas libreas de color naranja que había adquirido en una subasta. En la actualidad, los dos circos más destacados son el Eguiro y el Tihany.
En Brasil, las primeras cuadrillas de saltimbanquis actuaban al aire libre, sin carpas. Llegaron algunas compañías de Europa, como la francesa de M. Pierre o la italiana de Raffaele Ruffeto. En la actualidad, el circo de más renombre es el Tihany, pero también trabajan circos de menor tamaño como el Nerino o el Piolín. El Ministerio de Cultura brasileño ha fomentado el circo en los últimos tiempos, con la creación de varias escuelas, las más destacadas las de Río de Janeiro y São Paulo. En 1998 se creó el Circo de la Madrugada, que además de en Brasil ha actuado varias veces en Europa. En 2001 se instituyó el Festival de Circo de América del Sur.

## Asia

### China

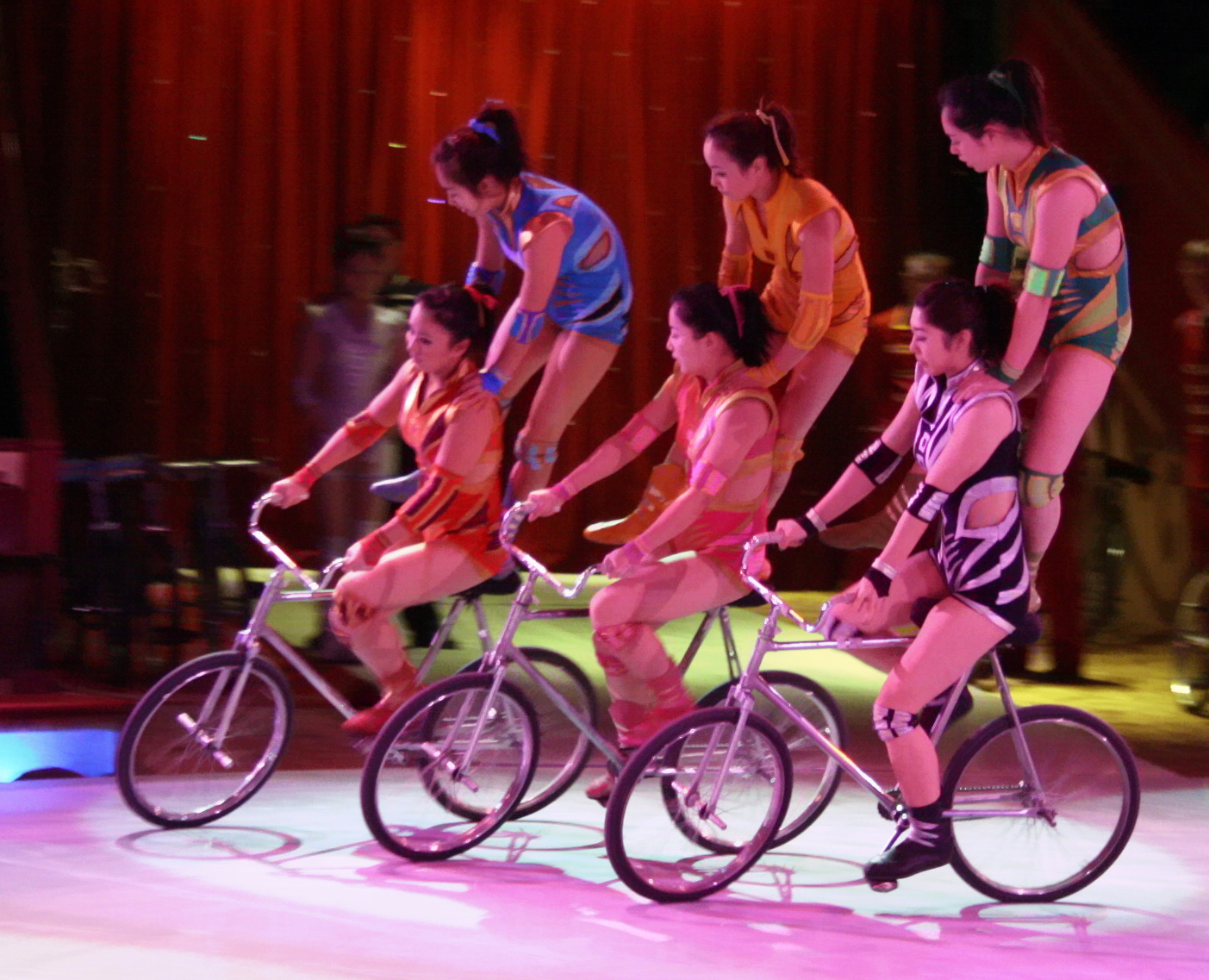
Equilibristas chinas

A comienzos del siglo XX, los restos de acrobacia china se circunscribían a parques temáticos como el Gran Mundo de Shanghái o el Nuevo Mundo de Wuhan, patrocinados por las Tríadas (mafias chinas), al tiempo que algunos acróbatas emigraron a Europa o al sudeste asiático. Tal fue el caso de Sun Fuyou, considerado el padre de la acrobacia china moderna, que se instaló en Rusia, para regresar a su país tras la Revolución rusa. De regreso, introdujo en China el circo occidental, con payasos, trapecistas, espectáculos con elefantes y similares. Tras la revolución comunista de Mao Zedong, las nuevas autoridades promovieron el resurgimiento de las artes acrobáticas en lo que se denominó «nueva acrobacia china», gracias a la creación de compañías profesionales subvencionadas por el estado, algunas de ellas integradas en el ejército y formadas por soldados, como las compañías de Cantón, Shenyang y la de la Bandera (que comprendía las compañías de Chengdu y Kunming).
En la actualidad, la mayor parte de compañías chinas son autogestionadas e incluyen escuelas de formación: sus integrantes ingresan con seis u ocho años y se vinculan con la compañía generalmente por el resto de su vida, ejerciendo su profesión sobre todo en la juventud, mientras que en la madurez pasan a otras ocupaciones, como maestros, administradores, técnicos, regidores, labores domésticas, etc. La Agencia Artística China se encarga de la gestión de los contratos de las compañías, mientras que la Asociación de Acróbatas Chinos coordina las actuaciones y patrocina festivales, al tiempo que edita el Diario de la acrobacia y de la magia y libros de enseñanza, así como organiza unos premios, llamados Baixi, instituidos en 1992. Por otro lado, la celebración cada dos años de concursos de acrobacia en Wuqiao y Wuhan —alternativamente— propició la creación de dos de los circos más modernos del mundo: el de Wuhan (1992), con capacidad para 2500 espectadores; y el de Shijiazhuang (1999), para 3500 espectadores. Actualmente existen en China unas 140 compañías que aglutinan unos 50 000 acróbatas, el mayor número del mundo.

### Japón

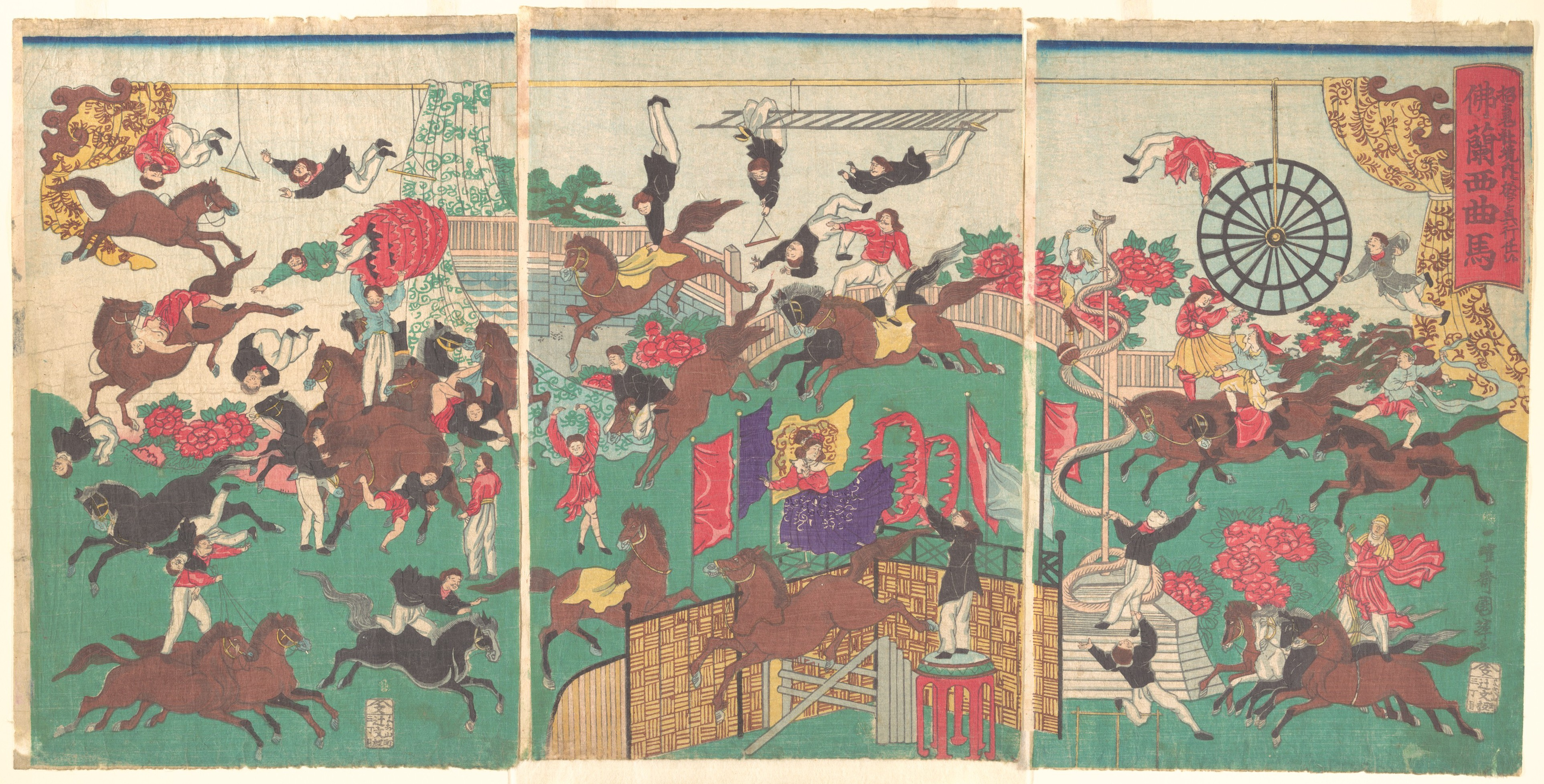
Circo ecuestre francés en los terrenos del templo de Asakusa Kannon, grabado de Utagawa Kuniteru (1871)

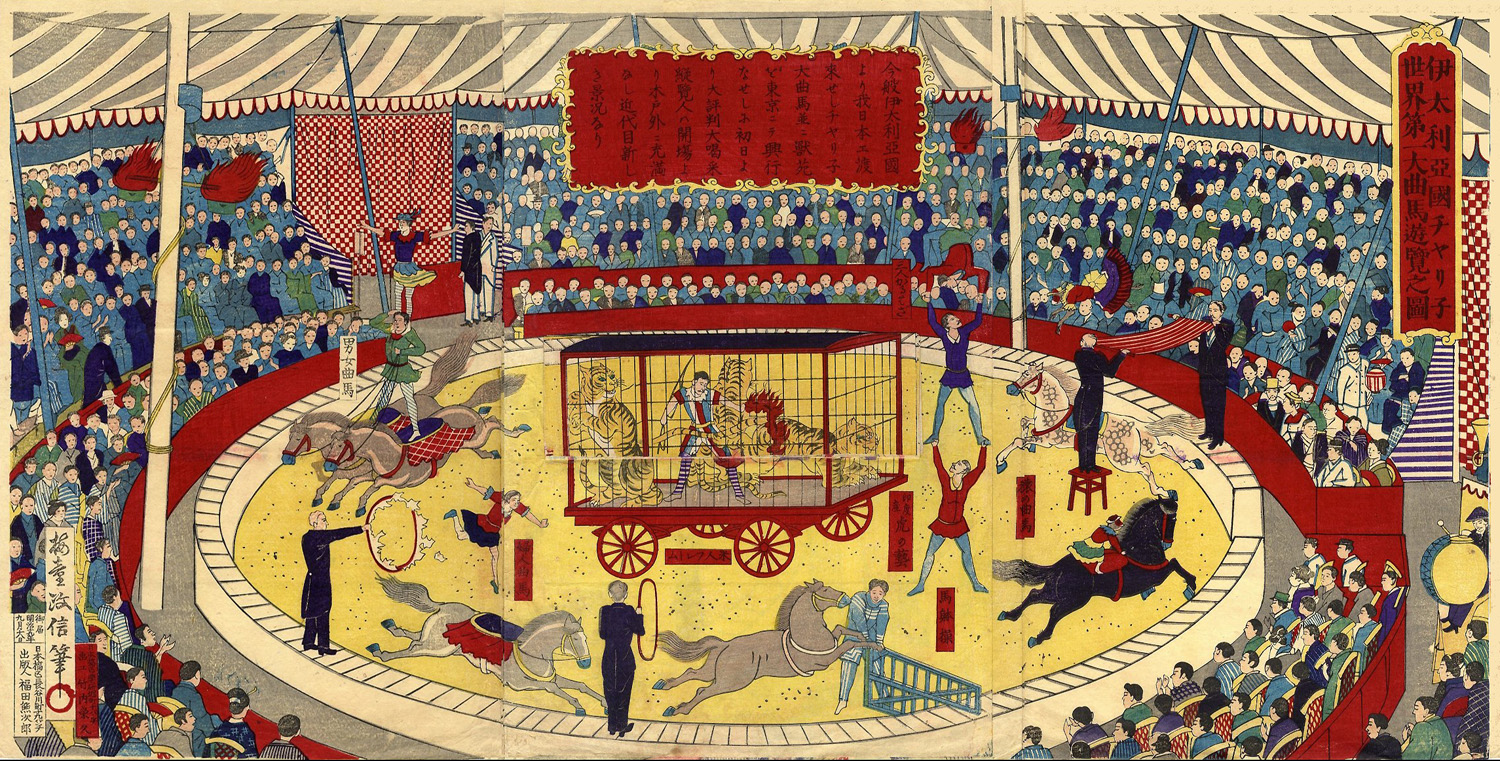
El Circo Chiarini en Japón (1886), de Utagawa Masanobu

En este país, como en China, se desarrolló notablemente la acrobacia, aunque con particularidades respecto a su hermana del continente, con una representación más delicada y lujosa, especialmente en cuanto a indumentaria. Una parte importante de esta acrobacia provenía de las artes marciales practicadas por los samuráis. También fue relevante el funambulismo, sobre un hilo de papel de arroz, terreno en el que destacaron Hanzo Kirui y Yamamoto Kobata en el siglo XIX. En la era Meiji, cuando el país entró en contacto con Occidente, las compañías europeas fueron bien recibidas, al tiempo que las autóctonas triunfaron en Europa y América, sobre todo las compañías Mikado y Otaki. Cosechó un gran éxito el Circo Chiarini, el primero en presentar en Japón espectáculos con elefantes y tigres. A comienzos del siglo XX se formaron tres grandes compañías que viajaban por todo el país: Kakioka, Masui y Otake. También se crearon varios parques de atracciones, como el Jardín de los Templos de Tokio. Sin embargo, desde la Segunda Guerra Mundial, el circo japonés decayó, siendo reemplazado en la preferencia de la juventud por el occidental.

### Corea
La acrobacia coreana guarda grandes semejanzas con la china, debido a su proximidad. En la actualidad, el circo tiene un fuerte desarrollo en Corea del Norte, gracias al patrocinio estatal. Destaca especialmente en los números de trapecio volante, que combinaron con disciplinas gimnásticas como el cuadro aéreo o la balanza rusa. En 1962 se construyó un circo de grandes dimensiones en Moranbong. Los circos más destacados son el Circo Coreano y el Circo de Pyongyang, que se encuentran con la dificultad de poder trabajar fuera de su país debido al bloqueo al que se ve sometido. Aun así, suelen actuar en China, Cuba o Vietnam y participan en festivales internacionales, donde suelen recibir altos honores.

### Mongolia

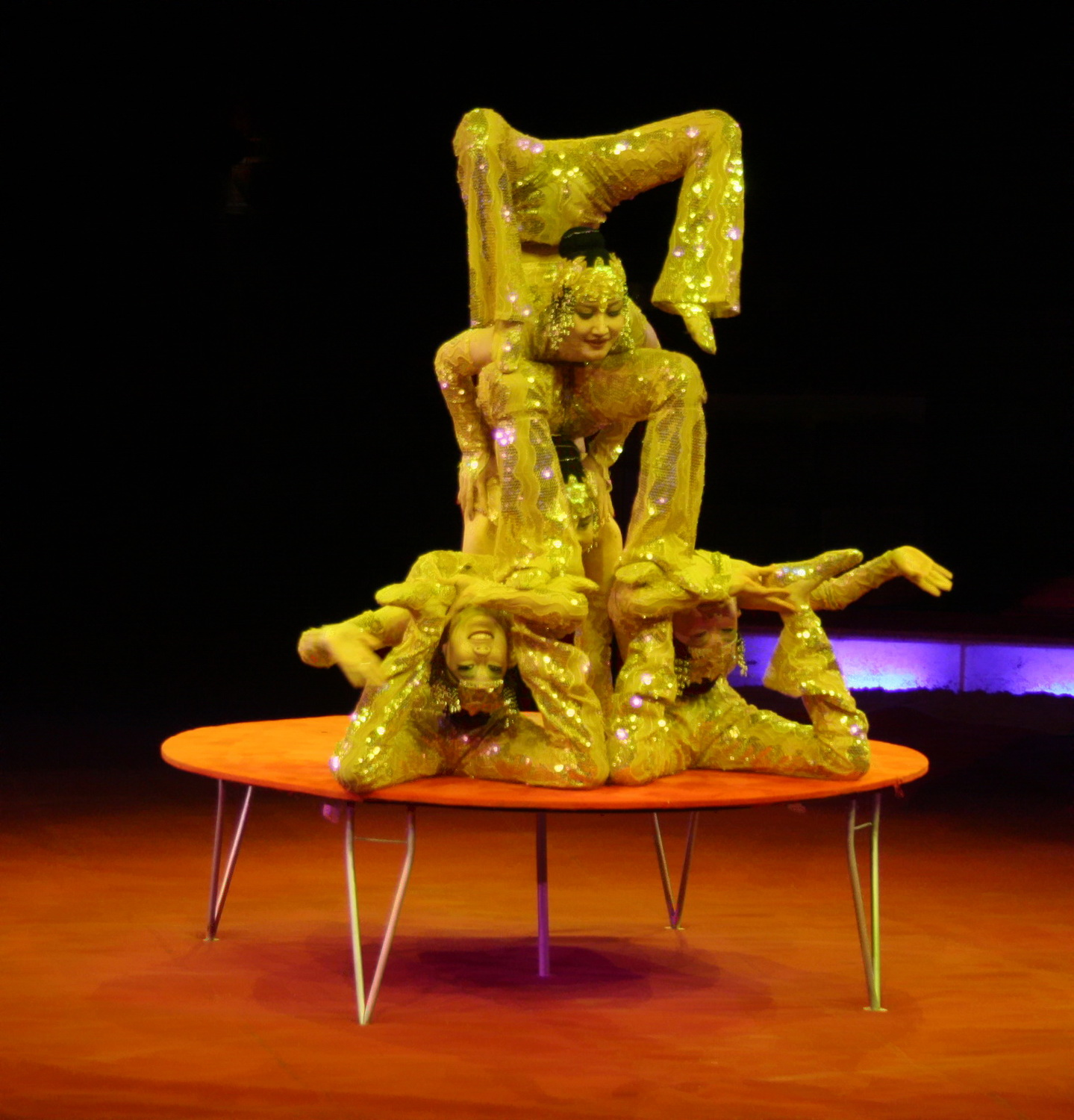
Contorsionistas mongolas

Antes del siglo XX no existía ningún tipo de arte circense plenamente profesional, más allá de ciertas exhibiciones físicas celebradas en fiestas populares, especialmente en el terreno de la hípica y en espectáculos de doma de animales. Posteriormente se desarrollaron con notable éxito el malabarismo y el contorsionismo, terreno donde destacó el acróbata Calderón, llamado así porque podía doblar su cuerpo como un signo de interrogación, considerado el padre del circo mongol. En 1940 se creó una escuela de circo, muy ligada a la Escuela de Moscú; de hecho, su primera directora fue la contorsionista rusa Chukunava, esposa de Aleksandr Voloshin, director de la escuela moscovita. Fue la mentora de Tsen Ayouche, una destacada contorsionista a nivel internacional. En este país el circo más relevante es el de Ulan Bator, donde destacan sus forzudos, la mayoría procedentes del juego mongol naadam.

### Sudeste asiático
Uno de los primeros países en desarrollar un tipo de acrobacia similar a la china fue Vietnam, donde hay constancia de su práctica desde el siglo X. Posteriormente, en este país se desarrolló notablemente el funambulismo. El primer circo moderno se fundó en 1922, el de la compañía Vietnam, que incluía domadores, payasos, acróbatas e ilusionistas. En 1925 se fundó el Circo Longtien, especializado en doma de pequeños animales. Tras la Guerra de Vietnam, se fundó en Hanoi un circo fijo y una escuela, al estilo soviético. Muchos artistas vietnamitas estudiaron en la Unión Soviética. Tras la caída de la URSS, los circos vietnamitas se abrieron a Occidente, donde triunfaron artistas como el trapecista Nguyễn Guang Minh y la equilibrista Lê Kim Cương.
Siguieron los pasos de su vecino Laos y Camboya, donde la acrobacia gozó de notable éxito, aunque con escaso grado de profesionalización.

### India
El circo occidental se introdujo en la India a finales del siglo XIX. En 1879 presentó su espectáculo en Bombay el circo de Giuseppe Chiarini, que contó con la presencia como espectador del rajá de Kurundvad, quien le encargó la creación de un circo nacional, el Nuevo Circo de la India. Sushila Sundari fue una acróbata ecuestre y domadora considerada la primera mujer india en actuar en un circo, famosa por sus actuaciones con tigres en el Gran Circo de Bengala. Otro precursor fue Keelari Kunhikannar, profesor de gimnasia, quien formó a una nueva generación de acróbatas. Uno de sus alumnos, el funambulista Bombayo, trabajó en el circo Ringling y gozó de notable éxito; conoció a diversas personalidades de la época, como Roosevelt, Jorge VI, Mussolini o Hitler, quien lo apodó «diablo saltarín indio». Otro artista de fama mundial fue Damodar Dharma, más conocido como Amou, que desarrolló un espectáculo de doma de panteras en el Circo Hamar. El circo indio contemporáneo es de consumo eminentemente interior, con grandes compañías de varios centenares de artistas y números donde destacan los espectáculos con animales (especialmente elefantes, caballos, monos, tigres y leones), actuaciones de acróbatas y contorsionistas realizadas sobre todo por niñas, trapecistas, payasos (que suelen incluir enanos y jorobados), tiradores de élite y números de motocicletas dentro de una esfera metálica.

## África

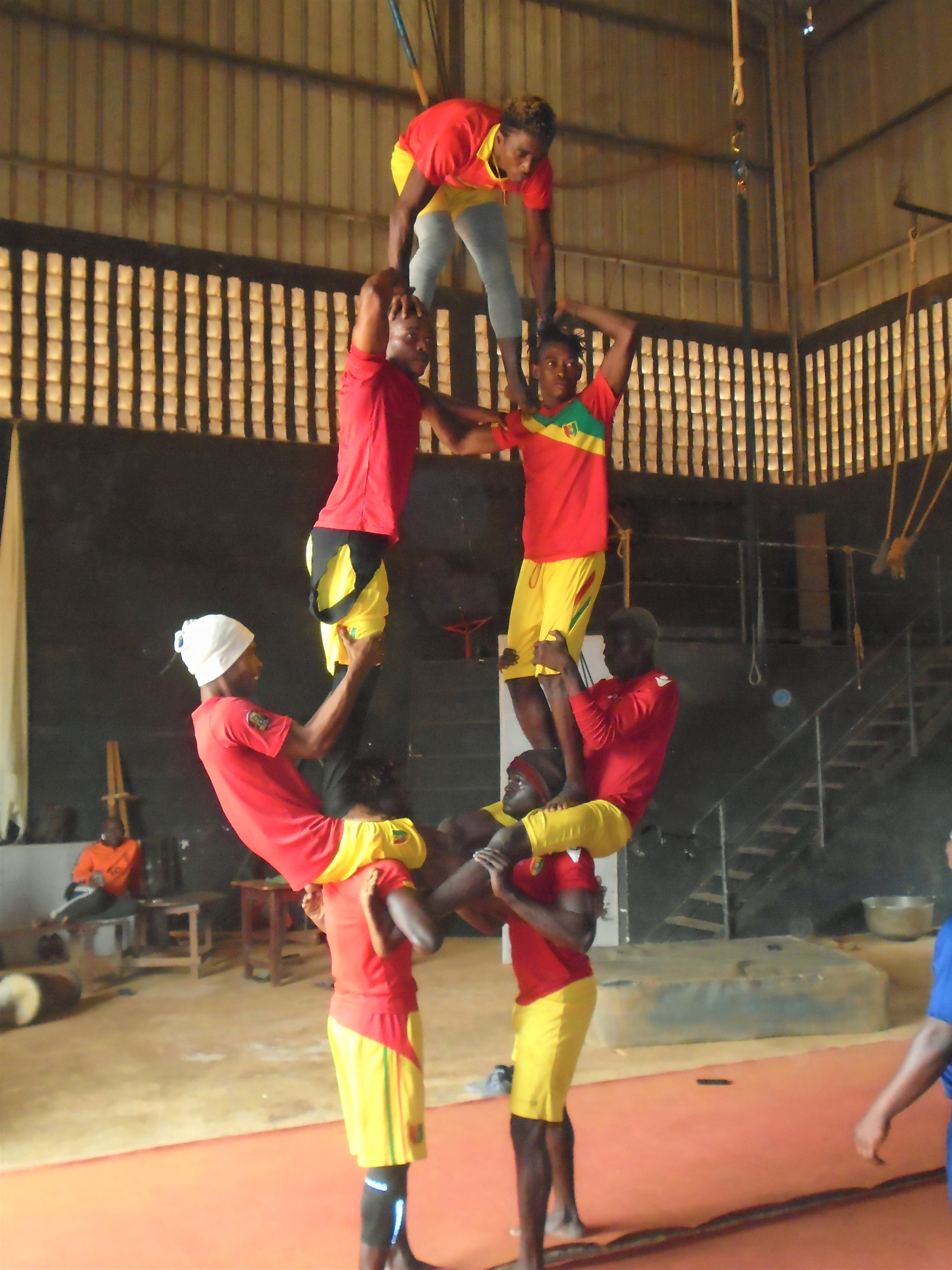
Acróbatas del Circo Tinafan, Guinea Conakry

En este continente hay que destacar en primer lugar el circo egipcio, heredero de la acrobacia del antiguo Egipto, cuya tradición ha pervivido en el tiempo. Familias como los Akeff o los Bogdadi destacaron especialmente en los juegos icarios, es decir, el malabarismo con los pies. El presidente Gamal Abdel Nasser fomentó en 1962 la creación de una escuela de circo, que fue lanzada por Aleksandr Voloshin siguiendo el modelo soviético. También se creó un circo permanente en El Cairo, curiosamente sin techo.
En Sudáfrica se da un tipo de circo de corte más europeo, ya que tiene sus orígenes en diversas compañías inglesas, como los Fillis y los Bell. En 1889, el Anfiteatro Fillis contaba con un plantel de noventa caballos. Los hermanos Boswell adquirieron el circo de los Fillis y se convirtieron en los empresarios circenses más importantes del sur de África. En 1956 se asociaron con los Wilkie y crearon la compañía African Entertainments Ltd. En 1965, Keith Anderson fundó la Escuela del Trapecio de Sudáfrica, de donde surgieron grandes figuras como los Flying Marilees o Freddy Osler. Poco después, en 1975, Anderson fundó una escuela multirracial en Ciudad del Cabo. Uno de sus alumnos, Brent van Rensburg, fundó el Circo Zip Zap.
En el resto del continente existen pequeñas compañías de tradición popular, en las que destacan los acróbatas, malabaristas, equilibristas, funámbulos, domadores y zancudos. En 2001 se creó el Festival de Arte Acrobático Africano, Circafrica. Entre los circos y compañías africanos hay que destacar el Circo Baobab, guineano; las troupes Assassissou de Ghana, que son acróbatas, malabaristas, contorsionistas y tragafuegos; la troupe del Ecuador, de Gabón, acróbatas y funámbulos; o bien las troupes de acróbatas de Senegal o de malabaristas de Kenia.

## Oceanía

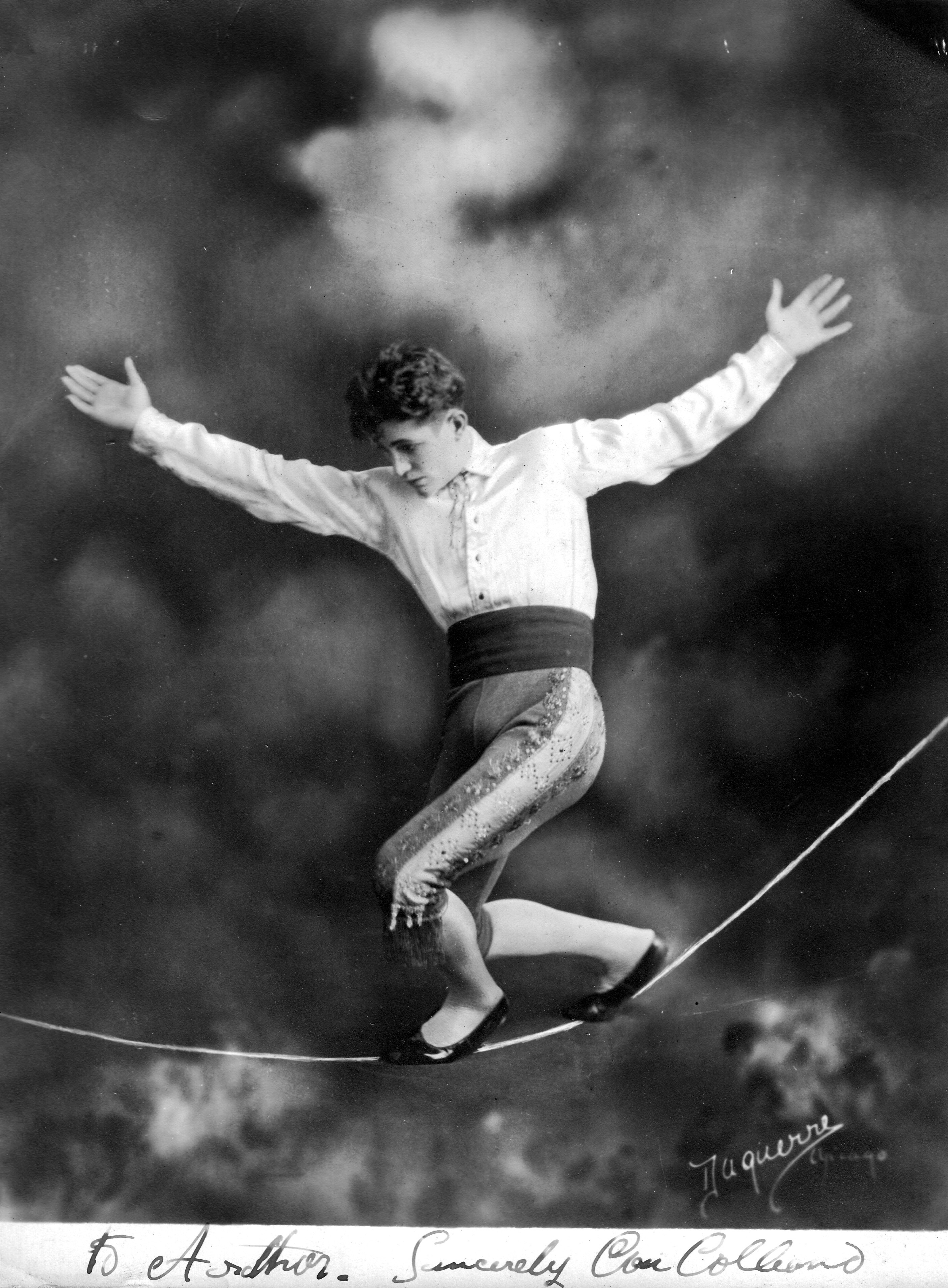
Con Colleano

El más relevante en este continente es el circo australiano, que se remonta a una carpa erigida en 1841 por Della Case en Sídney. En 1852, James Ashton fundó una compañía itinerante. En el último tercio del siglo XIX empezaron a recalar en el territorio los grandes circos de otros países, especialmente Estados Unidos, como el Cooper & Bailey en 1877. Pese a todo, la amplitud del territorio australiano no es propicia a los circos itinerantes, por lo que algunos tuvieron que cerrar, como los circos Perry y Wirth. Otros lo compaginan con parques de atracciones, como el Ashton. Entre los artistas australianos, merecen especial mención la amazona May Wirth y el funámbulo Con Colleano, artistas de fama internacional. Colleano fue uno de los mejores funámbulos de la historia. Pasó un tiempo en España y México, donde aprendió los movimientos de la tauromaquia —solía actuar vestido de torero—, así como de las danzas locales. Sobre el cable realizaba diversos bailes —tango, jota, pasodoble—, así como saltos mortales, con un estilo y elegancia que le llevaron a lo más alto de la fama en su terreno. Australiano fue uno de los mejores magos del período de entreguerras: Harry Cameron, más conocido como The Great Carmo. Se inició como malabarista, para pasarse al mundo de la magia. Su especialidad era la desaparición de animales.
En el último tercio del siglo XX se inició una renovación del circo australiano, gracias a la aparición simultánea en 1978 de dos circos: Oz y Flying Fruit Fly. El primero actúa generalmente en teatros y combina acrobacia con música, además de otros números reformados, como una nueva versión del hombre-bala. El segundo tiene su origen en una escuela de circo creada por ex-artistas en Wodonga y cuenta en su plantilla con numerosos de los alumnos que se van graduando en la escuela.